# こちら葛飾区亀有公園前派出所の登場人物
こちら葛飾区亀有公園前派出所の登場人物（こちらかつしかくかめありこうえんまえはしゅつじょのとうじょうじんぶつ）では、秋本治の漫画、アニメ、テレビドラマ作品『こちら葛飾区亀有公園前派出所』に登場する架空の人物について（一部、例外的に実在の人物も）説明する。
本作品は40年の長期連載であったためにキャラクターの数も非常に多い。中には一般の読者を出演させたこともある。しかし本項で触れる登場人物は作中に影響する者を主に触れる。
声優はテレビアニメ版・劇場版 / ジャンプ・スペシャルアニメ版・大行進版の順。1人しか記載されていない場合はテレビアニメ版・劇場版のものとする。俳優は1977年実写映画版 / テレビドラマ版・2011年実写映画版の順。

## 警察官

### 葛飾区亀有公園前派出所
主要人物が在籍する派出所。原作・アニメ版・ドラマ版を含め、比較的に出番の多いキャラクターは公園前派出所勤務の両津、中川、麗子、大原の4人である。寺井（丸井）は原作では初期から登場し、改名後は出番が激減したが、アニメ版ではレギュラーとして登場機会が多かった。連載初期には、公園前派出所に松本（まつもと）、水谷（みずたに）、南（みなみ）という警官が勤務していた。このうち南については、送別会が行われている。ただし、同姓の別人である可能性もある。
両津勘吉（りょうつ かんきち）
声：ラサール石井（少年時代：田中真弓→ラサール石井） / 水谷誠伺（ゲーム「幻のお宝を追え!の巻」） / 内海賢二 / 玄田哲章（ラジオドラマ）
演：せんだみつお / 香取慎吾 / ラサール石井
主人公。階級は巡査長（「巡査長」は厳密には階級ではない。「巡査長」のページ参照。）。
角刈り、大きな目、体毛が濃く、左右つながった極太の一本眉毛が特徴。短気・短足・単細胞とその人となりを紹介されていたこともあった。
常人離れした体力と生命力を持っているほか、手先が器用で多数の資格や免許を持つ。いたずらと金儲けが大好きで詐欺まがいな行動も多いが、義理人情に厚く困っている者を放っておけない性格で下町の住民からの人望も厚く、人脈も広い。ただし、自分の失敗やミスを素直に報告せずに誤魔化そうとする傾向が強く、それが数々のトラブルの原因にもなっていて、誤魔化そうとする態度を部長に指摘されてもなお素直に認めようとせず、余計に怒られることになるなど悪い結果を自分から招いてしまう悪癖がある。またプロレーサー以上の実力を持ち、ニュルブルクリンク北コースを5分切りするなど中川以上の腕前を持つとされる。
詳細は両津勘吉を、家族および親類は両津家を参照。
中川圭一（なかがわ けいいち）
声：宮本充（少年時代：菊池こころ→宮本充） / 神谷明 / 井上和彦（ラジオドラマ）
演：草川祐馬 / 速水もこみち / ユージ（2016舞台版）
世界でもトップレベルの大企業「中川コンツェルン」の御曹司。階級は巡査。
美形で長身、多才な特技を持つ。物腰穏やかで落ち着いた男性だが、パニックになって感情が高ぶると言動が粗暴になる時がある。特に射撃と逮捕術は天才的な腕を持つ。また運転に関してもプロレーサー並の実力を持っている。
両津の後輩という立ち位置は変わらないものの、初期と末期では大きく人柄が違う。両津の弟・金次郎が自身の身内と結婚してからは、遠縁の親戚になり、彼の金銭欲の深さに呆れることもままあるが、人情に厚い彼の人柄を慕っている。アニメ版では両津と同じく、制帽をほとんど被っていない。
車のナンバーは、ブランドにこだわり、神奈川県の湘南地域のご当地ナンバー「湘南ナンバー」を使っている。
詳細および家族については中川圭一を参照。
秋本・カトリーヌ・麗子（あきもと・カトリーヌ・れいこ）
声：森尾由美 / 土井美加
演：香里奈（テレビドラマ版・2011年実写映画版） / 原幹恵（2016舞台版）
ヒロイン。秋本麗子と表記されることが多い。神戸にある世界有数の企業「秋本貿易」の社長令嬢で、パリ生まれの帰国子女。日本人の父とフランス人の母を持つハーフ。長身でスタイル抜群の美女。階級は巡査。
容姿端麗でありながらも両津を含めた派出所の男性陣も恐れるほど男勝りの強さを持つ。その他にも料理やピアノ、射撃など多彩な才能を持っている。中川と同様、両津の破天荒を通り越した非常識ぶりにあきれることもままあるが、金銭欲だけでない長所も理解し慕っている。両津の後輩でありながら「両ちゃん」と呼び、対等な口調で会話している。
詳細および家族については秋本・カトリーヌ・麗子を参照。
大原大次郎（おおはら だいじろう）
声：菱谷紘二（第1話 - 第15話）→佐山陽規（第16話以降） / 北村弘一 / 高木均（ラジオドラマ）
演： 伊武雅刀 / 俵木藤汰
葛飾区亀有公園前派出所の班長であり、両津たちの直属の上司。階級は巡査部長。自分にも他人にも厳しい生真面目な性格で、両津が最も苦手とする人物。柔道と剣道の有段者でもある。
両津とは彼が警察官に採用されて以来の付き合いであり、度々警察官らしからぬ問題を起こす両津を厳しく叱りつけるなど対立することも多いが、両津や中川をはじめとする部下を親身に心配するなど根は優しく仕事に対する責任感も強いので、彼らや住民たちからも尊敬されている。
流行物に疎く両津らに頼んで使い方を教わるが、調子に乗って痛手を被ることもしばしばある。
寺井 洋一（てらい よういち） → 丸井ヤング館（まるい ヤングかん）
声：茶風林（第1話 - 第92話）→林家こぶ平（第98話以降） / 石丸博也（ラジオドラマ）
演：荒井注（1977年実写映画版）
葛飾区亀有公園前派出所に勤務。階級は巡査。個性的な派出所メンバーの中では最も平凡で大人しい性格。派出所メンバーでは大原と両津に次ぐ古参の警察官。
長年にわたり「寺井洋一」という名であったが、170-2で「丸井ヤング館」に改名した（詳細は丸井ヤング館を参照）。
アニメ版では一貫して「寺井洋一」名義（2016年に放送された特別番組では改名後の話であったが、OPシーンのみ登場）で、メインキャラクターの1人として登場機会も多い。
子供の名前は「ケンジ」・「コウジ」。
戸塚 金次（とつか きんじ）
声：竹本英史
演：浜田光夫（1977年実写映画版）
亀有公園前派出所勤務。埼玉県草加市出身。坊主頭で顔面に刀で斬られたような傷、背中に入れ墨があり、ヤクザも怖がらせる風貌をしている。階級は巡査。
大半の回でノーネクタイで勤務している。寮の自室には「死んでもらいやす」と大書された半紙や、仁侠映画のポスターが所狭しと貼られていて、パジャマも囚人服柄。
警官になる前は10年間トラック運転手をしており、その腕前は中川と張り合えるほどで中川も賞賛していた。それ以外の経歴は不詳。2-2における両津の発言によると、糖尿病を患っているらしい。
腕っ節も強く、両津とルール無用の喧嘩をした時は、ほぼ互角の勝負を展開し、最終的には両津によって派出所の外へ投げ飛ばされ、場外乱闘で敗北してしまうが、両津自身も相当ダメージを受けていた。
連載初期の頃は両津の最初の相棒とも言えるほど良いコンビであり、組んで悪ふざけをする両津と戸塚（あるいは中川）、それによって迷惑を蒙る大原と寺井という構図が王道のパターンだったが、麗子の登場以後、麗子と入れ替わるようにして出番が少なくなり、末期には両津とは違う時間帯の班に所属しているためほぼ出番がなくなった。出番が減った理由は、原作者によると「両津とキャラがかぶるため」としている。カメダスによると、さいはて署に飛ばされたとされている。
ギャンブルを嗜むが両津のように金儲けのような行動はせず、両津ほどの問題児ではなく（行動的な意味で）、両津のとんでもない行動にあきれることもままあった。中川が復帰してからは夜勤やパトロールは寺井と組むことが多かった。両津同様ズバズバ発言するがその内容は両津ほど破天荒ではなく、両津が納得しているシーンも見られる。両津と共に悪ふざけをすることは多いが自らの意思に反する両津の行動にはのらない。両津に流されてしまう本田や寺井とは大きな差異が見られる。
このように初期のレギュラーメンバーであるが、アニメ版では唯一両津が「かつて派出所に勤務していた警官」と語る回想シーン（第301話「派出所ちょっと昔」）のみの登場。本編以外でもED（「ナイスな心意気」）のラストの群集と、『こちら葛飾区亀有公園前派出所 THE FINAL 両津勘吉 最後の日』のOPに登場したのみ。
古参の読者や初期ファンからの支持があり、連載30周年記念の回（155-1）では「復活して欲しいキャラクター」の第1位になるが、作中では両津との対談で「特に話すことがない」としてこれといった出番がなかった。『週刊少年ジャンプ』掲載版の最終話では終盤の見開きに登場している。
日暮熟睡男（ひぐらし ねるお）
声：牛山茂（第7話 - 第125話）→今井敦（第126話以降）
演：宮藤官九郎（テレビドラマ版）
4年に一度、夏季オリンピックの年にしか登場しない警官。所属は葛飾警察署超能力課。階級は巡査。
夏季オリンピックの開催期間以外はすべて寝ており、4年に一度しか起きてこない。しかし、免職もされず警察官を続けていられるのは、様々な超能力を使って難事件を解決しているためである。ただし目覚めたばかりの状態では調子が悪く、うまく超能力を扱えない。
麻里愛（あさと あい）
声：麻生かほ里
通称マリア。見かけは黒髪の美女だが、元キックボクサーの男性で両津以上の身体能力を持つ。
キックボクサー時代のコーチである岩鉄岩男の言葉をきっかけに女性として生きる決意をする。
岩鉄と容姿のよく似た両津に一目惚れし、婦警になって近づいた。しばらくはニューハーフであったが、111-4で身体的にも女性になる（アニメ版では終始ニューハーフのまま）。
詳細および家族については麻里愛を参照。
犬（いぬ）
声：竹本英史、西村仁（THE FINAL 両津勘吉 最後の日のみ）
固有名詞が無く、一貫して「犬」としか呼ばれない。性別はオス。
初登場時は、鍋島食堂のいたずら息子によって派出所へ連れてこられた野犬 で、いつの間にか飼われている。当時はずんぐりむっくりとした大きな身体で、顔付きもぼんやりとしていて動作ものろいものであった。しかし、後にスマートな体形となり、顔付きも可愛らしいものに変わってきた。
事故現場の野次馬を追い払うため、両津から狂犬の演技を命じられて野次馬を追い払ったり、狂犬のドイツボクサー犬に拳銃を突きつけて捕まえたこともある（両津から「顔に似合わず卑怯な奴」だと言われていた）。さらには二足歩行ができるほか、両津との殴り合いの喧嘩では、コブラツイストをかけたり、馬乗りになって殴るという芸当を見せた。また、派出所に入り込んだ空き巣の所持品の匂いで犯人の追跡に役立っている。
当初は麗子から「犬」というだけで毛嫌いされており、自分のせいで迷惑をかけたことを悔やんで派出所を去ってしまう。しかし、麗子がおぼれている少年を助けようとして自身もおぼれかけている現場に遭遇し、両津たちの元へ知らせに走っていった。犬のおかげで大事には至らず、麗子も犬嫌いを克服して、犬と麗子は互いに仲良くなっていった。
また、両津と本田が雪山で遭難した時は救助犬として駆けつけたり、洞穴に潜んでいた熊に立ち向かう両津と一緒に共闘しようとした。麗子の登場以後、徐々に出番が減っていき、39-6を最後に姿を消し、20年後の143-7で1コマだけ再登場を果たし、155-1の終盤にも登場した。
アニメ版では、外見が全く違う犬になっており、首にスカーフを巻いた犬として登場。にやにや笑いながら両津の足に小便することが多い。最終回では両津が転勤するという嘘によって送別会が行われ本人も出席しており、一度は両津との別れを寂しがってたものの内心では両津の嘘に気づいていたようでお開きとなった直後の警視総監からの電話で両津の嘘がバレてしまい両津が周囲の人々から特大の怒りを買っていた時もにやにや笑っていて、追い回される時もにやにや笑いながら追いかけていた。またアニメ版第172話「人生をやり直せ!」では中川のテレビゲーム会社が開発した人生シミュレーションゲームによると、もし両津と出会っていなければ、大金持ちの人物に拾われ、優雅な生活をしていることが明かされている。2016年のTVスペシャルにも登場しており、両津に留守番を頼まれ、褒美に煎餅をもらおうとするも、拳銃を出そうとしたと勘違いし逃げ出す。
ミケ
第64巻から登場。
元は下谷第五派出所で飼われていた猫で、両津が下谷第五派出所に出向していた時に両津に一番懐いていたため、両津が帰る際に下谷派出所の班長の盤が餞別に贈った。
見た目は小さくかわいらしいが、食い意地が張っており、両津のステーキやカップ麺を奪い取っている。高額なラジコンヘリを見つけて持ち主から50万円の謝礼をもらい、それをエサ代として使っている。
登場から少ししてから全く登場しなくなった。

### 亀有署・葛飾署・新葛飾署
途中で庁舎の改築に伴い「新葛飾署」と改められている。なお、庁舎は成り行きからウサギ型だった時期があったが、後に売却され元の一般的な形に戻っている。
屯田 五目須（とんだ ごめす）
声：江角英明（第25話 - 第328話）→西村仁（第329話以降）
演：龍虎勢朋（1977年実写映画版）
新葛飾署の署長。作中で単に「署長」と言えば大抵彼のことを指す。パーマと口髭が特徴。階級は警視正。一人称は「ワシ」だがまれに「僕」。姓名判断で以前の「亀森 鶴吉（かめもり つるきち）」から改名した経緯がある。葛飾区柴又在住。夫人は元婦警で、「結婚してくれなきゃヤダ！」とダダをこねて駆け落ちの末に結婚した。アニメでは奧山から「ゴメちゃん」と呼ばれている。
誕生日は7月7日（アニメでは6月27日）、千葉県出身、身長165cm、体重70kg、趣味特技は釣りとなっている。原作とアニメ版では体型がやや異なっており、原作では丸顔で太めの体型だが、アニメ版では輪郭が四角でガッシリとした体型となっている。
アニメ版では、第11話「中川君のお宅訪問」で両津を称える表彰状に名前のみ登場し、本人は第25話「謹慎なんかこわくない」から登場する。
子供が3人、孫が6人（原作第84巻と第145巻では6人以上描写されている）おり、子供・孫には非常に甘い。彼の曽祖父は123歳まで生きていたとされている。
かつては大原の直属の上司として共に仕事をしていた。警視正である彼の地位は巡査部長である大原の4階級上と大きく開いているが、現在も階級の差を超えて仲が良い。回想などに出てくる若年期の屯田はアフロヘアーだった。基本的には気弱な性格ながらもしっかりした性格だが、大原と一緒に暴走したり、過激な漫才を大原と行って懲戒処分になったことがある。雨男であり、彼がゴルフなどの屋外行事を行うときには必ず雨が降る。また、元部下の大原に対し説教をしたり、問い詰めることもある。
両津の問題行為にはたびたび頭を抱えており、彼に丸め込まれ謹慎処分に追い込まれた事もある。それゆえ大原と共に両津には説教やお仕置きといった制裁を下すものの、両津の警察官としての能力や地域住民たちとの交流の深さは高く評価している。本人曰く「根に持つタイプ」であるらしい。
署長にもかかわらず自分に贅沢で他人にはケチな一面があり、バザーの寄付は婦警や両津ですら高級品やマニアックな品を多数出品するのに対してタオルや石鹸といった安物しか出さなかったため、両津にロレックスの高級腕時計やクラウンを強制的に寄付させられた。また、贈答品である高級酒などを多数隠し持っており、全て両津に取り上げられている。
前述のバザーの件も含め、署長としての威厳はあまりなく、両津や婦警の無茶な要求を呑まされることが多々ある。両津と対立している婦警の圧力で剣道部の部室を変えたり署長室を廊下に移したりなどと、婦警たちの横暴を咎めるどころかほぼ完全な言いなりになっており、そのあまりの情けなさに両津は呆れ果てている。アニメ版では原作よりもスケベな描写が多く見られ、大原に呆れられたり咳払いされることもある。また、自身の署長としての権力を振りかざして不祥事を起こした両津を怒鳴りつけて殴ったり、大原と協力して両津への「武装お仕置き」に加勢したこともあるが、大原と同様に婦警の悪行を両津に責任転嫁する事もしばしばある。
また、屯田単独でお仕置きを執行したこともある。77-6「両津流スペシャルメニューの巻」では食い倒れ亭で働いていた両津が大原たちにふけなどの老廃物が入った料理などを提供し続けた結果、署内で食中毒が多発したため、両津を解雇したうえで「勘弁してくださいよ」という両津に対し「だめだ！お前が与えた苦しみを自分も味わえ！」と言って両津に3か月前の腐った納豆や期限切れの牛乳、靴といったガラクタを強制的に食べさせた。当の両津は「もうおなかがいっぱいですよ」と言いつつも苦しむ表情を見せなかったため、大原は「なにも動じないな。さすがはゴキブリ男だ」と唖然としていた。186-2「ようこそかっぱ橋の巻」では、食品サンプルの寿司を販売していた両津にそのサンプルを食べさせた。200-5「ドローンバトルの巻」では、賞金5億円を目当てに「ワールドドローンバトルシップ」に参加した両津が特殊刑事課のラジコン刑事のドローンを落下させたため、両津に1か月の謹慎を言い渡すと共に、賞金5億円全額を特殊刑事課へ寄付している。
アニメ版第344話（最終回）「さよなら両さん大作戦」では、両津の異動が広まった件（小町と奈緒子が大原に直接問い詰めた）と彼の勤務態度を含めた素行が突然改まったことに関して大原と話をしていた際に「本庁に両津が栄転することになった」という警視総監（実は自業自得とはいえ周りから蔑ろにされたことに怒った両津の悪戯）からの電話を受けて大原とともに仰天する。その数日後に開催された本庁に異動する両津の送別会のMCを務めた。しかし、送別会がお開きとなった直後に警視総監直々に掛かってきた電話を受け、異動の件が「真っ赤な嘘だった」事実を聞かされ、真っ先に両津の仕業と察し他の出席者と共に激昂した。
大原の家族の行事にも参加する事もあり、アニメ版第35話「部長の目にも涙」では大原の娘のひろみの結婚式に参列した。
孫がプレイするゲームには疎く、孫から攻略法を聞かれるので両津に頭を下げてまで攻略法を聞き出す。
息子（高学年 - 中学生くらい）への教育では非常に甘く、生意気で好き嫌いが多かったが、両津と花やしきに遊びに行ったことがきっかけで好き嫌いや我儘が無くなった。
アニメでは釣りゲームをしていた両津と大原を叱ったが、自身もギャル釣りゲームにハマったため、両津と大原に見つかり、仕返しを受けている。
本田速人（ほんだ はやと）
声：家中宏
演：内村光良（テレビドラマ版）
交機隊に所属。
両津を「先輩」と慕い行動を共にすることが多いが、その度にさまざまな事件に巻き込まれている。
普段は気弱かつ極度な臆病者で頼りないが、学生時代は「関東男連合」という不良グループの総長を務めていた過去がある。バイクのハンドルを握ると性格が一変する。言動も荒くなり「両津のダンナ」と呼び、凄まじい運転技術を披露する。
実家はカワサキ専門のバイク屋「本田輪業」を営んでおり、本田自身もバイクのメンテナンスや自作ができる。原作では寺井（丸井）よりも出番が多くアニメ版でも登場回数が多いが、ドラマ版では1回のみの登場である。
詳細および家族については本田速人を参照。
ボルボ西郷（ボルボ さいごう）
声：岸祐二 / 原川浩明（ゲーム「中川ランド大レース! の巻」版）
新葛飾署に勤務する警官。鹿児島県出身。誕生日は12月31日（アニメでは9月17日）。身長182cm（アニメでは190cm）、体重95kg（アニメでは108kg）。血液型はA型。一人称は「私」か「俺」。
かつてアメリカ合衆国でFBIの射撃術をマスターし、傭兵およびグリーンベレーとして5年間世界の戦場を渡り歩いた経験を持ち、ニューヨーク市警察に勤務していたこともある。そのため常に全身にあらゆる武器を身につけているが、実際はかなり臆病で、武器を全部取られると途端に気が弱くなる（その様子は本田曰く「バイクに乗ってない時の僕より情けない」）。サバイバルゲームが大好きで、誘われるとどんなに遠くにいても駆けつける。登場初期は身の危険を感じたり、物音に過剰に反応したりすると無差別に発砲してしまう癖があったが、中期以降はそのような描写は少なくなった。ただし、アニメ版では不定期スペシャルになっても発砲する癖は治っておらず、病院でマシンガンを発砲して両津に注意されたことがある。
長年、男ばかりの環境にいたせいで女性に対する免疫が非常に弱く、女性が半径1m付近にいるとすぐに鼻血を出す（両津曰く「免疫は中学生並み」）。作品後期にはそのような描写は見られなくなった。
登場初期は両津に敬語を使うなど部下的な存在だったが、第100巻以降は両津にツッコミを入れるなど、同僚のような存在になってきた。鹿児島の実家の家系は忍者である。
幼少期に蜂の大群に襲われたことがトラウマで、蜂が大の苦手。虎と単身戦って取り押さえるだけの実力を持っているが、蜂の場合は無害な蜜蜂であっても一匹見ただけで取り乱して逃げ惑う。
アニメ版では、本田や左近寺と共に両津の悪事に協力することが多かった。後期には左近寺とのコンビでの登場が増加する。また、その左近寺とは出身地以外のプロフィールが全て同じだった。
元上官の爆竜大佐の娘、ジョディーと交際しているが、ジョディー登場以前の81-3では当時男だったマリアに惚れ、デートを申し込んだこともあった。またその双子の妹のマリリンからは逆に惚れられ、一時的にはジョディーとマリリン両方と付き合っていた（原作のみ）。ジョディーやマリリンからはボビーという愛称で呼ばれ、軍人時代の仲間からもそう呼ばれている。
最初はマリアに双子の妹がいると知らず、マリリンと初めて会った際にはマリアだと勘違いしていた。マリリンが自分が女だと分からせるためにボルボの手を自分の胸に当てたがボルボはそれでも気付かず、両津の指摘と両津の隣にいるマリアの存在に気付いて事実を把握した途端に鼻血を出してしまった。
英語が堪能で、ジョディーと共に英会話スクールの講師を務めていたことがある。
アニパラでは両津とともにゴールボールにチャレンジしたこともある。
アニメ版最終回では台詞はないものの両津の送別会に参加しており、両津の転勤の件が嘘だったと知った直後、左近寺と共に激怒した。
第100巻にて行われた署内の「結婚したくない男性ランキング」アンケートでは、第9位に入っている。
ボルボ・左近寺・両津の3名は「葛飾署3バカトリオ」と言われているが、この3名で署員500名分の体力を維持しており、この3名が欠勤時に体力測定をした所、警視庁最下位だった。
ミリタリー・軍事関係やアウトドアの知識は両津より上で、「世界の手榴弾」という分冊本の監修をしている。銃の扱いも署内1。
左近寺 竜之介（さこんじ たつのすけ）
声：岩崎征実（少年時代：竹内順子）
新葛飾署に勤務する警官。埼玉県出身（アニメ版では東京都）。誕生日は12月31日（アニメでは10月10日）、身長182cm（アニメでは198cm）、体重95kg（アニメでは120kg）。血液型はA型。胸囲は180cm、ウェストは78cm。一人称は「俺」。趣味はテレビゲームとフィギュア収集。ゲームをプレイしない弟が存在（アニメ版では両津が疑問視する発言をしているため、存在しない可能性がある）し両津とも面識がある模様だが作中では未登場。
体育会系に属する人物で、あらゆる格闘技（特に柔道）に対して優れた技能を持ち、柔道のほか、合気道、空手、テコンドーの師範証を持っている。そのため暴走族や暴力団などをあっと言う間に倒している。格闘技ゲーマーでもあり、両津や後輩らと対戦するが熱くなりすぎて実際の対戦相手を殴り飛ばしてしまうこともしばしば。ゲームのやりすぎでゲーム機のコントローラが左近寺の指の形に擦り減っている。その体型に合う制服がないため有事の際を除き私服（タンクトップ）で勤務をしている（そのことを両津に「ロッカーで着替える男子高校生」と馬鹿にされている）。
格闘技一筋で生きてきたので、一般常識にはかなり疎く、ゲームも格闘技関連ゲーム以外はほとんど知らなかったのだが、ある時偶然「どきどきメモリアル」のキャラクターに自分の名前を呼ばれたのをきっかけに、その種のギャルゲーにもはまりだす。また、ゲームのキャラクターにそっくりということで磯鷲に惚れていたが、124-3でチャットで知り合った美香という女子大生と付き合うようになる。しかし彼女が登場したのは124-3の第1話のみでその後の関係は不明。後期では出番があっても「どきメモ」に関するネタはなくなり、体力自慢キャラとして登場している。一度、美少女ゲームと間違えて買ったボーイズラブゲームにはまってしまい、オカマと化したことがある。
作者が対戦型格闘ゲームにハマり、「ゲームから抜け出したようなマッチョ」として考案されたキャラクターである。
アニメ版での登場以降、ボルボとセットでの登場が多い。両津も含めて3人とも体力は並外れており、100mの崖の縄梯子を昇り降りするのにわずか15秒しかかからない。ボルボとは出身地以外のプロフィールが全て同じであった（ただし、アニメ版ではボルボより身長が高い設定になっている）。
アニメ版では本田、ボルボとともに、たびたび両津の企む悪事に付き合わされた。小学生の頃に初恋の女の子がいたが、その頃のトラウマがきっかけで女嫌いになっている。当時「どきメモ」ヒロインの沙織にそっくりな少女に一目惚れをしたのだが、柔道の大会でその少女と対決することになり、試合前に緊張してトイレに行くのを忘れて試合の最中に漏らしてしまい、皆に笑われてしまった。それ以来、左近寺は極度の女嫌いになった。しかし「どきメモ」ヒロインの沙織が偶然にも小学生の頃の女の子に顔と声が非常にそっくりで惚れてしまい、「どきメモ」をプレイし始めてから女嫌いは少しずつ直っていったが「どきメモ」で告白に失敗し、そのショックで女嫌いはさらに酷くなった。しかし女性に対して興味を持つ描写もある。最初は硬派な性格を主張してたことで恥ずかしさから「どきメモ」をプレイしてたことは隠してたが、両津、本田、ニコニコ寮の部屋の警官たちにはばれていた。後の物語では「どきメモ」と沙織が好きなことを隠さず普通にプレイするようになる。また「沙織〜!!」と叫ぶ口癖、沙織の人形の乳首を触り興奮する癖（フィギュアのサイズによって反応が大きく異なる）や悲しい時に失禁する癖が追加された。沙織に興奮したときは「効くぜ…」と言う。初期は「どきメモ」をしたり沙織フィギュアの購入の際は縁眼鏡をかけていた。沙織の等身大フィギュアは宝物であるが、両津に関わったことが原因で全種類火災で燃え尽きてしまったり、ボーナス争奪戦に巻き込まれてダンボールと融合してしまったりと不遇な扱いを受けている。TVSP11弾「ヨーロッパ横断! 麗子救出大作戦」では飛行機が苦手で、民間機（エコノミークラス）に乗っている間は終始沙織フィギュアを握っていた。
第172話「人生をやり直せ!」では中川の会社が開発した人生シミュレーションゲームによると、もし両津と出会っていなければ、かなりの高確率で、オリンピックの選手となって金メダルを取り、K1選手として大活躍し、ゲームにはまることもなく女性からもモテモテの人生になっていたとされていた。
アニメ版第95話「憧れのツーショット」では1度だけ「結婚したくない男性ランキング」で、第1位に繰り上げ当選してショックを受けて泣き崩れた事がある。
アニメ版最終回では台詞はないものの両津の送別会に参加しており、転勤の件が嘘だったと知った直後、ボルボと共に激怒した。
アニパラでは両津とともにゴールボールにチャレンジしたこともある。
擬宝珠 纏（ぎぼし まとい）
声：土居裕子
交通課に勤務。
第118巻で新人婦警として登場し、両津と同等に張り合っていたが、次第に惹かれ合っていき結婚騒動まで起こった。しかし、実は又従兄弟だった。勝気な性格で、両津にとって頭の上がらない人物の1人。実家は超神田寿司。
詳細および家族については擬宝珠家を参照。
磯鷲 早矢（いそわし はや）
交通課に勤務。年齢は21歳。誕生日は1月3日。身長163cm（133-8で169cmに設定変更）、体重49kg。血液型はA型。スリーサイズは81・57・82。
京都の名門武道家の長女として生まれ、特に弓道は全国大会で優勝するほどの腕前を持つ。ただし、左京には負けたことになっている。弓道では勝負にこだわらず、自分を磨くためのものと考える。なお、「早矢」の名前は弓道用語に由来する。
大和撫子とも言われるほどの日本的美人で、署の男性からの人気は高い。両津に一目惚れをして交際を申し込み、マリアと剣道で対決して圧勝するが、両津を好きな理由が彼女の父・剣之介に声が似ているからであり、恋愛感情は無かった。後に本当に好きになり交際を申し込んだ。しかし末期はあまり両津のことが好きという描写は無い。逆に相手から思われる描写が増えており、特に大原には妄想の相手にされるほどである。その他にはゲームのヒロインにそっくりという理由で左近寺から、158-4の様子から見て中川からも好かれている様子。
登場当初は両津を巡りマリアと二度にわたって勝負し、マリアを女性にさせるきっかけを作った。145-9では一緒に行動する描写もあり現在ではある程度、仲が良くなった様子。また同じく両津と結婚騒動になった纏とは今ではすっかり仲が良く、コンビを組んでミニパトで活動することも多い。また、両津が「呉服屋の息子」ということが嘘であることも纏に教えてもらっている。
前述どおり弓道の達人だがそれ以外の武芸にも長け、長刀の応用で物干し竿を武器に暴漢を撃退したり蹴り技でサメを倒したこともあるが、片目での照準に不慣れのため射撃は不得手。武道以外にも和風のことには造詣があり134-7では箏の家元であったことも判明。しかし、158-4では将棋は未経験で指したことがなかったが、大原や纏からルールを教えられるとすぐに両津を倒せるほどの腕前になった。一方で最新の流行や洋物、携帯電話などの機械関係については疎い。また、大原のオヤジギャグに大ウケする一面もある。
かなりの下戸でビール1杯で酔ってしまい、体が火照って突然服を脱ぎだす癖がある。また母方の祖父が陰陽師ということもあってか霊感が強く、140-5では占いで婦警のことを占ってはズバリ当て、幼稚園児を襲った悪霊を除霊した。
133-5では目を見ただけで言葉が通じない外国人とも意思疎通できるという荒業を見せた。
京都の実家では標準語を使っており、これまで関西弁を話している描写が見られなかったが、179-8では御堂春と関西弁で話していた。
原作では纏より早く登場したが、アニメ版では一度も登場しなかった（第140巻の巻頭のセル画に一度だけ登場したことがある）。
乙姫 菜々（おとひめ なな）
声：鈴木真仁
交通課の白バイ隊に所属し、本田の後輩で交際相手。年齢は21歳。誕生日は2月14日（ただし、3月3日という時もある）。血液型はA型。スリーサイズは79・48・80。「愛野 神女（あいの みこ）」のペンネームを持つ少女漫画家でもある（公務員の副業は禁止されているため、秘密にしている）。
身長は161cm。体重は35kgと非常にスレンダーで、「オリーブ」と呼ばれている。容姿端麗だが、童顔で年齢よりも幼く見えるために、女子高生と見間違われやすい。またアニメ声の持ち主でもある（アニメ版でも再現されている）。漫画は非常に人気が高く、コミックスの初版が10万部発行されるほどであり中にはアニメ化までされた物まである。初登場したときには少女漫画家の間で話題になったらしい。見た目に合わずかなりの大食い（普段忙しくてまともに食事できない反動らしい）。運動は苦手な様子だが、130-5の葛飾署マルチスポーツ大会には麗子や中川、纏など頭脳、体力どちらも水準以上なメンバーを抑えて優勝している。
学生時代、腹痛で苦しんでいるところを女性ライダーに助けてもらったことがきっかけで白バイ隊員となった。そのエピソードはアニメ版では助けたのは若き日の本田ということになった。バイクの腕は「クイーンスターズ」（葛飾署の女性だけで構成されている白バイ隊）の中でトップクラスの実力だが、力が無いためバイクを1人で起こせず泣いてしまうことも多々ある（94-5など）。そのため1度中川コンツェルンのパワーアシストスーツを装着したことがあるがその際には腕相撲で、本気の両津を軽く倒すなど絶大なるパワーアップをした（139-2）。料理も上手で、両津に弁当作ってきたり、ケーキ作りの手伝いに駆り出された事もある（103-2）。
漫画家としてのデビューは中学3年。「メヌエット」が大ヒットしたことにより、掲載雑誌「別冊サファイア」の看板作家となる。しかし次の作品「夏の日は帰らない」は純愛物の少女漫画でありながら「ボーイズラブ的なシーン」や「窓から落ちるシーン」や「電気ショックを受けるシーン」など少女漫画にしては妙なシーンが含まれているようである。「メヌエット」がアニメ化された後、乙姫が海外ロケで出かけているときに両津の提案で勝手に「メヌエット」を変身ヒロインのアニメにされたことがある（このことが原因で読者・編集部からクレームが殺到し、アニメが打ち切られ、両津勘吉の「ロボ刑事番長」を編成、両津の強引な乗っ取りに遭った。その後、ロボ刑事番長は打ち切られ、全ての最低記録を更新。サファイアの顔に泥を塗る結果になった。）。
漫画のことになると周りは見えなくなるらしく、両津や本田に無茶をさせることも多い。しかし、本人は無茶をさせていることに気付いていない。
本田は彼女と出会う前から愛野神女のファンであり、彼女が愛野と知らず告白し、それを知った際は本田が驚きを隠せずにいた。133-5では纏も実は学生時代「メヌエット」を友人に借りて読んでいたらしく乙姫が愛野と知って驚いていた。第94巻にて本田と交際を始めたはずだが、2013年第52号で風波と付き合っていると発言している（詳細は不明）。アニメ版第162話「恋は海を越えて!?」では両津とサンディーが仲良く良い雰囲気になって、本田に「2人のは愛のキューピットをしてあげたら良いんじゃないですか？」と言って両津をフォローした事もある。本田のことを誰よりも信頼しており、アニメ第274話ではエンジェル7連続襲撃事件の際に正規の隊員が怖気づく中、自らおとり役に志願している。
早乙女 リカ（さおとめ リカ）
声：杉本ゆう
交通課に勤務。東北地方にある蛍里という田舎出身。誕生日は8月1日。身長166cm、体重49kg。血液型はB型。スリーサイズは88・59・82。あだ名は「オカルトハンマーのリカ」（104-3でのみ両津が使用）。髪型はセンター分けのボブヘア。スレンダーな体型でかなりの美形。
高圧的なまでに頑固で気が強く（中川や大原などの真面目な人物を除く）男性に対して厳しい。中でも両津を毛嫌いしており、常に攻撃的な態度で臨む。無愛想で不機嫌な反面、同性には面倒見が良いため、後輩婦警からは慕われている。そのせいか、彼女を慕う後輩婦警たちも両津を毛嫌いしている。毎回両津と対立しているものの、両津自身は第116巻巻末のコミックスプレビューで「早乙女もきらいではないぞ」と語っており、実際には早乙女の方が一方的に両津を敵視している部分があり、毎回の対立も早乙女が両津を怒らせる原因を作っている。
早乙女を始めとした交通課の婦警たちは一方的に両津を泥棒と決め付け、犯人でないとわかると大原ですら両津に謝罪したのに対し、「両津の普段の行いが悪いから」と悪びれもせず開き直るなど、警察官にあるまじき行動も見られる。また、暴走族の車を没収した時にはその報復として暴走族に拉致され、両津に助けられた際には両津に対して謝罪はしたものの、ホタルの鑑賞会に持ってきたのが蛍光塗料を塗ったゴキブリだったので再び毛嫌いした。一時期、早矢の影響で葛飾署が婦警主導になっていた際には署の壁を花柄にしたり、婦警の服装、髪形を自由にするなど両津以上の傍若無人な振る舞いを行い、完全にやりたい放題であったが、早矢に諭されたことで考えを改めた。それ以降は両津と衝突する回数は徐々に減っている。
多くの婦警同様中川に憧れているが、彼氏はいるらしい。しかし、高飛車な性格や料理が苦手なことなどがきっかけで振られており、カラオケで婚活負け組と歌を歌えば周りの婦警からリアルガチだと言われていた。料理に関しては悪食で「人間ポリバケツ」の両津ですら批判するほどだった。
第100巻以降、早乙女と両津の陰湿な対立はよく見られたものの纏の登場以後に出番が激減し、末期は両津との対立はほとんど見られなくなり、両津と親しく接する描写が見られるようになった。また豪雪地帯でもある螢里に住む祖母を気にかけており、毎冬帰郷しては地元の雪かきを手伝うという優しい面も描かれるようになった。同時に携帯を落として見ず知らずの人間に持ち歩かれる（携帯はその後捨てられていたところを両津が回収し、手元に戻って来た）、クリスマスイブに夜勤になり、数年前から予約していた高級レストランの予約をキャンセルする、サクラサイトに騙されて100万円騙し取られるなど悲惨な目に遭う回数も増えてきている。
107-3・4の『ジャンプ』本誌掲載時には「舞（まい）」という名前が与えられたが、単行本収録時には元の名前に修整されている。
アニメ版では、役割そのものをアニメオリジナルキャラクターの小野小町（後述）が担当しているため、脇役ないしはモブキャラクターとしての登場が大半（明確なキャラクターとしての登場は第68話「対決!美女一本釣り」のみ）。性格も原作の気難しい性格から穏やかで愛想の良い性格になっている。また、配属は少年課となっている。
雛野 姫香（ひなの ひめか）
新葛飾署女子寮の1001号室に住む婦警。コスプレやゲームなどオタク的な趣味を数多く持ち、両津や本田とは一緒に写メールを撮影するなど、仲が良く気が合う。
署には秘密のまま、本田から紹介された秋葉原でもえもえじゃんけんの「メイドカフェQ」でアルバイト（源氏名「リナ」）をしており、同業の「メイド仲間」も多数いる。衣装を多数所持しコスプレイベントにも多く参加するなど、コスプレイヤーとしてもベテラン。非常にスタイルが良く、漫画も描ける。メイドアシスタントもやっているが、ミリタリー関係は疎いので描くのに困っていたが、両津がリアルに描いたために戦車好きな女性に見られてしまう（170-6）。オタク関係（ミリタリー関係以外）では両津からも「才能がある」と評されており、学生時代はバンドをやっていたので作詞作曲や楽器演奏も得意で保可炉衣土と共にコンピュータを使わずにボーカロイドを製作したこともある。
法条 正義（ほうじょう まさよし） → 凄苦 残念（すごく ざんねん）
声：深貝大輔
両津の後輩に当たる警察官の一人。新人の頃に一時派出所に配属されたが、現在は新葛飾署に勤務する。
初登場時の年齢は23歳で、東京大学を卒業した超エリートだが、あえて国家公務員試験を受けず警視庁の採用試験を受けたため、階級は巡査である。三重県松阪市出身で、大学時代からずっと松阪から東京まで電車（新幹線）で通っていた。警察官になってからはニコニコ寮に住んでいる。恵比須とは同期。
非常にいかつい顔つきで、たとえ笑っていても他人からは笑っているようには見えない。また、腕力も強いが気が弱く、実戦には不向きである。その顔つきゆえに他人からは東大卒と信じてもらえないため、いつも東大の卒業証書を持ち歩いている。趣味は読書、インターネット。前述のとおり顔つきは不細工であるが記憶力はイミダス以上で決断力もあるため、葛飾署の婦警からはそこそこモテる。また実家が農家であることから農業知識も豊富で、寮の屋上で家庭菜園を造っている。
巡査部長昇進試験の勉強をしていたが、周囲の雑音などですぐ集中力が途切れてしまうため、両津とその友人たちの妨害や本人の神経質さが原因で昇進試験に落ちてしまった。142-5では家庭教師のアルバイトをしていたが、ある手違いで両津の工事現場作業員のアルバイトと入れ替わってしまい、誤って葛飾署を破壊してしまった挙げ句、不本意にも両津に無実の罪を着せる羽目になってしまった。
長年にわたって「法条正義」という名で生活していたが、170-2で両津の「改名くん」と強引な行動により「凄苦残念」に改名した。11月17日生まれ。両津曰く「面白みの無い日」。
家族は両親と弟、犬のペス。母親から「まさちゃん」と呼ばれており、家族は彼が改名したことを知らない模様。祖父は農業をしている。母や弟や犬の顔が残念に似ているため、本田と両津が笑っている様子があった。
プライベートでの愛車はスズキ・ツインを所有している。
ニコニコ寮では法条時代は1人部屋だったが、凄苦に改名後は両津と同室になる。
初登場から派出所の準メンバーとしてたびたび登場し、最終話まで消えずに残っていた数少ない1人である。
アニメ版では、第204話の「視聴率を盗んだ男」で初登場。以前からニコニコ寮に住んでいたものの、両津とは薄い間柄だったという設定。後に第296話「猛暑をぶっとばせ!」で再登場する。
重機の扱いは不得手。
京香（きょうか）
ポニーテールが特徴の交通課勤務の婦警で、早乙女リカの後輩。両津を毛嫌いしているが、早乙女ほど敵対的ではなく、大人しく素直な性格。
小栗 愛美（おぐり まなみ）
声：長浜満里子
交通課勤務の婦警で、両津を毛嫌いしている。早乙女リカの同僚で、早乙女とのコンビで登場することが多い。
女子寮でなく普通のマンションに住んでいるが、空き巣の被害に遭っている。下の名前は116-5で判明し、苗字は133-4で判明した。
両津から貧乏と言われている。両津が空き巣の犯人扱いをされた際、両津は「何で金の無い小栗を狙うんだよ。迷わず中川や麗子のマンションを狙う」と言っている。アニメ版では女子大生という設定で登場しており、名前も「はづき」に変更されている。
春野 百日（はるの ももか）
葛飾署の婦警。両津にとっては数少ない仲の良い婦警。
部屋はかなり乙女チックだが、かなりのゲーマーでどきメモや濃い格闘ゲームもプレイしており、その趣味は左近寺と似通っている。
剣 零（つるぎ れい）
纏の後輩で、ソフトボール部員。右投げ左打ち。
スクーターを使用した女子白バイチーム「エンジェル7」のメンバーとなる。
美麗（みれい）
葛飾署女子寮に住む婦警で女子寮のセキュリティシステムを担当したメガネにセミロング系のボブヘアをしている。元米国セキュリティシステムのコンピューター会社にキムしていた。初登場は「女子寮に潜入せよの巻」。
山田 のび太（やまだ のびた）
交通課の新人。
酒が苦手であるが、月に一度の親睦会で両津たちに無理やり酒を飲まされて酔いつぶれてしまう。
根画手部 不吉（ねがてぶ ふきち）
IQ180で、身長199cm・体重80kgというガッチリした体型であり、スポーツ万能なエリート新人警官。階級は巡査。
だが、実際は物凄い心配性で他人を全く信用しておらず、特に地震に対しては異常なほどの恐怖心を示す。そもそも彼が葛飾署への配属を希望したのも、活断層の位置から地震の影響が少ないうえに建物が耐震性に優れていて、また周辺の水害対策がきちんとなされており、周辺に山がないため土砂崩れの心配はないという、安全上の理由によるものであり、葛飾署自体には全く思い入れはないという。また、学生時代にスポーツで体を鍛え、ラグビーをやっていたのも、地震などの非常時に人より先に逃げるテクニックを身に付けるためであったという。その極度の地震恐怖症ゆえか、太平洋沖10kmなどといった遠隔地で起きた震度1の地震でも瞬時に感じ取り、その震度を小数点第3位まで割り出せるという超人的な感覚をも持ち合わせている。
普段から防災用品をバッグに詰めて持ち歩いているが、その中にはバット・信号弾・ハーネス・ストロボ・スタングレネードなど、暴徒化した市民や猛獣を攻撃したり、自分が最優先に救助されるための道具が多数入っている。ただし、猜疑心が強く情報攪乱を恐れているため災害情報を聞くラジオは入っていないが、その代わりに軍事用のデータを受信できるGPSを所持している。
住居は高層マンションの1階（すぐ逃げ出せるように）。大地震の予兆を知るためにウサギ・カメ・ニワトリ・フクロウ・ネズミ・リスなど多数のペットを、水道への異物混入を探知するために金魚を、毒ガスを探知するためにカナリアを飼っている。火災感知器は部屋の10箇所に設置している。日頃の食べ物も産地偽装を恐れて近所の店では買わず、わざわざ産地へ行って直接購入している。
普段の仕事は真面目にこなしていたが、署の旅行プランを練る際には、災害など様々な心配をし、最終的には「地球が無くなる」ことを恐れて警官を辞めて地球を脱出することを言い出すなどのあまりの心配性に心配になった屯田たちの頼みで、両津に治してもらうように頼んだところ、心配することを知らない両津そっくりの破天荒な人間になってしまった。しかし、その後の再登場時にはまた心配性な性格へと戻っており、夜はパジャマ代わりに防護服を着て、消火器を両脇に抱えて寝ているが、それでも想像上の不安のため眠れないことがあり、寝不足がたたって勤務中に眠ってしまった。両津の助言で地震保険に入ることで一時は明るい性格になったが、間もなくして世界の国々の核弾頭保有数を知り、それに誤射される不安に陥ってしまった。その次の再登場までの間には仕事で飛行機に乗った際に、あまりの恐怖で機内を走り回り、ハイジャック犯と間違えられて飛行機を緊急着陸させたこともあるなど登場する度に心配性な性格が増しており、両津からは「臆病者」と言われている。さらに災難を引き寄せる体質でもあり、両津と飛行機に乗った時にハイジャック犯が乗り込んでいるかもしれないと騒いでいたら、実際にハイジャック犯が乗っており、隕石が自分に落ちる予感がすると語った直後に新葛飾署に隕石が直撃したこともある。
中川とは学生時代に面識がある。
鳳麟寺 沙羅（ほうりんじ さら）
交通課に配属された女性巡査。実家は奈良にある名門のお寺の娘。
磯鷲早矢のように一見おしとやかに見えるが、実は洋楽好きで学生時代はバンドをやっていた。両親がヘヴィメタルバンドをやっていて、乳児期には両親が練習で演奏していたKISSやメタリカの楽曲を子守唄代わりに聴いていた。マイケル・ジャクソンの歌や踊りを完璧に再現し、他にもマドンナやレディー・ガガも歌いこなすが、その間の記憶は全くない。
雑 学（ざつ まなぶ）
見かけによらず幅広い分野の雑学が豊富な新人巡査。
大学生の時、クイズ番組で3度もチャンピオンになったことがある。しかし、個々の得意とする分野での知識の深さは残念や中川、両津に劣っている。自分の雑学を周囲にひけらかして威張ることを何よりの楽しみにしているが、相手が自分を上回る知識を持っていることが分かると、途端に弱気になる。両津から恐怖話を聞かされた後日に冷や汗をかくなど、臆病なところもある。
本人は全く自覚がないが、手先が非常に器用で、両津が数日かかって制作していた鉛筆の芯アートをわずか数十分で完成させたうえ、米粒に絵を高度な技術で模写できるほどの腕で、両津にも「わしより上手く、早くて正確だ」と言わしめた。他にも韓国語をペラペラ話せるなど、実は多才であったが、当の本人は色々な雑学を学ぶことだけに人生を注いできてしまっていたため、自分の真の才能にずっと気付かずにいたのであった。運動神経は悪いが、ゴルフも一度もやったことがないにもかかわらず、初めてのプレイでプロ顔負けの結果を出し、アルバトロスまで成功させたが本人は全く自覚がなかった。両津は雑をプロゴルファーにして金儲けを企んだが、ゴルフ場のスタッフから自分の実力を知らされた途端に調子に乗り出したために大幅にスコアが下がってしまった。
すぐに消えるキャラクターの予定だったが、2011年に初登場以降、丸井に代わる形で徐々に出番が増えていき派出所の準署員として定着後は徐々に雑学が得意なキャラクターという設定が薄れ、様々なことに対して驚くリアクション要員のような立ち位置となった。雑の登場により、本田の出番が少なくなったことが最終話で明かされた。第201巻第1話でも登場。
裸地雄 枷人（らじお かせっと）
葛飾署の新人。本名でラジオカセットという人物だが、あだ名は「片山くん」とごく普通。
名前のとおりラジオに詳しい人物で、ラジカセ型のバックなどを所有している。ラジカセのコレクションをしており、部屋中天井までラジカセで埋めつくされている。コレクションしてはいるが、基本的にラジオ放送はパソコンのHDに録画し、ICレコーダーで聞いている。兄はラジオの深夜放送好きで、大量に貯まったカセットテープをVHSテープに、パソコンの時代になるとHDに全部ダビングさせられた。その兄にお古のラジカセをもらって嬉しかったことがきっかけで、捨てられている物や友達からもらったりして現在に至る。コレクションの中にはトリプルラジカセやテレビ付きのラテカセなど、珍品を複数所有している。本人曰く、巨大で重い物でも持ち手が付いていて、電池式なら全てラジカセと称している。
ラジオと同時にさまざまな機種の携帯電話のモックアップ（模型）もコレクションしており、機種が手に入らない物は3Dプリンタで型を作成している。
山田中 武太郎（やまたなか たけたろう）
常に悲しそうな表情をしている新人警官。両津からは「余分な字が多い名だ」と言われた。
元タレントで「東京ポン太郎」という芸名でお笑い芸人をやっていたことがあり、当時は現在と違い笑顔で有名なタレントであった。お笑いだけでは食べていけないため、レポーターもやっており、それでも食べていけないため安定した公務員になったという経歴の持ち主（両津からは「よく公務員になれたな」と驚かれた）。
タレント時代にテレビカメラの前では常に笑顔を作っていたため、現在でもカメラを向けられると条件反射で別人のように明るく元気のいい性格になるが、カメラが離れると普段の暗い顔に戻ってしまう。
保可炉 衣土（ほかろ いと）
交通課の女性新人巡査。23歳。
かなりのアニメ声で初音ミクや女性ボカロの曲をそっくりに歌うことができる。表情の変化が全く無いため、両津から感情があるかと疑われたこともある。
中学3年の時に初音ミクの曲を聴いて以来ボカロ曲を5年間聞き続けている。当初は一人で真似して歌っていたが、カラオケにボカロ曲が入ってからはますます歌いこむようになり、現在では高速歌唱も普通に歌えるようになっている。そのため耳も非常によく曲の歌詞もすべて覚えている。またカラオケのボカロ曲で100点を何度も出したこともある。
風波 峻（かざなみ しゅん）
交通課の新人警察官。身長198cm、21歳、北海道出身。
少女漫画の主人公を絵にかいたような容姿と性格のイケメンで、婦警からの人気も高く、交通課の少女漫画ブームの火付け役でもある。壁ドンが特徴。5人姉弟の3番目で、姉2人は乙姫菜々と同じ出版社の少女漫画家（ペンネームはそれぞれ北乃雪と北乃美雪）で、妹2人は中学生で2人で1人のペンネームの同人誌作家、父親が少女漫画の編集長、母親は元少女漫画家という家庭である。そのため子供の頃から自宅にある3000冊の少女漫画を全て読んでおり、姉の手伝いで漫画の原稿を手伝っていたり髪型や服装のアドバイスをもらっていたこともあり少女漫画の主人公がヒロインにする動作も完璧にこなせる。また北乃雪とは身長が1cmしか違わないうえに、双子のように瓜二つである。そのため自宅にファンが来た時には彼が代わりに出てサインをしていたらしい。姉の依頼で少女漫画家のサイン会に替え玉として出たこともある。高校時代はバイク屋になろうと思っていたため、バイクの修理もできる。同時に警察官にも憧れていたため、その中間をとって白バイ隊になったらしい。幼少の頃は姉から女の子を守るために体を鍛えるように言われ、複数の格闘技を習っていた。そのため自分の倍近い体格の男性2人を瞬殺するなど両津に匹敵するくらいに腕っ節が強く、本田からは「顔は少女漫画のヒーローだが強さは青年誌並」と評された。
本田の恋人である乙姫菜々と付き合っているらしいが詳細は語られず、どのような関係かは不明。
有栖川 京華（ありすがわ きょうか）
新人の婦警。身長171cm。
見た目はスタイル抜群の金髪美女だが、その正体は暴力団「印手理（インテリ）組」の組長・一文字翔の内縁の妻。
高校時代から任侠映画にハマり、大学生の時に一文字と知り合った過去がある。組の人間からは「姐御さん」と呼ばれているが、ヤクザに対しては任侠映画の影響でかなり古いイメージを持っている。組長の内縁の妻ということもあり、単独でヤクザ数人を倒すほど腕っ節も強く、拳銃の扱いもうまい。テニス、水泳、スカッシュなどのスポーツも得意で、水泳は高校時代に東京都代表、大学時代に全国大会ベスト5入賞を果たし、オリンピック候補にもなっていた。
組長から潜入スパイとして警察の情報を得るように依頼され、有名大学卒ということもあり、警察官採用試験を受け、2年間の研修期間の末に新葛飾署に配属された。周囲にはヤクザの縁者だとバレないようにしている。背中に不動明王の入れ墨を入れているが、周囲からはタトゥーシールだと思われている（大学時代に入れたもので、その時にはうっかり水泳部のことを忘れており、退部せざるを得なくなってしまった）。配属早々脱法ハーブ所持者を逮捕したことで闇金業者への潜入スパイを依頼されてしまう。さらに潜入先が夫の組が経営する会社であったため、二重スパイ生活を余儀なくされてしまう。双方へ潜入後は警察には夫の組と敵対する組織の情報を、夫には警視庁の情報を交互に流している。父親は有名な大学教授であるが、実は遊び人としての顔を持つなど彼女と同様二重人格である。
外見は派手だが、高校時代までは黒髪に眼鏡をかけて髪を縛っているなど、至って地味な風貌だった。200-15「京華の後悔の巻」では警察署対抗の水泳大会に出るよう署長命令があり、水着で背中の入れ墨を見られるわけにはいかないため、「この人を味方に付けといた方がいいかも　今後の事を考えると」と思い、両津に暴力団の組長の妻だということ明かし、相談をもちかけている。署長や他の署員に対しては、最後まで正体を明かすことはなかった。
EZAKI・Z1（エザキ・ズイワン）
声：高橋広樹
イギリスと日本（アニメ版ではアメリカと日本）が30億円をかけて共同開発した、人工知能搭載の覆面パトカー。
開発部長は絵崎コロ助、開発係長は丸出ダメ太郎（開発004号）。警視庁から警部補の階級が与えられている。武装は誘導ミサイル10発、地対空ミサイル20発、スパイラルミサイル25発、暴徒鎮圧ミサイル15発、スーパーミサイル20発、ガトリング砲4門という戦車や装甲車級の装備である。わがままでプライドが高いうえに絵崎に似た性格で、両津はじめ周囲を混乱に陥れる。ベース車はマクラーレン・F1。
アニメ版では、第82話の「翔ベ！ パトカー警部」で初登場。麗子とマリアが駆る葛飾署に試験的に採用されたスーパーパトカーコスモ（マツダ・コスモスポーツをベースに左ハンドルに改造されたもの）に対抗する形で登場し、絵崎曰く、「戦車にひかれても立ち上がれるから」という理由で両津をZ1のパートナーに選んだ。終盤では、ICPOに国際指名手配されたテロリストを逮捕するためコスモと一緒に港に駆け付けたが、テロリストのボスが飛行機で逃亡を図ろうとする時両津に「飛べ」と言われ、Z1は飛んでテロリストのボスが乗る飛行機に激突。テロリスト一味は逮捕できたが、Z1は大破してしまった。しかし、Z1は絵崎によって警視庁の本部長になり、さらにはもっとわがままになって蘇った。

### 水元公園前派出所
この派出所が登場する回「派出所自慢の巻」は、単行本第4巻（初期の版）に収録されていたが、規制の問題により、1992年以降に発行されている単行本では収録されていない。代わりに、単行本第60巻頃に描かれた愛蔵版『下町奮戦記』への描き下ろし作品であった「野球狂の男の巻」に差し替えられている。
水元公園前派出所班長
別名「国境警備隊」と呼ばれる水元公園前派出所の班長。常に軍服姿で、昔の帝国軍人を地で行くキャラクター。
たとえば、デートをしているカップルに対しては「おいこらっそこの二人! "男女7歳にして席を同じくせず"がわからんのか!」と怒鳴ったり、両津と中川が「天皇陛下バンザーイ」と叫びながら自分のコレクション（第二次世界大戦中の大日本帝国の銃火器）を燃やした時には、怒って亀有公園前派出所まで戦車で乗り込んできた。
水元公園前派出所所員
自らを「隊長」と呼ばせる班長の部下。軍隊式スパルタ教育に必死に耐えていた二人の所員。

#### その他
佐々木 洋子（ささき ようこ）
声：並木のり子
両津の顔馴染みのタバコ屋の娘。
初期の数少ない女性キャラクターで元祖ヒロイン。誕生日は両津と同じ3月3日。
原作
初登場時は15歳（中学3年生）で、間もなく「本郷女子学園」という高校に進学。人懐っこく優しい性格。両津の話によれば、この頃すでに婦警になりたいという意志を持っている。高校生になって失恋を経験し、慰めようと気遣ってくれた両津や中川、犬に好意を示し「素敵なボーイフレンドがいるから寂しくない」と元気を取り戻した。派出所員の中では特に両津に懐いており、中川や戸塚のいる前で両津だけに文化祭の招待状を渡したこともある。この文化祭で男子校生が洋子に惚れていて両津が仲を取り持ってもらっている。
血液型はA型。身長157cm、体重41kg、スリーサイズは80・53・81、陸上部に所属。祖母以外の家族は登場しておらず、「いろいろ事情があって」祖母と住んでいるとのこと。理想の男性は「ジャガイモみたいな両さん」（全て高校2年時のデータ。1978年の少年ジャンプ24号の綴じ込み付録より）。
大学を卒業した後、「小さい頃から両さんを見ていて警察官に憧れていた」という理由から婦警となり、葛飾署交通課に配属した。大原からは「両津に憧れるのはいいが、くれぐれも勤務状態はマネせんほうがいい」と言われている。第11巻第7話で麗子が登場してから出番が激減し、32-1を最後に姿を消したが、第81巻の背表紙で登場。本編では143-7で婦警として姿を見せた。その後155-1にも登場している。
アニメ版
第301話「派出所ちょっと昔」で登場。
両津がタバコ屋の婆さんが留守だと思ったので勝手にタバコを持っていこうとしたところを見咎め、洋子は泥棒と勘違いして投げ飛ばしてしまう。すぐに祖母が現れて誤解は解け、両津からは「見事に一本取られたな、技ありだ」と感心された。柔道に関して高い素質を見せた（祖母の回想では柔道着姿でトロフィーを手にした洋子の写真が描かれている）。その一件をきっかけに派出所に頻繁にくるようになった。上記でわかるように原作よりかなり気の強い性格である。
その後、一年上の先輩に恋をして初恋の相手ができ、両津と戸塚に見守られながら初のデートに興じていた。しかし先輩は、理知的な外見とは裏腹に毛虫を見ただけで悲鳴を上げて逃げる臆病者なうえ、不良に絡まれた際には「助けてママー!」と泣き叫ぶマザコンだったことが発覚。洋子は愛想を尽かし平手打ちをかまして振ってしまった。今度は逆にそれで惚れられてしつこく追い回されたという。
両津と戸塚の3人で海へ遊びにいき、ミスコンに参加した。
両津や戸塚だけではなく結婚前の寺井からも惚れられており、非喫煙者なのに洋子のタバコ屋に何度も足を運んでロッカーの中がいっぱいになるほどタバコを買っていた。結局打ち明けられずじまいのままであったが、両津にはしっかりバレていた。
高校卒業後は結婚し、山の手の奥さんとして収まった。結婚式には両親が登場している。4歳の双子を授かった。名前は健治と康治で二人合わせて「健康児」で、寺井の息子と同名。
子供が生まれてからは夫（中野たかし）も多忙で妻子に構う暇がなかったらしく、喧嘩をしてしまった洋子は子供を連れて派出所へやってきていた。
両津との昔話でかつての気持ちを取り戻し、夫と和解して子供たちを連れて帰っていった。
後流悟 十三（ごるご じゅうぞう）
派出所に配属された警察官。階級は巡査。
その名のとおり『ゴルゴ13』の主人公デューク・東郷がモデルだが、背が低いうえにカニ歩きで歩く。19歳でありながらM16型のライターでタバコを吸うなどクールを気取っているが、古めの駄洒落に弱い。かなりスケベであるためゴルゴ13と同じ背後に不用意に立った人間を殴る癖を見せた時、麗子に対しては殴りかからなかった。本人曰く「賛美歌をリクエストすると現れる」と言うが、「依頼人とは一度しか会わない」と言って1日で辞めてしまう。しかし、その後も葛飾署に勤務している。第147巻では世界スナイパー選手権で優勝し、「C」と呼ばれる人物という肩書きがついている（「C」が何を意味するかは不明。両津は「クレイジーのC」だと評した）。「撃鉄の音で起きる」と自称するが、実際には至近距離で拳銃を乱射されても起きないほど寝起きが悪い（自分の腕時計の目覚ましでは起きる）。所持しているライフルなどもほとんどが玩具や子供用なのでボルボ西郷は愚か、両津の知識量の足元にも及ばない。
登場する周期には日暮以上の非常に長いスパンがあり初登場は、24-3だが、2度目はその11年後の81-10、3・4度目は13年後の147-3、147-7。ただし、147-3はたった1コマのみ）、5度目は11年後である。若い女性が多い所を選んでおり、葛飾区金町のマンションに在住。第200巻では雑と同居している。
第100巻にて行われた署内の「結婚したくない男性ランキング」アンケートでは、第7位に入っている。
前田（まえだ）
交通課に勤務する警官で初登場は25-10。
アメ車・改造車を好み、自身も改造パトカーを使用して勤務をしている。夏休みにはタクシー運転手のバイトをしていた。通称「ホットロッドの前田」。幾度か登場していたが最後の登場は79-1（1992年）。
島 雪之城（しま ゆきのじょう）
28-2などで登場した、かつて派出所に配属された警察官。
少女漫画のキャラクターのような派手な格好をして、両津を怒らせる。キャサリンという区役所勤務の彼女がいる。子供の頃胸を患い、タバコを見ると発狂して銃を乱射する。潔癖症で、一つの話で何度も着替える。深川の出身で4代にわたって鳶職をしている。後に第100巻の「署内の結婚したくない男性ランキング」に入っている。
石頭 鉄岩（いしず てつお）
声：俵木藤汰
交通課勤務の警官で初登場は28-7。自称「安全指導師範七段」「走る交通法規」。競馬場の中まで暴走車を追い回した本田（アニメ版では両津）を戒めるために、交通課長が紹介した交通安全指導教官。
制服の代わりに武者鎧を着用し、拳銃の代わりに日本刀（アニメ版では刀に似せた旗やチョーク）を装備する。子供のときに交通事故に遭って以来交通法規に厳しく、愛用の白バイは派手なバックミラーが装備されているが高速道路を利用しないとしてスピードメーターは60km/hまでしか刻んでいない。愛車は古いポルシェでこれも制限速度以上には走らないようにアクセルに自作ストッパーをつけている。しかし、いずれも我を忘れて猛スピードで暴走することがある。また、制限速度の遵守や安全確認の徹底に没頭するあまり、渋滞を引き起こしたり、道路工事現場や電車に突っ込んだりなどかえって危険な事態を引き起こしている。「短気な奴はドライバーに向いていない」と発言するものの、少し文句を言われただけで日本刀を抜いて相手を説教（脅迫）する、デブと言われて逆上するなど、本人もかなり短気である。6人の息子がおり上から順に右折、左折、直進、一方通行、駐車禁止、進行方向別通行区分と名付けている。部下から「石頭部長」と呼ばれる。
アニメ版では本田一家と同様に普段は大人しく無表情だが、交通のことになると豹変し目つきも鋭くなり、走行中に制限速度を超えるとさらに豹変する。元カミナリ族のリーダーで自分たちを更生させようとしていた警察官が事故に遭ったのを機に警察官になり、交通事故をなくすために立ち上がった（その警察官は90歳を越えて今も元気にしている）。
アニメ版第96話「呪いの梅干し壺」では、両津の実家から出てきた大量の梅干し壺を本田がゴミ捨て場に放置した際に、それを注意した石頭が本田に鎧武者のたたりと間違えられ、大量の梅干しを本田が全て食べ尽くす契機となった。
アニメ版第196話「帰ってきた交通安全の鬼」では、元カミナリ族のサブリーダーでライバルであった綿貫（後述）と再会している。
恵比須 海老茶（えびす えびちゃん）
声：石塚堅
公園前派出所に勤務していた警官で初登場は42-2。元刑事課勤務。たいへん笑い上戸な性格で、ちょっとしたことで笑いが止まらなくなる。その性格は、明るい家庭環境と「笑う門には福来る」という教育方針から来ているらしい。両親からは一生に三回だけ怒ることを許されているが、実際に怒った時は顔が獣のように変化し腕力も上がって性格も怖くなる。ただし、その状態は長く続かず、元に戻ると本人は怒っている間のことを怒り始めた瞬間から何も覚えていない。
下の名前は155-6で明らかになった。
アニメ版第141話「笑う門に恵比須くん」ではその後「爆笑刑事」として特殊刑事課に配属になるも、メンバーに笑い過ぎて耐えられなくなり退職。実家は「元祖恵比寿神社」であり、ここに祀られていた恵比寿像を巡って両津たちと真田忍軍との対決となる。
板池（いたいけ）
声：渡辺慶
公園前派出所に勤務していた警官で初登場は43-2。名前のとおり非常に気弱な性格で、路上販売やキャッチセールス、訪問販売、ダイレクトメールなどの勧誘を断ることができず、必要のないものを大量に買ってしまう。そのため部屋の中は物であふれており移動することもままならないほど。また、泥棒に対しても怯えたり敬語を使ったりする。ただし、酒を飲むと一変し、目つきが鋭くなって過激な性格となる。ただし、酔いが覚めるとそのことを覚えていない。両津いわくウイスキーボンボン1個で普通の人と同程度の気の強さになる。その後は法条ら一緒に両津らと入れ替わりで派出所勤務をしている姿が見られる。かつてはアパートに住んでいたが、その後ニコニコ寮に転居した。
アニメ版では酒乱描写がカットされ、代わりに両津が施した訓練によって断る勇気を身に着けるという展開となっている。
町屋（まちや）
葛飾署に勤務する警官で43-9に登場。
多大な情報を持ち、各派出所を巡ってその情報を喋りまくることから「スピーカー町屋」とよばれている。多くの情報は確かなものだったが、「両津がさいはて署に飛ばされる」「大原の係長・警部補昇進」といった情報は間違っており、結局は彼自身がさいはて派出所へ飛ばされてしまった。なお署長は、たとえ両津をさいはて署に飛ばしても、大原以外に両津を調教・指導できる人物がいないため、別部署への一時的な出向を除いては、両津と大原の異動・転勤は特に考えていない模様。
玉虫 政治（たまむし せいじ）
新人巡査で初登場は60-2。身内に政治家が多く、その影響を受けて本人も政治家特有のどっちつかずな「玉虫色」の喋り方になってしまった。その会話には過剰な敬語や丁寧語や政治用語が多く、また「つかまつり候」や「ござりまする」など時代劇（江戸時代）風の口調も混じることがある（両津曰く「黒木かおるみたいな話し方」）。巡査長である両津のことを「先生」と呼ぶ。そのハッキリとしない物言いと態度が両津をイラつかせるが逆にその喋りで悪徳セールスマンを撃退したり、スピーチ原稿や司会などを頼まれたりと何かと役に立っている。1回限りの登場だが後に第100巻オマケの「署内の結婚したくない男性ランキング」に入っている。
軽田 塁巣（かるた るいす）
寺井が盲腸で入院したため欠員補充で来た警官で初登場は66-10。元々はオリンピック代表候補にもなったスプリンターで、社会貢献のために警察官になる。勤務態度は真面目だが、選手時代の厳しい練習が災いして、しゃがむとクラウチングスタートの体勢をとり、ピストルの音（またはそれに似た破裂音）を聞くと条件反射で走り出してしまい、100m走り切るまで止まらない（ただし、近くの人が「フライング」と言ってピストルを撃つとその場で止まる）。また、逆に100m走り切ると本人の意思とは関係なくその場で止まってしまい、周りに迷惑をかけてしまう場合もある。初登場時は条件反射で走っている間は無意識状態（両津曰く「走るマシーン」）だったが、途中から走っている間も意識は保たれるようになった（ただし、ピストルの音で走り出す癖は直っていない）。100mのベストタイムは10秒12。
ラム
3-3で葛飾署に配属になった日系三世の巡査でホノルル出身。両津と中川は彼女を大巡行に連れて行くために争奪戦を繰り広げた。モデルは当時作者が大ファンだったというアグネス・ラム。
交通機動隊課長
若者思いの良い人であるが、暴走族などからは毛嫌いされている。「ディスカッションしようぜ」「俺たちゃ仲間だろ」などとヤングを取り込もうとする努力の甲斐なく、族の一人に「デブ」と言われた際は怒って殴りかかっている。
家住（いえずみ）
30-6で登場した警ら係の警官。大手の住宅メーカーがスポンサーとなった実験用の水中住宅に住んでいる。
舞昆（まい こん）
34-8で登場した交通機動隊員。コンピューターを搭載した白バイ「スーパーポリスバイク X号」とそれに対応するさまざまな機械を使用する。一時は本田を抑えて検挙率一位の座を獲得したほどの実力を持つ。弱点はバッテリーが上がると何もできない点。
小野 小町（おのの こまち）
佐々木洋子の直属の上司で元女子プロレスラー。両津以上の怪力と食欲を持つ。両津曰く、「レッカー車がいらない、張り手の威力は高見山の数倍」。彼女のミニパトは特別仕様で通常のミニパトよりも一回り大きい。108-7で名前のみ登場した百人一首の大会で上位に入賞した「交通課の小町さん」との関連は不明。
また、アニメ版で登場した「小野小町（おの こまち）」（後述）とは全くの別人。
忘田（わすれた）
45-8で初登場したあったことをすぐに忘れてしまう警官。3歩歩くと忘れてしまうため、「ニワトリ忘田」と呼ばれる。なんと自分の親の顔すら忘れていた（その親も息子の顔を忘れていた）。その物忘れのひどさをいいことに両津は彼から金を借りまくっていたが、人に貸した金の債権のことだけはしっかり記憶にあった。
松本 清彦（まつもと きよひこ）
コンビニ派出所「マツモトキヨシコ」の店長で巡査。実家は病院で、薬剤師資格を所持している。セリフは自分の名前を名乗るだけで、登場は2コマのみ。
無加月（むかつき）
葛飾署勤務の巡査で、両津の友人。ニコニコ寮在住。71-2、147-3に登場（147-3は1コマのみ）。エルカセットやVX方式（ドカベンカセット）、VHDなど、家電を買えばその機種は生産中止・生産縮小になり、野球場に観戦に行けば自分が応援しているチームは必ず負け、株を勉強して株主になれば暴落（バブル崩壊初期の頃の株価下落）が起きる、日本国外のアーティストのコンサートチケットを取れば来日中止・日程変更になるなど非常に運が悪い。作中でも金を貯めて買った車が届いた次の日に欠陥により生産中止・回収となった。
普段は普通だが、運の悪い出来事が起きると激昂して周囲の物に当たり散らす。また、過去のそういった出来事を思い出すと、「思い出し怒り」状態になって同様に怒り出す。その後、競馬で1等・2等を当て（ただし、馬券は買っていない）、宝くじ1等と前後賞（2億円）を当てたものの、くじを紛失してしまった。
田中（たなか）
交通課勤務。152-8に登場。テレビドラマが好きで、ビデオテープ8000本も撮り貯めしていた。テープのほかに領収書や使い終わったチケットなどを全て取っているなど、物が捨てられない警官。そのため、住んでいる家が傾いているが、両津の努力で家が何とか軽くなった。
悪魔田 死神（あくまだ しにがみ）
88-7に登場。葛飾署結婚したくない男第2位だったが、両津が結婚したい男第1位になった時（これは婦警が両津を利用するため第1位になるよう仕組んだ結果）に繰り上がって結婚したくない男第1位になったブ男。
模手内 正男（もてない まさお）
108-2に登場。地域課所属。元はジャガイモ顔のブ男だったが、美容整形で美形にした。顔のほとんどを300万円ほど使って変えたため、面影がまったくなくなってしまい、表情も少ない。名前の通り女性にはもてない。その後、何人か彼女を作るも、もてなかった時代が長いため、デートの仕方が分からず、振られ続けた。そして、立石署の目太門比科忠（めたもんぴかちゅう）の医院でワイルドな顔にするも、チーマーに喧嘩を売られコテンパンにやられ、また振られる。麗子のアドバイスで優しいところに個性があると言われて優しい顔にする。おかげで彼女ができたが実はその彼女も整形美人で、お互い整形を告白しあい昔の写真を見せると互いに昔の顔の方が好みだったため2人とも目太門のクリニックで元に戻し遠まわしながら晴れて交際し始めた。
屯田（とんだ）
12-7に登場した両津の昔の先輩。巡査部長。新葛飾署署長の屯田とは別人。巡査部長昇進試験を38回受けてようやく合格した。両津にギャンブルを教えた張本人で、昇進を機に両津が結婚するまではギャンブル絶ちを決心したが、音だけで麻雀牌を判別でき、実際は勤務中に制服姿でパチンコをするほどのギャンブラーだが、ひったくり犯を追跡して逮捕するなど、両津同様に正義感は強い。
野口 六郎（のぐち ろくろう）
駅前東口派出所勤務の巡査長。両津とは警察学校時代の同期で仲がいい。彼女がいるが、警官だと知られるとまずいこともあるということで彼女に対しては「デザイナー」と称している。肺活量は5000ccで、当時の葛飾署内では両津についで第2位。
連載初期に数度登場したが、20-2を最後に登場しなくなった。
股崎（またさき）
連載初期 から前中期に登場していたニコニコ寮に住んでいる署員。両津と、他愛も無い話をすることが多い。子供好きである。インスタントラーメンが大好きで、正月でも朝から食べている。本人曰く、ラーメンは自分の青春らしい。何年も前のものをワインのように年代物といって食べたり、忙しい時は茹でずにそのまま食べたり、キュウリや玉ねぎを調理せず生で食べたりと、両津すらあきれるほどの無茶苦茶な食生活をしている。千住生まれ。名前の表記が「又崎」となっていることもある。警察官としての描写はないため配属部署は不明。未製作のガンプラや懐かしのレコードを多数所有している。
大林（おおばやし）
両津が初めて葛飾署に配属されてやって来た時に付き添ってきた警察官。
岩田（いわた）
両津が初めて公園前派出所に配属された当時の班長で巡査部長。大原、両津の当時の上司。目尻が下がった優しい表情が特徴であり、大原曰く「警察官の鑑」と尊敬するほどの人格者。配属初日から騒動を起こしたり、両津を手にあまると言う大原に対し、「人を育てるものは、短気を起こしてはいけない」と諭す。両津については「大物になるかもしれん」と評していたが、それははずれであの時見放すべきだったと大原は振り返る。
アニメ版では、両津が刑事課に配属された際に祝福したが、南部の殉職をきっかけに刑事課から異動願いを出して公園前派出所に戻った両津に驚く大原の肩に手を置き、両津の成長を喜んでいた。
南部（なんぶ）
声：郷田ほづみ
昭和39年、刑事課へ配属された両津の教育係としてコンビを組んだ刑事。ドラマの影響で“刑事”に幻想を持っている両津を諭したり、地道な張り込み捜査に真摯に取り組むなど、自らの仕事に誇りを持つ一流の刑事で、両津に刑事や警官のイロハを叩き込んだ人物の1人である。しかし、太田黒組長を逮捕する際に銃で撃たれ、その際も両津に「ここで逃したらもう二度と逮捕出来ない」と職務遂行を諭す。数日後、その傷が元で殉職してしまった。殉職20年経過した現在も両津の心の中に大きな存在として残る人物で、毎年墓参りに行っている。大原とも面識があり、両津が抜け出して墓参りに行った時は何も言わずに、刑事時代の出来事を話し、両津にも口に出せない悲しい思い出もあると言っている。また、大原は「南部ではなくて両津が殉職してくれた方が世の為になった」と言っている。
両津が敬称付けて呼ぶ数少ない人物でもある。
アニメ版では、両津を「デカパン刑事」と呼ぶ他、自分の婚約者が太田黒に殺害された過去が追加され、中学の同級生と偶然再会したことで大田黒を逃してしまった両津に激怒し殴ってしまう。しかしそのことを知った両津が屋上にいた自身を見つけ謝罪したことで両津に殴ったことを詫び、和解することができたほか、事件解決したら両津の誕生日に飲み明かそうと約束するものの、殉職してしまい、墓参りに来た両津が酒を供えているほか、「まだまだ南部みたいにはなれない」と言っている。大原も「もっと早く応援を呼んでいれば」と後悔している。
次長
声：永野善一
葛飾署次長。初登場は11-1とかなりの初期であるが、名前は設定されていない。その白髪頭はカツラである。友人で詐欺の奥山老人に若い頃の弱み（吉原の遊廓に一人では恥ずかしいからと、若かりし頃の奥山に頼み込んで一緒に通っていたこと、巡査の頃に職務をさぼって江戸川土手で昼寝していたことなど）を握られている。本人はとぼけているが、動揺を露わにしていることからこれは事実だと判別できる。
また、奥山と吉原大門で記念撮影までしていた。その他、勤務に関係のない高級ゴルフクラブセットを職場に持参していたため、両津から「こんな物、署に持って来たらまずいんじゃないすか?」と言われ、返す言葉がなく、両津にバザーの商品として取り上げられたことがある。
桃という名の孫娘がいる。141-6では大原、屯田と共に「お仕置きフルコース」にも加勢したこともある。
坊那須（ぼうなす）
声：石森達幸（第18話 - 第64話） → 竹本英史（第168話） → 西村仁
葛飾署課長。両津たち署員の給料を管理しており、名前どおりボーナス支給時にたびたび登場している人物。名前が明らかになったのは100-4からだが、初登場は7-5という初期からのキャラクターである。
太田（おおた）
90-7に登場したニコニコ寮に住む署員。他の住民に内緒でクーラーを設置して、一人涼んでいた。本人曰く、実家から送ってきたらしい。他の住民に知られたくないので、本体は押入れ内に設置し、室外機はミカン箱に偽装して隠していたが、設置していることは一部で噂になっていた。その後両津に見つかってからは、解体されたビルのダクトを使って寮内の全部屋に冷気を送るよう改造され、自分は使えず電気代だけを取られてしまう羽目に。しかし、20部屋分の冷房を一台で24時間最大レベルでフル稼働させられるなど、乱暴に扱われたため、数日で壊れてしまう。その後代わりに両津が集めてきた旧式のクーラーが部屋に設置された。両津に15万円の借金がある。
アニメ第296話「猛暑をぶっとばせ!」では彼の役割は全て法条に変更されたため未登場。
鎌田（かまた）
ニコニコ寮に住む署員。両津が賞味期限を改竄したコンビニでの期限切れ食品を売ろうとした際に忠告したが、両津に「捨てる方が罰当たりだ!」と切り返された。
真平（まったいら）
一子（はじめこ）という彼女がいる。ライダーだと吹聴し大型バイクを買ったが、実際はバイクの知識だけで、普通運転免許は所持しているものの、大型二輪免許は所持していないので、両津に8万円で代役を頼んだが、その後両津も体型が似ている本田速人に当初は1万円で、過酷なので4万円に引き上げて代役を頼んだ。そして、一子が本田の走行テクニックとツーリングを気に入ってしまったため、収拾が付かなくなる。本田は「いつばれるかと思うと心臓に悪い」と2度目以降の代役を必死で断っている。性格はやや短気で喧嘩っ早く、チンピラと喧嘩している。
吉原 トメ（よしはら トメ） / 白浜 カトリーヌ
声：天野慶子
葛飾署の警察寮「ニコニコ寮」の管理人で、初期から登場しているキャラクター。
名前は「吉原トメ」と「白浜カトリーヌ」の2種類存在する。詳細はニコニコ寮を参照。

### その他の署
冬本（ふゆもと）
青山署の白バイ隊員。コンバットシューティングクラブの一員。黒いサングラスをかけている。物音がすると条件反射で銃を抜く危険人物。ロサンゼルス市警の白バイを愛用している。『ダーティハリー2』の白バイ警官4人組のパロディ。「冬はバイクじゃ寒い」との理由で栃木県警に実在したムスタングのパトカーを借りてきてパトロールをしていたことがある。曲撃ちが得意。
1-7で初登場し、最初期に頻繁に登場したキャラクターで17-3を最後に姿を消したが、古参の読者からの支持があり連載30周年記念の回（155-1）「復活して欲しいキャラクター」で17位にランクインし27年ぶりに登場した。
なお、本田と入れ替わるように消えたキャラだが、一度だけ本田と共演したことがあり、以前からの知り合いであることが台詞からうかがえる。
目太門 比科忠（めたもん ぴかちゅう）
立石署勤務の警官で、両津の友人。たびたび整形を繰り返し、その時の流行の顔に変えている。実家はビューティークリニック経営で、父親は世界的な名医。赤ちゃんの頃からたびたび整形を施され、子供の時も幾度も整形を施していた。唯一の欠点は自分の本当の顔がわからないこと。
108-2で初登場後、時々登場する。
鬼瓦 桃太郎（おにがわら ももたろう）
39-9「桃太郎ポリスの巻」で登場。人里離れた山奥のさいはて署の署長。ごつい体格。雉の雉田警邏課長、猿の猿田巡査部長、犬の犬田巡査長といった部下がいる。時間の感覚が鈍く、登場日が「昭和59年4月1日」だったにもかかわらず、まだ「昭和43年の夏」だと思っていたほど。一時期両津の上司だったが、その後さいはて署は赤字のため閉鎖された。アニメでは常に設定が変わるが総じて無人のため登場しない。
盤 五十六（ばん いそろく）
上野の下谷第五派出所の班長。第64巻に登場。5人の所員全員がカゼで入院してしまったため、下町に詳しくカゼをひかない両津を欠員補充の出向警官として迎えた。預かっている捨て猫や捨て犬などの動物たちに囲まれながら勤務している。地元の人からの差し入れも多い。両津が亀有公園前派出所へ帰る際には、両津に一番懐いていた猫のミケを餞別に贈った。

### 警視庁
警視総監
声：かねこはりい（2016年TVスペシャルも同様） → 木内秀信 → 平井隆博、西山仁（劇場版第2作）
警視庁の最高階級。本名は不明。作中では何度か代替わりしている。原作とアニメ版では容姿が異なり、原作では髭を生やした中年男性であるが、アニメ版では白髪頭の初老の男性となっている。
アニメ版では、孫の誕生日プレゼントに買った五重塔の模型の製作を部下（本部長、屯田、大原）に極秘任務として作らせたことがあるが、極秘任務としか言っておらず、プレゼントであると言っていなかったため、本部長、屯田、大原から問い詰められる羽目になったこともある。第221話「スーパー老巡査の素晴らしき一日」では自身の先輩にあたる佃の依頼で、彼が派出所勤務をできるように屯田と大原に依頼している。アニメ版最終回（第344話）「さよなら両さん大作戦」では両津の人並み外れた体力と行動力を見て「両津の本庁への栄転を実施する」と言っていたが、実際は周囲から邪魔者扱いされた腹いせに考えた両津の自作自演による嘘だった。しかし、終盤で屯田に転勤の件が嘘だった事実を暴露したことにより、両津がその場にいた全員の怒りを買い、総スカンを食らう羽目になる原因を作ってしまった。
劇場版第2作では顔が隠れた状態で登場。
水戸 光夫（みと みつお）
警視庁第九方面本部長で、「警視庁の裏警視総監」とも呼ばれている。部下である助山警部補・角田警部補と共に、抜き打ちで各警察署・派出所の視察に来る（変装して、相手の警察官の働きぶりを見るのが趣味）。
郷田（ごうだ）
声：長谷部高史
警視庁の幹部で、カイゼル髭を生やした中年男性。名前はアニメ版のみの設定。
原作では122-3に登場。PHSを利用した捜査訓練の指揮を執り、犯人役（両津・ボルボ・左近寺）のうち、1ヶ月以上も逃げ続ける両津に業を煮やし、警視庁総動員で両津を確保しようとした。
アニメ版第217話「さよなら両さん」では、他の幹部と共に素行不良の両津を懲戒免職にしようとするが、両津が人質事件を解決する様子を見せ付けられしかたがなく断念し、処分保留を下した。
星 逃田（ほし とうでん）
声：下元史朗
警視庁に勤務する刑事（アニメ版では特殊刑事課の一員で、通称「ハードボイルド刑事（‐デカ）」）。ハードボイルドに映りたがる性格を持つ。愛銃はモーゼル。背後から声をかけられると反射で銃を抜いてしまう。「おでん」「田楽」「感電」などしばしば名前を間違えられることが多く、あだ名は彼の氏名を全て訓読みにした「ホシ のがした（または「にげた」）」（ホシ＝犯人の隠語）らしいが、実際にそう呼びかけた者はいない。
本来は1回限りの実験的なキャラクターの予定だったが、初回登場の終盤で、星がカルティエのライターを無くし、「読者のみんなも見つけて!」と呼びかけたところ、読者から実際にライター（100円ライターに銀紙を巻いただけのもの）を送ってきた少年 がいるなど反響が大きかったことから再登場を繰り返した。また、2回目の登場ではロンジンの時計を無くしたため同様の呼びかけをした。60-4によれば雑誌掲載後10年近く経ってもライターを送る読者が後を絶たなかったといい、さすがに「もう送ってこないように」と作中で呼びかけている。その後、突然ハゲてしまい（そのため新しいあだ名は「ホシ はげた」になった）、両津たちにマリアの髪の毛をもらってカツラを作ってもらった。
90-9、両津の目撃談の中での登場を最後に一旦姿を消したが、第120巻あたりからたまに登場することがある。145-6では「タイムカプセルに入って冬眠していた」ことになり、20年ぶりとして登場した。また、第100巻以前のキリのいい巻の表紙で群衆に紛れて描写されることも多く、決まって「こういう時にしか登場しない」という内容の吹き出しが用意されていた（さらに題字などで微妙に隠れることも多い）。途中からネタに使われることが多くなり、『週刊少年ジャンプ』掲載版の最終話でも次号からこち亀レギュラーだと騙され、最後までこの役回りだった。2022年の『平成こち亀』での新作読み切りでも登場した。
服に貼られたスクリーントーンの説明、コマ枠の破壊や変更、自分以外をコマの外へ押し出すなど、漫画に描かれていることを強く意識している。アニメ版でもバンクシステムの多用や「理屈より絵面優先」で次々条件設定を変えたり、アニメ監督の高松信司が実写で割り込んで来るなど実験的な回になっている。
長谷川 亜里衣（はせがわ ありい）
警視庁交通課勤務。ミリタリー課とロボット課と共同で「本庁女子プラモ部」を作った、主将で巡査長。両親は北海道の自衛官で幼少の頃から戦車やヘリコプターに乗っていた。両津率いる「葛飾署男子プラモ部」よりも製作技術のレベルが高い。モデル並みの美人であるためモテていた時期があったらしいが、デート中もついミリタリーに目がいってしまい彼氏に引かれて別れたことが何度かある。第184巻で両津が主催したコレクター同士のお見合いで両津の友人の田宮不二実と結婚した。麗子からは「はせアリちゃん」と呼ばれている。
佃（つくだ）
声：重松収
日本でただ一人の名誉警視監。戦前からあらゆる事件を解決し、「捜査の鬼」と呼ばれる。本当は派出所勤務に憧れており、特別嘱託で一時公園前派出所に巡査として勤務した。趣味は競馬と釣りで、トキノミノルやシンザンの話を両津としていた他、両津に釣りを教えた。
アニメ版では第221話「スーパー老巡査の素晴らしき一日」に登場。警視総監の先輩に当たり、「桜田門の黄門様」と呼ばれている。キャリアでありながら現場一筋で数々の難事件を解決した実績を持つ。過去に屯田署長とも面識がある。柔道の達人である。原作と同様の理由で公園前派出所に勤務するが、本当の理由は恋人と駆け落ちした娘の様子を見るためであった。両津の協力で娘と和解したのち、両津に感謝を述べて定年退職する。

#### ロボット課（捜査8課）
開発001号
声：竹本英史
警視庁が1億円の費用で開発したロボット警官1号。外見はG.I.ジョーをそのまま等身大にした感じである。
抜群の記憶力と計算能力を誇り、身体は鋼鉄で出来ているために頑強。部品は真空管や旧式のフロッピーディスクや昭和時代の電気部品を使用していることから部品の入手は困難であり、修復は難しい。
両津が私用で酷使したために故障し、近所の電気屋で直そうとしたが失敗して壊れてしまった。その後、両津が001号の姿をして、ごまかそうとするが大原にバレてしまい、大原の手で溶接され、001号の姿のまま本庁に戻されてしまう。その後の話ではダメ太郎の手によって復活し、002号や003号と共にロボット派出所で勤務している姿が見られる。
アニメ版では「30年の歳月と50億の巨費」で開発されたことになっており、ON/OFFのスイッチは股間に備えられている。両津の手で様々なバイトをさせられるが休みなしで働かされたことでオーバーヒートを起こして壊れてしまった後、両津が001号に扮し、真相を知らない大原以外の派出所メンバーもフォローを行う。その最中、大原と屯田に正体を知られながらも001号を演じ続けるが視察に来た警視総監に優秀さを認められたことから宇宙派出所への異動を命じられてしまう。観念して正体を明かそうとするが先の火災現場での熱膨張でマスクが取れなくなってしまったために信じてもらえず、大原と屯田の手で無理やり異動させられてしまう。
開発002号
警視庁が30万円の費用で開発したロボット警官2号。交通機動隊用。開発001号を両津に壊され予算を大幅に削減されたため、プラモデルのような組み立て式で、バッテリーがたった3ボルト（単三電池2個分）であるため非力。バイクに変身することもできるが、スピードを上げるとすぐバラバラになる。しかし両津がバッテリーを24ボルトのものに入れ替えるとパワーアップし、スピード違反車の屋根をもぎ取ることができるほどになった。巨人の帽子に水筒を肩からかけ、口調は「裸の大将」の山下清風で語尾に「〜だな、やっぱし」をつけたり、「兵隊の位で言うと」と表現したりする。
開発003号
警視庁が開発したロボット警官3号。外勤用のロボット。外見は鉄人28号・ロボット三等兵・鉄腕アトムをゴチャ混ぜにしたような外観で、エネルギーは頭頂部にある太陽電池。普段は温厚だが、配線がおかしくなると体のコントロールが利かなくなって暴れだす。両津と模型屋の親父曰く、プロの仕事とは思えないほどムチャクチャな配線状態だった。その後、本庁で改良を加えられてその欠陥はなくなった。中川が「003号を検査する」と告げたことを、両津はスクラップになると勘違いした。検査他に2台作られたが同じ欠陥が判明し改良を加えられた。
アニメ版では登場しなかったが、一部はダメ太郎の場面で描かれた。
丸出 ダメ太郎（まるで ダメたろう） / 開発004号
声：植本潤
警視庁が開発したロボット警官4号。アニメ版では二体目のロボット警官。命名は両津による。正式名称は「警視庁開発4号乙型ロボット」。充電している電気の量と知能が比例し（満タンの時は大学教授並みの知能となる。アニメ版ではこの設定はない）、器量も充電の量と比例する。現在は警視庁の警部であり、量産化もされている。温厚な性格で、炎の介に舐められても気にしない。両津のことは「神様」と呼ぶ（両津に命令された）。別名（両津がダメ太郎にピンチを救ってもらった恩により名付けたもの）は綾皇寺（あやのこうじ）ダ・ビンチ。重いものを持つと手が抜けてしまう。
アニメ版では派出所に配属されたが、業績が良くなく、間もなく解体されてしまうところで、タンクローリーの爆発により、火災に巻き込まれた警視総監を救出したことから、解体を免れた。なお、アニメ版では電圧を上げると凶暴な性格になり、電圧を下げると女性のような性格になるという設定がある。また、原作の第144巻で本庁がダメ太郎を大量に生産して、記憶を同時通信（リアルネット）するぐらいに発達したが、両津がダメ太郎をギャンブルに連れていったためすべてのダメ太郎がダメなロボットになった。30周年の「復活して欲しいキャラ」投票では、第2位にランクインした。アニメ版では第250話「ロボット警官ダメ太郎」での初登場より4年前のエンディングテーマの「ブウェーのビヤビヤ」で先行登場している。201巻にも登場。
度怒り炎の介（どいかり ほのおのすけ） / 開発005号
声：八十田勇一
警視庁が開発したロボット警官5号。アニメ版では三体目のロボット警官。命名者は両津。燃料にガソリンを使用しているため、感情が高ぶると配線がショートして発火してしまう。「ロボットは新しい方が偉い」と主張し、先輩のダメ太郎より態度がでかいが、ダメ太郎とは違って量産されることはなかった。両津のことを「不良警官」と呼ぶ。一時、警視庁に嘆願し亀有公園前派出所の隣にロボット派出所を作ったものの、読者から苦情の葉書が殺到し、何度かテコ入れされた後、結局は警視庁のロボット課（捜査8課）に移転した。両津とは喧嘩することも多かったが、ロボット刑事の中では一番ウマが合い、コンビを組んで事件を解決することが多かった。前述のダメ太郎同様「ブウェーのビヤビヤ」で先行登場している。その後、2020年12月21日発売の『週刊少年ジャンプ』（201巻収録）で再登場した。
60巻「ロボット派出所改造計画の巻」では、炎の介と前述のダメ太郎は元々作者が『ロボット三等兵』が好きだったため登場させたが、前述のロボット派出所の件と合わせて無駄に終わったことが両津によって語られている。
開発006号
57巻4話に登場。ダメ太郎が開発した、巨大ロボット。自我は特になく、中に人が乗り込み操縦する。燃料はニトログリセリン。両津と炎の介が試運転したところ、勝手に動き出して葛飾町を大混乱に陥れた。両津と炎の介の手で燃料供給を止められるも、葛飾署の目の前でバズーカで狙撃され、大爆発した。負傷者104名、車両13台大破、葛飾署全損（アニメ版では葛飾署は全損したが、負傷者（両津と炎の介以外全員）はなし（ただし、両津と炎の介はニトロの大爆発により、吹っ飛んだ））。両津は入院したが、大原は署の中にいて無傷だった。原作では両津が屯田を恨んでロボットで殴りこんだと誤解されたが、アニメ版ではロボットの暴走であったことが明かされている。
その他のロボット警官（G号、P号、電話ボックス型、交通標識型、マンホール型）
ダメ太郎が開発した、ロボット警官たち。こちらは人型ではなく色々な姿をしている。P号は普段は郵便ポストとして、G号は普段は自動販売機としてカモフラージュしながら見張っている。いざと言うときには脚が出てきて自力で移動できるという。他にも電話ボックス型や交通標識型、はてにマンホール型までのロボット警官も登場しているが、両津に「街を歩いていてこの連中が見張っていると不気味だな!」とつっこまれてしまった。
人造人間（レプリカント）
ロボット派出所が公園前派出所そっくりに改装した際にダメ太郎と炎の介が、開発した人造人間（レプリカント）たち。中川A、麗子B、部長Cの3人がいるが、両津だけは「二人もいると危険」（炎の介談）との判断で両津のレプリカントは開発されなかった。見た目は本物の中川・麗子・大原とまったく変わらない（大原のみ性格が少し違い、両津の命令に従う）が、左耳を引っ張ると動作が停止する。

### 度井仲署
原作第35巻、アニメ版第177話「秘境! どいなか県」に登場する戦後に忘れ去られていた千葉県と埼玉県の境にある「度井仲県」度井仲村を管轄する警察署。劇中ではテレビ番組「木曜スペシャル」のスタッフに発見されるまで第二次世界大戦が継続していると人々が思い込んでおり住民の格好、常識は戦時中のままであった。警察も旧日本陸軍の制服を着用し、戦間期から第二次世界大戦初期に使用された欧米製の兵器を装備している。アニメ版では千葉県と茨城県の境に位置が変更され装備品も日本軍のもので統一され、三式中戦車や戦艦、零戦、紫電改、雷電、一式戦闘機などといった陸海軍装備をそのまま使用していると変更された。原作第35巻での大原の発言によれば、現地駐留の旧日本陸軍と旧日本海軍がそのまま警察に編入されたので、多くの装備がそのまま流用されているのだろうとのこと。
大前田 よね助（おおまえだ よねすけ）
声：大谷亮介
度井仲村村長兼警察署長。旧日本軍将官の礼服を着用している。犯罪者を逮捕する際には上記の兵器だけでなく列車砲も投入する。アニメ版では村長を兼務している設定は触れられず、階級が巡査という設定であった（劇中で両津たちが度井仲村へやってくるまでの30年間、事件は発生せず昇進の機会がなかったとされている）。
芋頭（いもがしら）
声：石塚堅
度井仲署に勤務していて、丸眼鏡を掛けている巡査。三八式歩兵銃と十四年式拳銃（南部甲式）を装備している。村では士官候補生で、飛行中の軽航空機を狙撃できるほどの銃の腕前を持つ。両津たちが東京から持ち込んだ食べ物を見たり味わうと今まで目や口にしていなかったため、その奇抜さに驚いた。原作では研修のため公園前派出所にやってきて騒動を起こしたが、アニメ版では現金強奪犯を追って度井仲村に迷い込んだ両津と中川に出会い、村の案内と犯人逮捕に協力、オチでは度井仲署の総力をあげて柿泥棒を追って東京へ押し寄せてきた。
先代署長
アニメオリジナルキャラクター。現在は故人で、大前田の回想に登場。元々は巡査であったが、30年前に柿泥棒を捕まえた功績で巡査長に昇進した。

### 大阪・通天閣署
通天閣を庁舎として使用しているが、一度爆発して建物が倒壊し、一時期くいだおれ太郎を模した建物となったが、現在は元に戻っている。手配書や令状も無しどころか疑惑の時点で強制捜査に踏み切る強引というよりムチャクチャな手法で活動しており、暴力団関係・関西の警察関係で有名なことから別名「浪花のワイルド7」とも呼ばれている。大阪が世界一優れていると信じ込んでおり、世間の常識より「大阪の常識」を優先している。犯罪捜査なら何をやっても許されると考えているのか、時には日本国外まで犯罪者を追いかけて行くこともある。これは無断越境で非合法であり、たいがいは現地で大騒動を起こしている。基本的に全員阪神タイガースのファンである。その後、東京が振り込め詐欺の被害が一番多いと知り、警視庁に任せてはおけないという理由で公園前派出所の隣に「通天閣署別館」を建設し、東京へやってくる。その際、「通天閣署別館」の近くに署員寮「ナニワ荘」をアパート一括で借りて署員全員が寮生活をしている。なお、現実における大阪市浪速区内の管轄は浪速警察署である。ヘリコプターや戦車、ガレオン船など、さまざまな乗り物を所有しており、その暴れっぷりはどちらが犯罪者なのか区別がつかない。
御堂 春（みどう はる）
声：白石涼子（ゲーム版）
交通課に勤務。実家は千日前の串かつ屋「串かつやで」。誕生日は1月1日、年齢は20歳。体重40kg。血液型はB型。野球は左投げ左打ちだが、箸や拳銃などは右手で扱うシーンが見られる。ナニワ荘ではレイと相部屋の201号室に住んでいる。
負けず嫌いで東京に対抗意識を持つが、極度のメンクイで中川のようなイケメンには弱く、両津のことは「トーキョーモン」、中川のことは「東京の方」と呼び分けるなど態度にも明確な違いが表れる。しかし、両津に対しても本心から嫌ってはおらず、良きライバルであり親友という間柄であり、協力して犯罪者を逮捕することも多い。反面、両津以上に喧嘩っ早いうえにやたら拳銃を撃ちまくることが多く、時には両津ですらあきれるほどの無茶をすることもある。身長は145cmと小柄なため、両津からは「チビ太」と呼ばれている他、警察官採用規定の基準を満たしていなかったが、通天閣署署長の「犯人を一人逮捕するたびに実際の身長に1cmプラスされる実績評価の警官見習い」という配慮により、その基準をクリアして正式採用された（現在では計算上4メートルの巨人になっている）。オリンピックの射撃競技で銅メダルを獲得したことがある（金メダルを取ることができたのだが、対戦相手の事情を聞いて同情し、わざとミスしたため）。上着を着ずに勤務している。両親のほか弟が6人いる。彼らはそれぞれ江素、岡駄、加計府、場酢、信条、多淵と阪神タイガースに所属していた選手の姓をもじった名前が付けられている、なお、両津は春に頼まれて（押し付けられて）彼らの東京見物のガイドをしたことがあるが、そのせいで標準語を使いこなす東京人になってしまったことがあるが、逆に両津の友人であるインド人・チャラオを大阪人にしてしまった。阪神タイガースの大ファンで、巨人に対して少なからず敵意を持っている。阪神の試合を試合終了まで完全中継するのでサンテレビジョンが好き。
負けず嫌いは筋金入りだがひねくれ者。レースで勝負するなら、互角以上の排気量のマシンを手配するなどといった勝つためには取って当然の賢実な方法を「面白くない」と言ってやらない。
東京に来るまで、修学旅行で行った京都が今までの人生で行った最東端で、日本の地図は中部以東がないと思っていた。
食べ物は大阪風至上主義で、関東風を馬鹿にしている。手作りにこだわっており、米粉、自家製ソース、マムシと黒トカゲの祝い酒といった物まで作っている。
同じ関西人に親近感を持つが、京都と神戸だけは見下ろされている感じがするらしく別物扱いしている（苦手なだけで嫌ってはいない）。麗子や早矢が関西出身者であることに気づき同郷の人と思っていた時があるが、2人がそれぞれ神戸と京都に実家があるうえ、桁違いの金持ちの娘であることを知りショックを受け、両津からは「東と西というグループじゃなく、金持ちと貧乏人というグループの分類」といなされていた。
愛車はマツダ・R360クーペとマツダ・キャロル（初代）であるが、特にR360クーペに関しては過激な改造が施されており、時速250km以上が出る。春自身もプロレーサー並みの運転技術を持つ中川が狼狽するほどのスピード狂。
スチャラカ鼻子の大ファンで、彼女が両津と知り合いであることに驚愕し、サインを貰えた。
アニメ版本編には未登場であるが、『THE FINAL 両津勘吉 最後の日』のOPには両津にコブラツイストをかけるシーンで登場している。
浪花（なにわ）
通天閣署署長。普段は制服だが、時折ネタのため、海パン姿か阪神タイガースのユニフォームを着ている。「組織にいてはがんじがらめになる」として、通天閣署を「独立警察」としており、署員には絶大な支持を受けている。阪神タイガースの大ファン。
芦原 レイ（あしはら れい）
交通課巡査。誕生日は12月31日。血液型はA型。丸い眼鏡と三つ編みが特徴だが、メガネを外すとかなりの美女。御堂とは幼馴染で、ミニパト「たこ焼き号」のドライバーを担当する。ナニワ荘では御堂と相部屋の201号室に住んでいる。内気かつ鈍くさい性格だが、春の無茶に付き合うことも多い。実家は日本橋の電気屋「芦原電気」。兄がいる。
海鞘（ほや）
部長。通天閣署が誇るネゴシエーター。特技は手品。
後場（ごば）
通天閣署次長。「おんどりゃぁ!!」と迫力のある関西弁が武器。
比栗（びっくり）
課長。刑事部鑑識課所属。この道33年のベテラン。
貫井崎（ぬくいざき）
係長。通天閣署の発明博士。比栗課長とはお笑いコンビ。
巻波（まきなみ）
通天閣署交通課課長。140巻では同じく交通課課長の境（さかい）課長が登場しているが詳細は不明。
梅田
浪速署の府警。以前、東京で両津と共に犯人逮捕したことがある。両津が長崎に行く途中で再会して、食事を奢らせる。

### 島流し署
原作第10巻に登場する警察署。「東京都山奥村字山越大字山の果て」にある。五重塔を署の代わりとして使用している。10年間まったく事件が起きていない。事件のない時には村人に役立つことをする方針を採っているため、家畜の発育調査や農作業の指導などを職務としている。間違いで転勤となった両津からは「まるで屯田兵」のような生活だと言われている。アニメ版では両津が左遷でなくボーナスを借金取りから高飛びするために迷い込んだが、山奥村は95歳の駐在警官が逝去後警官不在の村という設定になっており、署員は登場しない。
署長
第10巻の複数の回と21-5「本口リカ登場の巻」に登場。島流し警察署の署長。民子という娘がいる。養豚場に行く時はフェラーリ（ふぇらーり）を使用する。
眼鏡をかけた署員
10-6「山奥村大戦争!!の巻」と21-5「本口リカ登場の巻」に登場。山奥村の流行について両津に語る。

### ニューヨーク市警と関係者
原作第26巻終盤〜第27巻序盤に登場する両津の研修先の警察署。アニメ版ではTVSP第7弾「両さんアメリカへ行く」で一部の設定を変更した形で登場する。
デビッド
両津が研修旅行でアメリカを訪れた際に、彼の案内役を務めたニューヨーク市警57分署の警官。母親を太平洋戦争で亡くしているため、強い反日感情を持つ。当初は日本人である両津に露骨な嫌悪感を示していたが、彼の大胆な活躍と人間味を見るうちに次第に心を開き、最後にはサンフランシスコまで3日かけて車で送ることを自ら申し出た。
アニメ版では一切登場せず、彼の役目は反日感情に関するくだりも含めてマックスが担っている。
サンディ
声：小山智子
両津が研修旅行でアメリカを訪れた際に出会った、CHP（カリフォルニアハイウェイパトロール）の女性警官。抜群のバイクテクニックを持つ。犯罪者一味と銃撃戦の際に負傷し人質にされそうになったが、居合わせた両津によって助けられた。後に日本研修で葛飾署を訪れる。茶道・華道をたしなみ、日本語も堪能。
アニメでは両津と共に、マフィアから命を狙われている少年ジョン・ウィルソン（声：又村奈緒美）をマフィアのドン・カスタニーニョ（声：小和田貢平）の裁判が行われているロサンゼルスまで護衛する任務に参加した。別れの際に両津にディープ・キスをしている。その後、第162話「恋は海を越えて!?」で原作同様に日本研修のため来日して再登場し、両津、本田と共に東京を見物した。本田と銀次はサンディが両津に好意を抱いていると見て2人の仲を取り持とうとするが、実はサンディにはアメリカに婚約者がおり、両津に関しては「人間として好き」という意味に過ぎなかった。
マックス
声：海津義孝
両津が研修旅行でアメリカを訪れた際に出会った、CHPの警官。射撃の腕前はCHPでも1、2を争う。体格が良く豪放な性格で、両津の送別会で彼と酒を飲み交してすっかり意気投合していた。仲間のサンディ同様に日本語が堪能。
アニメ版では原作のデビッドにあたる役割を果たしており、祖父が太平洋戦争で戦死したために強い反日感情を持つ。当初は日本人である両津を毛嫌いしていたが、火災現場から逃げ遅れた住民を共に助けたことで彼と意気投合する。その後、サンディと共にジョンをロサンゼルスまで護衛する任務に就くが、両津と別れた直後にマフィアに狙撃されて重傷を負う。護衛の役目を両津に託し緊急搬送されたが、両津が帰国する時には回復を果たしている。

### 日本国外の警察関係者
ポール
中川圭一の友人で、ハワイのホノルル市警に勤務している警察官。第2巻（2-7）で初登場。連載100回記念の扉絵（11-7）にも登場し、2度目の来日時（13-5）は以前より少女漫画チックな顔つきになっていた。その後は長らく登場しなかったが、連載最終回（200-21）にて復活キャラベスト10の第4位にランクインしたことで再登場。しかし、脈絡なく銃を乱射する暴走キャラクターに変貌し、以前とは別人と化していた。
中川に劣らぬガンマニアであり、彼のために特注の拳銃を届けに来た際に両津と知り合う。2度目の登場では麗子を少女マンガの主人公のように口説いたり、洋子に痴漢を働いた男に拳銃を発砲したりした。
ケペル大佐
声：金子はりい → 上別府仁資
原作第55巻序盤に登場するドイツのGSG-9の大佐。警視庁内に新設された武装特殊部隊・「S.S.（スペシャルセキュリティ）チーム」を指揮するため、警視庁上層部によって招聘された人物。かつては武器商人である金樹錦配下のマフィアたちと幾度も闘いを繰り広げて来た凄腕らしい。
アニメ版ではTVSP4弾「大ハード! 両津勘吉は二度死ぬ」にて原作と同様「S.S.チーム」の指揮官として初登場。かなりの日本通で水戸黄門マニアらしく、S.S.チームのメンバーやテロリストの特徴を水戸黄門の登場人物に当てはめた説明をしていた。後にTVSP11弾「ヨーロッパ横断! 麗子救出大作戦」において誘拐された 麗子を救出するために麗子の父・飛飛丸に依頼され、爆竜大佐率いるグリーンベレー部隊と共に彼女の奪還に向かう。またこの時、部下に大財閥のNo.2の息子がいることが判明した。

## 屯田家
署長の家族。柴又に住んでいるが、署長が子供・孫たちに甘いため、よく息子夫妻が子供たちやペットを預けに来る。息子、よしお、のび太以外は第84巻、145巻に登場。
妻
本名不明。元婦警で、巡査時代の署長に「結婚してくれなきゃやだ」と涙ながらの猛烈なアタックを受けて、駆け落ちの末に結婚したらしい。子供や孫に甘い夫を良く思っておらず、署長や孫たちには厳しく接している。
息子（名前不明）
第36巻に登場。当初は理屈っぽく生意気でわがままな性格だったが、両津によってディズニーランドではなく浅草花やしきへ連れて行かれる。あまりにも生意気なので両津に引っ叩かれたり、アトラクションで怖い思いをさせられるという扱いを受けた。両津がゲームで一人遊びを始めたため、自分も一人で遊ぼうとしたがヤクザ風の二人組に絡まれてしまう（ヤクザと肩がぶつかった）。しかしヤクザたちは両津によって叩きのめされ、その活躍を間近で見たことで両津に好意を抱くようになり、わがままを言うことは無くなった。後に登場した時も両津に懐いていた。
一男（かずお）、正男（まさお）、章男（あきお）
息子たち。作中では名前のみ登場。第84巻では一男夫婦はハワイへ10日間、正男夫婦は香港へ10日間、章男夫婦はオーストラリアへ15日間旅行するため、署長夫婦の家に息子たちとペットを預けて行った。署長の妻によると、これまでに何度も同じことがあったらしい。
よしお
孫の一人。第66巻に登場。柴又で両津の叔父・尾形米吉が営む総菜屋を署長と共に訪れ、偶然会った両津を「おじいちゃん!署の問題児ってこのお巡りさんでしょう!?」と言って署長を焦らせた。このエピソードでは、署長におぶられたもう一人の孫（赤ん坊）も登場している。
健介（けんすけ）
孫の一人。かなりやんちゃな性格で、しょっちゅう署長の頭に飛び蹴りを喰らわせており、祖母（署長の妻）から怒られている。
飛介（とびすけ）
孫の一人。いきなり便を漏らしてしまい、家事に追われる署長を慌てさせていた。第84巻では赤ん坊だったが、第145巻では小学生位まで成長していた。
太郎（たろう）、次郎（じろう）
孫。2人で『ファイナルファンタジー5』に熱中し、祖父に攻略法を尋ねた。祖父としての威厳を保ちたい署長は両津に相談し、散々足下を見られる羽目になった。その後は友人が訪ねてきたことでゲームは無事クリアできたらしい。
丸夫（まるお）、正（ただし）
孫。家の中でサッカーをしてボールを署長の顔面にぶつけてしまい、2人とも祖母（署長の妻）に怒られた。
のび太
息子。第183巻に登場。角田大介と親しいらしく、彼に誘われてオンラインサバゲーに参加したが、かなり弱く、両津たちの足を引っ張って最後には自滅してしまった。ゲームの対戦相手はジョディーとカールヴィンソンの海兵隊員たちであった。

## 超神田寿司
擬宝珠纏の実家。擬宝珠家が経営する江戸時代から続く老舗の寿司屋。主な仕入れ先は河岸だが、両津のツテで飛鷹二徹や爆竜大佐からの海外仕入れも行っているほか、両津自身が漁に出て捕獲してくる事もある。
板長
声：竹本英史
職人としての腕は良いようであるが、両津の職人としての技術が高すぎるため、あまり目立たないことがある。檸檬がストライキを起こした際には彼女に代わって味の鑑定を行ったが、卓越した檸檬の味覚には遠く及ばず、いつもの味を出すことができなかった。
三平（さんぺい）
声：和田智 → 西村仁
板前。板前の仕事の他に檸檬の幼稚園の送迎などを行っている。第126巻で結婚し、神田明神で挙式を挙げる。
久保田 亀吉（くぼた かめきち）
新人職人。田舎の出身で寿司職人になるために知り合いの知り合いの知り合いの紹介で就職する。148巻の時点で店に来て半年目である。超神田寿司独自のかまどでシャリがうまく炊けずに寿司職人になる自信を失いかけ、田舎に帰ろうとしていたが、檸檬が自転車の補助輪を外して乗る練習をしているのを見て自信を取り戻し、仕事終了後にかまどを使い自主練を始める。その後は少しずつ腕を上げており、檸檬からは「（超神田寿司の味に）一歩近づいた」と認められつつある。漬物作りが得意で、板長たちから「店に出せる」と評価された。

## 飛鷹家
アニメ版では弓道編が存在しないので早矢同様出番はなかった。なお、二徹の妻（四姉妹の母）は全く登場しておらず、健在かどうかについても不明。家は千葉の九十九里浜にあり、両津の実家よりも貧乏な狭い家である。しかし、娘の日光と月光は名門高校、St.フェアリー女学園の学生である（同校の校長の152-1での説明によると、学業が優秀なため学費を安くしているとのこと）。
飛鷹 二徹（ひだか にてつ）
九十九里浜に住む漁師。左京、右京、日光、月光の4人の娘がいる。誕生日は1月3日。血液型はB型。身長178cm、体重80kg。モデルは星一徹。性格は短気で熱血漢。読売ジャイアンツの熱烈なファン。左京と右京が生まれた際には「トマソン」「ガリクソン」と付けようとするが、役所で妻に止められた。子供をプロ野球選手に育てるのが夢だったため、娘全員をリトルリーグに入らせ野球の特訓をさせていたが、後に4人とも別のスポーツに走ってしまい、嘆いている。高校野球の監督もしている。お笑い好きで、大量のお笑いビデオを持っている。網を直す技量から編み物も得意で、娘たちのセーターも編んでおり、編み物大会でも優勝した。漁船（北千葉丸三世）を所有しており、よく海外まで無許可で漁に出るため、両津が一儲けしようとしたり超神田寿司関係で魚が必要な時には登場することが多い。
両津に「漢は忍耐も必要」「漁師は魚を取るのも仕事だが、海の安全を守るのも漢の仕事」と諭している。
娘たちは短期の登場で終わったのにもかかわらず、その後も準レギュラーとして登場し続けていた。
右京（うきょう）
二徹の次女。早矢の親友で、彼女と同様に大和撫子。誕生日は8月1日。血液型はA型。身長177cm、体重49kg。スリーサイズは83・57・80。
中学校の修学旅行で流鏑馬に魅了されたことをきっかけに、高校から弓道と乗馬を始め流鏑馬の道に進む。京都で料亭に住み込みで働きながら上京大学に通っている。クールな姉と違い温和な性格である。愛馬の「琴姫」とは意思疎通できる（元は白馬だが、体が弱いため肌が透けてピンク色をしている。そんな子馬だった琴姫を厩舎の飼育員の反対を押し切り、愛馬として大切に育てた）。そんな健気な右京・左京を、両津は巨人の星になぞらえて「左門豊作ツインズ」と称している。
両津への初対面の印象は（早矢が過度に両津のことを持ち上げていたこともあり）あまり良くなかったが、その後は実家に招くほど仲良くなっている。
本編以外のキャラクター紹介では「右京&左京」と姉と纏められることが多いが、本編で共演したのは幼少期の回想シーンのみで実質的な共演は皆無。
左京（さきょう）
二徹の長女で右京の双子の姉。誕生日は8月1日。血液型はA型。身長180cm、体重50kg。スリーサイズは83・56・81。
早矢とは弓道大会でトップを争うライバルだった。クールな性格。独特の弓と射法を使い、一時それが問題で弓道大会の出場停止処分を受けた。国立北千葉大学に通っている。飛鷹一家の中で最初に登場したものの、以後は扉絵や表紙イラストなどで姿を見せる程度となり、全く登場しなくなった。
日光（にっこう）、月光（げっこう）
二徹の三女・四女で、左京・右京の妹。姉たちに続いて双子の姉妹だが、こちらは見分けが付かないほど似ている。誕生日は姉たちと同じ8月1日。身長155cm、体重40kg。スリーサイズは80・56・79。血液型はA型。
早乙女リカと容姿が似ており、誕生日も同じであるが、高圧的で人の好き嫌いが激しい早乙女とは対照的に、二人とも天真爛漫で誰とでも仲良くなれるタイプである。2004年頃は主要人物として扱われていた。幼い頃から二徹に吉本のお笑いのビデオを見せられていたためお笑いが大好きで、口調は漫才で使う関西弁、日常会話はコントのようなやりとり、スチャラカ鼻子の大ファンで、両津の紹介で彼女に弟子入りする。
名門高校、St.フェアリー女学園の学生。日光はテニス部、月光はエアライフル部所属。

## 磯鷲家
アニメ版では早矢が登場しないため、出番はなかった。
磯鷲 剣之介（いそわし けんのすけ）
磯鷲早矢の父親。武道の達人。性格は非常に厳格で、嘘が大嫌い（嘘をついた者には過激な制裁を加える）だが、両津の嘘には最後まで気づかなかった。一升瓶を何本飲んでも酔いつぶれないほどの酒豪。また、両津に「美味しんぼの海原雄山並み」と言われるほど食にもこだわる。家族で風呂に入ることという家訓があり、早矢とも入る。両津でさえついていくのがやっとというほどの厳しい修行を行っている（睡眠時間も15分ほど）。京都在住。家紋は「箙兜」。声が両津似。
一見硬派な人物であるが、京都にメイド喫茶が出店した際には両津に手作りの巨大紙芝居で説明したり、両津が提案した「修学旅行風の旅行」では木刀を持った鬼教師として協力し、葛飾署の署員たちに懐かしさを抱かせた。また、就寝時間の見回りに部屋のドアを開け、数秒経ってからまた開けるという手で引っ掛け、両津たちが狸寝入りしていないか確認しようとするなど、硬派なだけでなく遊び心も持っている模様。
磯鷲 穂之華（いそわし ほのか、旧姓= 錦織部）
磯鷲早矢の母親。平安時代から続く陰陽師の家系で、実家は京都四条の呉服屋。弓道範士7段、錦織部流箏の2代目家元など幅広い能力を持つ。夫と同様、両津の数々の嘘（実家は名門呉服屋、本名は越前屋兵介、貯金は800万円、など）にはまだ気付いていない。実家の家紋は三本重ね矢。
磯鷲 蘆嵐（いそわし せいらん）
磯鷲早矢の兄で、剣之助夫妻の長男。武芸の達人で、日本武道会会長・格闘奥義道総帥の肩書きを持っている。酒に酔うと両津でも手が付けられないほどの酒乱となり、酔った際にはいつも早矢が止めに入っている。
磯鷲 蘿虎（いそわし かげとら）
磯鷲早矢の兄で、剣之助夫妻の次男。武芸の達人で、古武道総大将・撃破拳王位の肩書きを持っている。兄や弟同様かなりの酒乱。
磯鷲 飛竜（いそわし ひりゅう）
磯鷲早矢の兄で、剣之助夫妻の三男。武芸の達人で、剣道八段・合気道極意の肩書きを持っている。
泥棒を撃墜した時、両津は「早すぎて技が見えない」と言っていた。兄たちと同様相当な酒乱。
彦兵衛（ひこべえ）
磯鷲家の執事。両津からは「チョコベー」と呼ばれており、その度に馬の蹄で彼の後頭部を踏みつけている。剣之助同様相当な酒豪である。高齢であるが、愛馬・龍王丸で京都から東京まで来たり、槍術の心得もあるなどかなり豪快な人物。

## 爆竜家
両津曰く「何でもチャンピオンになる一家」。
爆竜 鬼虎（ばくりゅう おにとら）
声：小村哲生
「爆竜大佐」と呼ばれているが、後述の訓練の厳しさから「鬼軍曹」とのあだ名もある。誕生日は12月8日。身長170cm、体重89kg。血液型はB型。既婚者でワイフ（妻）がいる。
ボルボの傭兵時代の上官で、アメリカ陸軍大佐。体中が戦争による傷だらけで、それら一つ一つがどこの戦争で付けられたものかを全て記憶している（一箇所は奥さんに引っかかれた傷）。左目にアイパッチをしている。アニメ版では登場時、BGMとしてリヒャルト・ワーグナーの『ワルキューレの騎行』が流れ、軍事用ヘリ（アパッチ）に乗っている。アニメ版ではボルボを差し置いて単独で登場することも多い。登場する度に派出所を爆破したりして周囲に迷惑をかけている。両津の誕生日プレゼントとして、派出所上空から本物のM551シェリダンを落とし、派出所が破壊された事もある。アメリカでは父母共に働くため、家事は半々で担当。そのため顔に似合わず料理が得意で作中ではケーキを作る描写があり、両津に「軍人版梅宮辰夫」と評されている（この一面は部下も知らず、爆竜大佐の見事な包丁捌きを見て驚いていた）。子供はジョディーの他、シルベスター（米海軍潜水艦乗員・NHLのプロ選手）、アーノルド（米空軍パイロット）、ブルース・ウィリー（NASA職員・NBAのプロ選手）の三男がいる。また、自分の妻を自慢しており料理は世界一だという。ただし、アニメでは恐妻家という一面を見せていた。家紋は「竜頭兜」。誕生日は太平洋戦争の開戦日から。
相当に肝っ玉が据わっている上に、傷も相まって迫力満点の強面で、その怖さはライオンすら一睨みで後ずさりし、逃げ出すほどである。軍人として完璧主義のため、どんな時でも部下の小さなミス（セイフティーのかけ忘れなど）を見逃さず、どこにいようと軍隊教育を始めてしまう。
初登場時には両津から「全身傷だらなのは弱いから」と酷評され、この時は怒りを笑って堪えながら両津を褒めるふりをして背中に手榴弾を入れるという報復を行った。後にも先にも爆竜がこのような態度を見せたのはここだけである。
ヤークト・パンテル大佐とともに両津からは「最強の軍人」と言われている。爆竜も両津を恐れており、実際に怒らせた両津と戦った際はわずか3機しか帰還できなかった（爆竜本人はかすり傷ひとつ受けていなく、ボロボロになっている部下に対して「もっと厳しく訓練する必要がある」と言っていた）。しかしボルボ曰く、大佐の訓練の厳しさは半端ではなく、鍛え上げられた部下たちはどんな状況でも生き残って帰還する猛者が揃っているため単に両津が常人離れしているだけとの説も。アニメでは女性に対して甘い一面もある。
ジョディー・爆竜・カレン（ジョディー・ばくりゅう・カレン）
声：斉藤レイ
爆竜大佐の娘で、アメリカ海軍所属。誕生日は太平洋戦争の終戦日である8月15日。血液型はAB型。身長180cm、体重68kg。スリーサイズは105・63・95（一部公式書籍では98という設定）。アニメ版では95・58・90。
空母カール・ヴィンソンで発艦士官（カタパルトオフィサー）をしている。母親はアメリカ人なので麗子と同じくハーフ。年齢は22歳くらい。母親に似て巨乳のブロンド美女。ボルボの交際相手だが、女性に免疫のないボルボにとっては目に毒である。そのため結婚をかけた戦いに、ボルボはあと一歩のところでジョディーに勝つことができない。しかし、爆竜大佐にはその強さを見込まれているため、ボルボに女性免疫を付けさせるためジョディーに同棲を命じる。大胆な性格の持ち主であり、男性の前で平気で服を脱いだり、全裸で室内を歩き、寝る時はパンティ一枚という格好である。可愛い外見に反して、鬼より強いといわれる海兵隊員を10人立て続けに倒すほどの腕前（しかし、アニメ版第135話「左近寺新たなる門出」では左近寺に柔道の練習で完敗しており、それにより左近寺と結婚騒動に発展した）で、空母から飛び降りてナイフ一本でサメ狩りをしていたこともある。アーミーナイフの扱いも長けており、鳩や身が崩れやすい魚を簡単にさばいている。水泳やボディボードの技術も高い（水泳は、本人曰く10kmぐらいなら軽く泳げるという）。ボルボと一緒に英会話スクールの英語講師を経験した後、海軍の空母でスシバーを開店するために超神田寿司で1か月修行をし、プロの板前並みの技術を身に付けた。嫉妬深い性格でアニメ版では、結婚した相手には「どきどきメモリアル」のヒロイン・早乙女沙織のようなゲームのキャラクターでも浮気は許さないという設定があり、もし浮気をした場合はその相手に制裁を加え、このような状態になると誰にも彼女を止められなくなる（ただし、マリリンと二股をかけたボルボに対してはそのようなことは行っておらず、むしろマリリンからボルボを連れ戻そうとした）。
マリアの妹マリリンとボルボを巡って熾烈な戦いを繰り広げるが、逃げ出した虎を捕らえるのに互いに協力し合ったことで和解。ふたりで公平にボルボと接するということで丸く収まった（ただし、ボルボは香港と日本を何度も行き来してふたりに会いに行くため、苦労が続く生活となった。なおアニメでは騒動の原因である両津とボルボをマリリンと共に制裁した。）。
登場は少ないものの、読者サービスのために麗子やマリアと一緒に入浴したり、新葛飾署の旅行に呼ばれたり、両津へのお仕置きとして登場したりしている。
アニメでは初期に登場したキャラクター性を基にしており、基本的にボルボや身内以外は敬語で接するようになっている。
斉藤は舞台版では、麻生かほ里が演じた麻里愛役として出演している。
『コール・オブ・デューティ』をカール・ヴィンソンの同僚たちとプレイしており、同じくプレイする両津や本田のプレイ中偶然オンライン参加していて対戦したことがある。
爆竜大佐の妻
声：尾小平志津香
爆竜大佐の妻で、アメリカ人。ジョディーの母。本編には未登場。爆竜大佐の話によれば料理が得意らしい。
アニメ版では第248話「ヨーロッパ横断! 麗子救出大作戦」で、爆竜大佐との会話シーンで声のみ登場。その際、日本語を話している。
爆竜 シルベスター（ばくりゅう・シルベスター）
爆竜大佐の長男で、ジョディーの兄。アメリカ海軍の潜水艦乗員で、NHL（米ナショナルホッケーリーグ）ロサンゼルス・デトニクスの現役選手でもある。両津のチームとアイスホッケーや巨大エアホッケーで対戦し、両津の手段を選ばないプレーに翻弄され続けた。カーリングの経験もあり、両津たちに指導したこともある。このため爆竜の息子たちの中では一番両津と深く関わっている。
爆竜 アーノルド（ばくりゅう・アーノルド）
爆竜大佐の次男で、ジョディーの兄。アメリカ空軍にパイロットとして在籍している。現在は写真と回想のみで登場し、本人は本編未登場。
爆竜 ブルース・ウィリー（ばくりゅう・ブルース・ウィリー）
爆竜大佐の三男で、ジョディーの弟。NBAボルチモアブルックスに在籍するバスケット選手であり、同時にアメリカ航空宇宙局NASAにも勤務している。エアマックス（スニーカー）ブームの頃、両津の開発した「エアワラジ」や「エアウッド・マッチモア・ゲタ'97」のキャラクターとして、花川戸靴店と10万円でスポンサー契約させられた。

## 電極家
原作では第82巻「ハイパー小学生!?の巻」で＋が初登場、第85巻「ハイパー社長!の巻」で＋を含めた家族が登場する。
アニメ版では第34話「ハイパー小学生VS両津」（1997年4月13日放送）に＋が登場。第165話「ハイパー社長の家族サービス」（2000年5月14日放送）で＋が再登場して、その家族が初登場する。＋はオープニングの「葛飾ラプソディー」に登場しているものの、その時期（1997年〜1999年）にはアニメ版本編には登場せず、初登場から3年後に再登場する。
スパーク
声：楠大典
ハイテク電化製品の開発・販売を行っている「スーパー電子工機」の社長。東京都目黒区鷹番在住。仕事の鬼で、製品開発のため3人の息子ですらモニターとして利用するが、両津は「ある意味、男手で子育てしている」と評している。派出所にもたびたび新製品を売りにくる。よく災難に巻き込まれるが、会社がつぶれることはない。お台場にある会社の建物はオール電化のハイテクビルだったが、月1000万円と電気料金がかかりすぎ、マスコミに地球環境に逆行しているなどとバッシングを受けたため、木造・萱葺き屋根の建物になった。しかしながら、その建物を造るために東北地方の山を2つ伐採し、大型ディーゼルトラック200台で木材を運搬し、水道水で流れる川や滝を作り、秘境の島から樹齢3000年の縄文杉をクレーン車10台・掘削機5台で掘り出し、10億円もかけて会社まで持ってくるなど、全くエコロジーにはなっていないものであった。
最終回でも顔出ししているが、この時は大急ぎで自転車に出勤する両津を追いかけるシーンで絵崎コロ助と対面する形での出演となった（両者ともにセリフもなかった）。
冷（れい）
声：堂ノ脇恭子
スパークの妻。夫が息子を新製品のモニターにすることに強く反発している。息子たちと一緒に遊園地に遊びに行った時、「会社の製品を身に着けていないか」と言ってスパークに金属探知機を使ったことがあった（アニメ版第165話「ハイパー社長の家族サービス」ではこの役目は両津になっている）。
＋（プラス）
声：竹内順子
スパークの第一子。年齢は9歳。小学生ながらコンピューターに詳しく、また小学生の友人とゲーム会社「S・E・S（サイバー・エレメンタリー・スクール）」などソフト会社を既に3つ経営している。しばしば父の開発した製品のモニターを引き受けており、初登場時も「ハイパーランドセル」のモニターをしていた。「人より機械を信用している」と公言するなど、もともと小学生らしい感情を持っていなかったが、檸檬に一目惚れしてからは、感情を顔に出すことが多くなった。なお、檸檬とは友達として付き合っているが、擬宝珠家に盗聴器を仕掛けたり、檸檬の目的地に先回りするなど檸檬に迷惑されている。冷静な顔つきで話し方や行動は大人びているが、檸檬の前になると途端に気弱になる。一方で檸檬の前で高所恐怖症であることを隠すなどのヤセ我慢をすることも多い。『超こち亀』の描き下ろし漫画では30周年を笑顔で祝っている。
私立電子学校小学科理工学部在籍。学校の生徒は＋同様のハイパー小学生の集団で最新技術を開発したパテント料で学校を切りまわしている。
アニメ版では父親と一緒に遊園地を回っていた際、ライバル企業の刺客に人質にされてしまう。だが防犯グッズを上手く使うという機転で逃げ出し、刺客たちは両津にやっつけられた。解決後は必死で自分を助けようとしていた父親に笑顔を見せた。
－（マイナス）
スパークの第二子。最初は幼稚園児だったが、後に＋と同じ小学校に通うようになる。＋とは1学年違い。父の影響で+があまりにも子供らしい感情を持っていないので、＋に比べて年相応の子供である。＋曰く「文系」のため、コンピューターは苦手のようである。アニメでは名前のみ登場。
原作では両親と一緒に遊園地を遊び回る話が描かれたが、アニメ版では－ではなく＋がこの役回りをしている。
P（パルス）
スパークの第三子。第113巻で誕生した赤ん坊。V（ボルト）かA（アンペア）か迷った末、「子供らしい」パルスにしたらしい。登場時には、「ピピンアットマーク」「ドットコム」など両津や中川がそれらしいコンピュータ関係用語でわざとらしく名前を間違えるが、時々麗子も間違える。
『TimeTuberゆかり』では、両親からの愛情を一切与えられず人工知能やロボットに育てられ、人としての感情が無い小学生に成長した姿で登場している。

## 両津の学生時代の関係者

戸田豚平、両津勘吉、千田珍吉の少年時代の銅像。

千田 珍吉（ちだ ちんきち）
声：渡辺秀行（第8話）→岡本麻弥（第50話）→下崎紘史（第75話以降）
豚平と共に両津の小学校時代からの親友。かつては3人でたびたび問題行動を起こし、「トン・チン・カン」の「三バカトリオ」と呼ばれた。3人のテストの点を合計して100点ということが校内で有名だった模様。87巻4話「友情の翼!」での描写によれば実家は提灯屋を営んでおり、家業を継いでいる。鉄道ファンであり、同話では当時の上野駅に発着する鉄道の時刻表を手帳に記していた他、114巻「トロバス物語の巻」ではトロリーバスの操作もこなした。「トン・チン・カン」の3人で要人の自宅に突撃も実行していた（アニメ版では一時期「コン太」（後述）というキャラクターがいて「トン・チン・カン・コン」という時があった）。65巻5話「大江戸神輿大騒動の巻!!」では両津、珍吉と共に大原のお仕置きによって丸刈りにされた挙句、3か月間境内の掃除をさせられたこともあった。珍吉と豚平の姓は154巻4話「東京中に都電のいた頃の巻（後編）」で明らかとなった。
戸田 豚平（とだ とんぺい）
声：五十嵐明（第8話）→竹内順子（第50話）→竹本英史（第75話以降）
珍吉と共に両津の小学校時代からの親友。87巻4話「友情の翼!」での描写によれば実家は寿司屋を営んでおり、家業を継いでいる。小学校時代は太り気味で、61巻7話「我がなつかしき少年時代の巻」では3人で仕掛けた悪戯が見つかり逃走するも、豚平だけ捕まる描写もある。
緒方 瞳（おがた ひとみ）
両津の小学校時代の同級生。美少女だったため、男子から縦笛を舐められたり先端部を取り替えられるという被害に遭っていた。それを両津に相談したところ、両津は自身の笛と彼女の笛を普段は取り替えておき、音楽の授業前に戻すという対策をとった。アニメ版では姫野由紀子のエピソードに変更されたため未登場。
鮫島 祭（さめじま まつり）
縁日の屋台で商売をする娘。他校の生徒だが両津と同い年。小学生時代は三ノ輪在住。両津の少年時代、偶然吾妻橋で出会う。九九が覚えられなかった経験が元で勤勉家になり、小学6年にして中勘助の『銀の匙』を読むほどになった。後に結婚し、双子の子供をもうける。日本中の祭りを転々とし、両津とも度々再会する。146-9、148-9に登場。
橘 琴音（たちばな ことね）
声：日髙のり子
両津が小学生時代に出逢った初恋の相手。生まれは京都だが、旅回りの役者一座の娘で、全国各地を巡業していた。父は伝衛門（声：福本伸一）、母は葵（声：冨永みーな、名前はアニメ版のみに登場）。現在は京都で女優兼一座の座長として活動している。
浅草での興行中に両津・珍吉・豚平と出逢い、程なくして両津と心を通わせる。しかし巡業の為、両津に別れを告げて次の興行先へと旅立った。102巻8話「古都の走馬灯の巻」（連載第1000話）にて続編が描かれ、琴音が公演中に怪我をしたと聞いた両津・豚平・珍吉の3人が自転車で東京から京都まで駆け付けた。第90巻初版本のカバー裏のおまけ漫画では結婚したと語っている（実際には結婚していない）。
姫野 由紀子（ひめの ゆきこ）
声：菊池志穂
両津の小学校時代の同級生。小学校時代、楽譜を書き写していたところ、両津にノートの上にオタマジャクシを並べられて泣いたことがある。後年結婚し娘である恵を出産するが、離婚した後に交通事故で死亡。アニメ版では中学生からヨーロッパへ海外留学し、その後、海外でピアニストとして活躍中に交通事故で亡くなる。両津はそのことを知らず、豚平と珍吉から聞き驚倒していた。由紀子が海外に留学できたのは両津の協力によるものである。
姫野 恵（ひめの めぐみ）
声：小林由美子
由紀子の娘。小学6年生。母親の母校である大門小学校が廃校となり取り壊されることを知って学校に赴き、両津・珍吉・豚平の3人と出会った。両津たちが埋めた卒業記念のタイムカプセルから、母親の遺品である未来の自身への手紙とブローチを受け取った。その後、恵は母親と同じくピアニストの道を志す。
村瀬 賢治（むらせ けんじ）
声：流山児祥（小学生時代：高乃麗）
演：中村獅童（小学生時代：吉川史樹）（ドラマ版）
57巻8話「浅草物語」に登場する両津の小学生3年時の同級生。裕福で父は官僚という家庭に育ち、成績優秀で弁護士になるのを目標としていた。左利き。喫煙者。下町では浮いた存在だったが、両津とのベーゴマの特訓により浅草界隈では「ベーゴマの賢坊」と名が知られるほどの腕を身に着ける。やがて渋谷方面へと転校が決まると、両津と木の根元にベーゴマを埋め、2001年に再会する約束をした。
しかし、その後の家庭環境の変化などで荒んだ道を歩むようになり、両津との約30年ぶりの再会は、逃亡中の暴力団員（村瀬）とそれを追う警官（両津）という境遇となった。両津の小学校時代の思い出話を絡めた説得により村瀬は改心し出頭した。思い出の木の下に、2001年の再会を改めて誓うメッセージを残した。
しかし続編として連載された125巻9話「浅草物語 望郷編」では、約束の日を迎えても刑期を終えたはずの村瀬は両津の前に現れなかった。出所後は悪徳不動産屋の裏資金を法律を盾に横取りするという違法すれすれのビジネスで資金を溜めながら、アジアの子供たちに義援金を送っていたという仕事柄、後ろめたくて両津の前に姿を現すことができなかったというのが真相だった。再会後、中学生以降に孤児院で暮らしていた生い立ちから、浅草に孤児院を立てるのが夢だと語っている。
アニメ版では両津が小学校の同窓会に参加している最中に同級生たちとの会話の中で村瀬の現状を知り、直後に同窓会を途中退席してかつしか署に急行し、そこで村瀬と再会する流れに変更されている。村瀬の家庭環境の変化から暴力団員に至るまでの経緯も、転校後に両親が離婚し父に引き取られ、中学3年時に父が汚職で逮捕されたのをきっかけに学校でいじめに遭い、それに耐えかねて加害者を病院送りにして少年院行きになった末に現在へと至ったことが村瀬本人の口から語られた。2人の呼び名もそれぞれ「勘ちゃん」「賢ちゃん」となっており、少年時代の回想で村瀬が家出し両津家で食事を共にするシーンも描かれている。
ドラマ版では、銀行強盗の事件で両津と再会している。また、終盤では両津と協力して悪党を成敗していた。
「浅草物語」は人気が高く、Kamedasでの読者投票では1位を獲得した。浅草神社の記念石碑にも掲載されている。
白鳥 純（しらとり じゅん）
声：松野太紀（中学時代：浪川大輔）
71-9「勝鬨橋ひらけ!の巻」に登場した両津の元同級生。実家は裕福で成績も良く、中学時代の両津・珍吉・豚平は彼に勉強を見てもらったり、度々彼の家を訪問してお菓子をもらうなどいい思いをしていた。本人は体が弱く、作中内で療養のために北海道へ転校することが決まる。両津たちは純のために最後の思い出として、閉鎖された勝鬨橋を再び開けるという行動に打って出た。この時の感動が忘れられず、本人は後に工学博士となり、橋の研究についての著書を出版するまでに至った。
なお、彼の肩書は「北海大学名誉教授」となっているが、後に書かれた小説版では「北海大学教授」に変更されている。
朝比奈 隆（あさひな たかし）
声：浪川大輔
87巻4話「友情の翼!の巻」に登場した両津の旧友。模型飛行機作りが得意だった裕福な家庭の少年で、不忍池の模型飛行機大会を通して小学校時代の両津・珍吉・豚平と知り合い、交流を深めていった。しかし両親の折り合いが悪く、離婚した末に青森への転校を余儀なくされた。青森へと向かう列車が日暮里の陸橋に至った際に両津たちから宝物のメンコを受け取った。その後、隆のアドバイスを基に両津が作った模型飛行機は大会で優勝した。風の便りによると、隆本人は後に少年時代の夢を叶えてパイロットになったらしい。
後に作者の当初の構想に基づき改稿されたものが「こち亀 千両箱」に収録。結末部分が変更されており、別れた後の消息は掴めなかったことになっている。
アニメ版ではパイロットになった隆の姿が描かれ、飛行機の操縦席には両津から貰ったメンコをお守りとして飾っている。中川と麗子も乗っている飛行機を操縦している最中に機体トラブルに見舞われるも、両津の言葉を思い出して着陸を成功させた。直後、両津と再会を果たす。
星野 光（ほしの ひかる）
第97巻「浅草シネマパラダイスの巻」に登場。当時（昭和30年）は中学1年生であり、両津より年上。父親は映画館のオリオン座で映写技師を勤めており、両津親子（銀次と勘吉）の事を知っている。将来の夢は映画監督であり、映写技師の資格を取るべく夏休みに父親の手伝いをしている。雑用しか任されていないが、呑み込みが早く、映写機を動かす仕組みも把握している。両津たちと交流を深めるが、夏休みが終わった後は会えない日が多くなり、映写機がコンピュータ化された後は再会する事はなかった。両津によると、その後映画監督になる夢が叶い、映画界で活躍しているという。
本郷 昴（ほんごう すばる）
第136巻「ぼくたちの東京タワーの巻」に登場。両津の小学校時代のクラスメイト。両津たちとはスポーツ仲間であり、同じ少年野球チームに所属している。宇宙や天体に詳しい。硬派な教師に反論したり、東京タワーに登ろうとするなど度胸がある。父は電気メーカーに勤めており、家にはカラーテレビがある。父の仕事の都合でオーストラリアに転校する事になり、両津たちと共に送別会として東京タワーに登り、250mの高さから東京を一望した。この時の騒動で警察が出動するが、豚平と珍吉の計らいで難を逃れた。移住後も天体観測を続けており、両津にエアメールを送っている。
国井 鉄男（くにい てつお）
少年時代に父の仕事の都合で大阪から来た両津の友人。あだ名は「国鉄」というほど鉄道ファンであるが、新幹線に対しては「あんな早いもんどこがええねん」と言っている。大阪からは新幹線でなく東海道本線の鈍行列車で東京に来た。両津たちと一緒に都電を全制覇する。成人後は都電で働いている。154巻3話、4話「東京中に都電のいた頃の巻（前編）（後編）」と同巻9話「線路は続くよ! どこまでも!?の巻」に登場。鉄男の父も都電で働いている。
夏樹 風乃（なつき あいの）
「勘吉青春恋語り」に登場。両津と同級生である。墨田区押上から中学校に通っていた。クラスのアイドルで、美人で頭がよく裕福な家庭だった模様。実家は「夏樹セルロイド工業」という小さな町工場で、父が社長である。クラスの記念樹「檜木」を植える場所を「校庭の庭が狭く40メートルまで育つため」彼女が自宅を提供した。その後、工場が火災に遭い、記念樹も燃えてしまった。その後責任を感じ「近所も隣燃して迷惑かけたので」突如引っ越しをし他の中学校に転校した。その後風乃は「夏樹プレス」として立て直した両津が探し当て、クラスメートたちが書いた寄せ書きを手渡した。現在は両津に呼び出され押上に来た。両津は「スカイツリーを記念樹の生まれ変わり」と称した。
立花（たちばな）
声：木内秀信
70巻9話「和服リバイバルの巻」に登場した両津の小学生時代の友人。ただし、原作に登場したのは大人になってからのみである。
浅草で「旭屋呉服店」を経営しており、ルシーラ（声：中尾友紀）という外国人の妻がいる。若い世代の和服離れを懸念する発言を両津にした所、両津は立花に協力する形で和服をメジャーにするためのアイデアを提案。警察の制服も試験的に和服にさせることに成功した。しかし話題になったものの旭屋呉服店の売上は変わらなかった為、両津の狙いは外れたことを妻と共に嘆いた。
83巻5話「亀有結婚行進曲の巻（後編）」でも立花は登場している。この時には両津の実家の佃煮屋の店番をしており、数コマ出演した。
アニメ版では第298話「先生はハチャメチャ爺さん」に登場。こちらにも金髪美人の妻が登場しているが名前は「妻」でクレジットされている。
佐伯 羊子（さえき ようこ）
声：井沢希旨子
59-8「おばけ煙突が消えた日の巻」に登場した教育実習生。入院した両津たちの担任の代理として3週間担任を務めた。任期を終えて大学に戻る際に両津がおばけ煙突で掲げたメッセージを見て、涙を見せている。
アニメ版第75話「お化け煙突が消えた日」では両津が羊子の自転車のチェーンを直したことで知り合う。大学に戻る直前に両津と映画を見に行く約束をするが、おばが急病になったことで行けなくなり、一時両津とすれ違いが生じていた。その後羊子が両津に映画のチケットを渡したことで、両津がおばけ煙突で彼女へのメッセージを掲げる決意をする。
なお、担任初日に両津の悪戯（バケツの水をかけられる）に遭った際は涙を見せていたが、アニメではすぐに立ち直っている。
フローラ・マリィルゥ
声：田中理恵
両津の思い出の中にある「お金持ちの家の外国人美少女」。実は中川の親戚に当たる。小学生の頃に両津は彼女の洋館で行われていたガーデンパーティーに急遽招かれ、僅かながら会話も交わした。両津の記憶内では美少女だったが、現在は肥満体型でソバカスだらけとなっており、「今」の写真を見た両津は「そんなに可愛いくもなかった気がする。思い出は思い出のままの方がよかった」と後悔していた。
アニメ版では第180話「新聞少年勘吉物語」に登場。「Help」「Sorry」など英語交じりの日本語を話す。単なる令嬢ではなく、とある国の国王一族であり王女という身分に当たる。両親は多忙でまったく会えず、フローラも屋敷から出られない生活を送っていた。洋館から逃げ出すもボディガードの黒服たちに追われ、新聞配達中の両津とツヨシ（後述）に助けを求めたことで知り合った。その後、2人と思いきり遊んでから洋館へ戻り、後日行われるガーデンパーティーに誘った。その席で両津とダンスに誘うがツヨシの引越しの日だった為に断られ、両津はツヨシを見送るべくパーティーを退席する。後日、フローラも両親と帰国することとなり、記者たちの前で「2人の男の子と友達になれたことは日本での一番の思い出」と語った。中川との親戚関係については語られていないが面識はあり、一緒に写真を撮ったことがある。オチは原作同様だが、当時両津と撮った写真が残されており、写真に映っていた彼女は紛れもない美少女であり記憶の美化ではなかったことになっている。
ツヨシ
声：竹本英二
アニメ版第180話「新聞少年勘吉物語」に登場したオリジナルキャラクター。少年時代の両津が働いていた新聞配達先の同僚だった少年。両津の隣のクラスにおり、よく一緒に廊下に立たされていた。
両津やフローラと友達になるが、家庭の事情で引越しを余儀なくされる。フローラからガーデンパーティーに誘われていたが引越しの日と重なっていたため参加できず、両津だけでもフローラの元へ行かせようとそのことを黙っていた。パーティーのことで浮かれる両津に突き放した言い方をしたことで一時不仲となるが、事実を知った両津がパーティーを抜け出して見送りに来たことで、2人は電車の窓越しに最後の別れを迎えた。
千葉健（ちば けん）
声：入江雅人
114巻1話「トロバス物語の巻」に登場。トロリーバスの運転手。
口より手の方が早く性格で、同僚や子供たちから気風の良さで慕われており、「健さん」「トロバスおじさん」と呼ばれている。子供好きであり、両津たちとも交流があり、学校の遠足で生徒たちをトロバスに乗せたり、休日は映画や寄席に連れて行っている。
交通局の局長・赤嶋が独断で下した人員削減で同僚がリストラされた為、抗議に赴いたが、要職の人を殴った事で解雇された。そのため、両津たちはリストラされた彼を助けるために赤鳴にリストラを取り消すよう直訴するも却下される。その後、幼稚園の送迎バスの運転手になり、トロバスの最後を見届けた。
アニメ版では妻の千恵子（声：木村亜希子）が登場している。原作では両津たちが制裁としてトロバスに乗って赤嶋の家に突っ込んでいたが、アニメ版では陣痛が始まった千恵子を大雨の中、トロバスで病院に搬送する際に近道として赤嶋の家を通り抜けている。千恵子は無事に男児を出産し、その後は両津たちと共にトロバスの最後を見届けている。
御曲 大作（おまがり だいさく）
声：近石真介
70巻9話「和服リバイバルの巻」に登場した、両津のほか、豚平・珍吉および村瀬や立花などの両津の同級生の小学生時代の大門小学校の担任教師。下の名前の「大作」はアニメ版から。
正確には不明だが、立花曰く「俺たちの担任をしていた頃が60過ぎだったから、90は過ぎていると思うよ」や「ひょうたん池ができる前から浅草にいた」と語っている。
40年間浅草で教職を務め、教え子は約1000人に達するが、その全員の顔を覚えており、街で会うたびに声をかけて強引に焼肉などの食事や酒を奢らせている。両津曰く高齢だが食欲は旺盛。ひさご通り沿いのマンションに暮らしている。
姿が登場したのは1回だけであり、また両津などの児童への学校での指導風景が書かれることはなかったが、96巻2話「それぞれの夏…の巻」では、両津が他人の答えを丸写しした夏休みの宿題に「人のドリルをうつすな。バカモノ」と注意書きを書き込んでいた。
漫画では数コマしか出番がなかったが、アニメ版第298話「先生はハチャメチャ爺さん」では彼の恋物語がメインとなっている。年齢は90歳となっている。作中では村雨という女性をデートに誘うも見栄を張って「一部上場の会社を三つ経営している」というホラを吹いたため、それがばれないよう両津に協力を仰ぐ。デートをする中で、村雨に想いを告白するが「年を取り過ぎた。今から恋をするには遅すぎる」という理由で断られる。御曲は彼女の清らかな心を垣間見たことで罪悪感に駆られ、それまでの嘘を自白する。「教え子たちにたかっているどうしようもない男」と自らを卑下するが、両津が連れて来た近所の教え子たちから「この近所で先生にたかられなかった奴はいない。でも一緒に食事するのは楽しかった」と慕われていたことが判明する。それに加えて好いた相手のために何かしてあげたいという情熱を見せたことで結婚を受け入れられた。
紅月 灯（あかつき りん）
141巻9話「希望の煙突の巻」に登場。おばけ煙突のある千住火力発電所の食堂で働いていた歌手志望の女性。終盤では夢が叶い歌手になった。
後にスピンオフ読切版「希望の煙突 -端島-」でも登場する。

## 友人・知人関係
絵崎 コロ助（えざき コロすけ）
声：松山鷹志
中川の恩師で、ケンブリッジ大学（ソルボンヌ大学、マサチューセッツ工科大学の時もある）の教授・科学者・発明家。目が透き通らないメガネ姿が特徴。専門は機械工学。一人称は「私」。東京都港区赤坂出身。数々の発明はどれも失敗作（いつも両津勘吉を実験台として利用）となっていたが、警視庁に配属されているハイテクノロジー車「EZAKI・Z1（エザキ・ズィーワン）」は成功作となった。自動車が好きだが車に関する知識はほとんどなく、運転はかなり下手だが、本人はそれを気にしていない。マクラーレン・F1に試乗した際にはスピンや追突事故、転落事故などを起こし、最終的には炎上させてしまった。初登場時の愛車はジャガー・Mk2（3.4サルーン）。フランスでは足下を見られ、珍車パナール・PL17を売りつけられた。スキーやハンティングも得意なふりをしていたが、実は大の苦手。その一方で心理学も得意で催眠術にも詳しく、本田の祭り嫌いを克服させるために催眠術をかけたこともある。漫画愛好家でもあり、漫画を嫌う大原に漫画論を展開して認識を改めるよう説得したこともある。教鞭を執る国を変えるたびにその国の風土にすぐ馴染むので、「スイッチ先生」のあだ名がある。自作した電動リフトの操作ミスによりジャガーを大破させた後も、すぐに立ち直っていた。4人の娘（春子、夏子、秋子、冬子）がおり、それぞれ欧米の大学に留学している。妻は通訳の仕事で中国に滞在。推定年齢は64歳。両津からは発明品の実験台に使われていることもあって迷惑がられているが、本田とは上記の催眠術の件以外にも、スキー旅行から共に逃走を図ろうとしたり、世界の美術館の見学に連れて行ったりと仲がよい。また、両津の軌道エレベータープロジェクトに協力したこともあった。
ビールの泡を生かす注ぎ方をマスターしているなど、顔に似合わず繊細な技術も持っている。
当初は両津を「両津君」と呼んでいたが、終盤になると「両津」と呼び捨てになり、話し方も対等なものに変化している。
原作とアニメ版では若干設定が異なる。アニメ版では原作以上の変人で喋り方もコミカルであり、ほとんどマッドサイエンティスト化し、怪しげな発明品（変身マシーン、透明化薬、百面相マスク、巨大化まんじゅうなど）を次々発明しては両津を実験台にし、さまざまな物のうんちくを熱く語ったり（ただし、曖昧な知識で間違えることも多い）、さらにはコスプレをする。どんな所でもお茶を飲む癖があり、紅茶・中国茶・日本茶などさまざまである。原作ではビール工場で「亀有ビール」や「芋焼酎」を作るほどだが、アニメ版では全く飲めない。アニメ版での両津の呼び方は「ゴリラ君」まれに「ミスター・ゴリラ君」。両津からは「トンデモ教授」と呼ばれているが、途中から「絵崎」や「コロ助」に変わっている。アニメオリジナルエピソードではたびたび登場するほか、絵崎が登場前の原作を改変したエピソードにも登場する。自身の発明でひどい目に逢うことも多く、アニメ版第190話「とんでもボディジャック」では入れ替わった両津と中川を元に戻す（実際は入れ替わっていない）装置の自爆スイッチを野良猫が押してしまい派出所員（両津・大原・中川・麗子・寺井・野良猫）と共に入れ替わってしまった（絵崎の体には麗子の魂が入り絵崎の魂は寺井の体に入っていた他、中川の体に寺井の魂が、大原の体に中川の魂が、麗子の体には大原の魂が入り、両津と野良猫はお互いに入れ替わった）。原作第85巻-第5話もしくはアニメ版「トンデモ教授登場!」でメガネがはずれ、素顔を見せるシーンがある。
アニメ版第339話「笑ってユルして」では絵崎の発明品が原因で派出所署員全員が左遷させられたことがある。
アニメ版最終回（第344話）のおまけでも登場し、大急ぎで自転車に出勤する両津を追いかけるシーンで、電極スパークと対面する形での出演となった。また、アニメ版に比べ原作では出番は少ないものの、第200巻の表紙に登場している。
2021年夏の読切（201巻に収録）では、1964年の東京オリンピックの開会式の日にタイムワープした日暮捜索のための捜索プロジェクトリーダーとして中川に呼ばれ、自身が作ったドラム式洗濯機型のタイムマシンを用意し、両津と共に1964年の東京オリンピックの時代にタイムワープし、日暮を捜索した。その後、何とか現代に帰還した。また、「ワクチンの接種をすでに済ませた」と発言した。
絵崎 春子（えざき はるこ）
声：栗田ひづる
絵崎家の長女。アメリカ西海岸の大学に留学。父とは逆に車の運転がうまく、父と両津が訪ねた際にも愛車でボーイフレンドを乗せてドライブをしていた。アニメ版ではアフリカのジャングルで密漁者の取締官をしている。
絵崎 夏子（えざき なつこ）
声：湯浅香織
絵崎家の次女。フランスの大学に留学。外見や仕草が華やかで、父と両津が訪ねた際には豪華客船で船上パーティーをしていて、潜水艦で現れた姿に驚いていた。アニメ版ではバミューダ海域で地質調査をしている。
絵崎 秋子（えざき あきこ）
声：鈴木裕美子
絵崎家の三女。イタリアの大学に留学。活動的で、父と両津が訪ねた際には自らドライバーとしてアフリカ横断ラリーに参加していた。アニメ版では北極での犬ぞり単独横断をしていた。
絵崎 冬子（えざき ふゆこ）
声：松浦有希子
絵崎家の四女。ドイツの大学に留学。父と両津が訪ねた際には南極旅行ツアーに参加しており、その時に探していた父の学会用ビデオは間違って彼女宛に送られていた。アニメ版ではスペースシャトルに搭乗する宇宙飛行士になっていた。
松井 貴代（まつい きよ）
声：佐藤太
87-9より登場。絵崎の家の家政婦。いつも着物を着ている。料理の腕も良く、コンピューターの扱いに長けており、絵崎のスケジュールの管理なども行なっている。また、犬の訓練士、繁殖家の資格をもっており、絵崎の犬の猟犬の世話も行なっている。
アニメ版には第113話「48時間世界一周!」に登場するが、原作とは大幅に設定が違う。割烹着を着ており、原作の物腰の柔らかい人物とはだいぶ性格も違う。絵崎の失敗をうまくフォロー、両津の悪巧みを簡単に見破り、絵崎に華を持たせ、大事なテープを取り返すため、両津をこき使ったりと、原作とはにても似つかない人物として描かれている。ライオンをひとにらみで追い返し、密猟者を捕らえるため、ライオンを乗り回したりと、腕っ節も強い。また、アニメ版では名前はキヨとなっており、絵崎家に代々仕えている家柄ということになっている。
藤田 尾出男（ふじた びでお）
声：佐藤誓
両津の友人で茶の販売店「藤田園」を経営。
アダルトビデオやおげれつ写真を多数所持し、両津からダビングを依頼されるほどである。妻子がいる手前、手持ちのコレクションは巧妙にカモフラージュをしている。
大原は藤田園の常連であり、高級銘柄のお茶をよく買いに来るも89-2「8ミリフィルム上映会!の巻」では両津が起こしたトラブルが原因で藤田も大原のお仕置きに巻き込まれた。
娘の名前は亜美で父同様にお茶類、特に中国茶に詳しい。
貌丹邑 ヤークト・パンテル（ばくにゅう ヤークト・パンテル）
通称「爆乳大佐」。航空母艦エンタープライズに乗艦するアメリカ海兵隊の指導教官を務める女性の大佐で、カール・ヴィンソンに乗艦していた頃、ジョディーの上官であった人物。アメリカ特殊作戦軍（SOCOM）の元教官（どの特殊部隊なのかは不明）でもあり、日系四世。誕生日は7月14日、身長180cm、体重65kg、スリーサイズは120・65・90、血液型はAB型。
作中屈指の巨乳の持ち主だが、鞭を常に携帯し、ちょっとしたことでもすぐ部下に容赦なく鞭を振るう、まさに鬼のような教官である（なお、両津の抗議でハリセンに持ち替えたこともあるが、威力は減少するどころか、両津を吹き飛ばした）。巨大な胸の抵抗をものともせず泳ぎが物凄く速い。ジョディー曰く、ネズミが唯一の弱点で見ると悲鳴を上げるという。それを聞いた両津はネズミの着ぐるみを着て逆襲に出るが、部下の前では平静を保つタイプだったので銃を乱射するという結果が引き起こされた。
佐々木 小春（ささき こはる）
声：赤土眞弓
佐々木洋子の祖母。タバコ屋を営んでおり両津とは顔見知り。名前はアニメのみ設定。
原作では第143巻でひさびさに登場したが、その時の台詞によると81歳。戸塚曰く、若い頃から老け顔。
アニメ版で洋子が登場した回では二人の絆が描写されており、結婚式当日には「なにがあっても今の亭主を信じて離れるんじゃないよ」と洋子を応援していた。
それから月日は流れ、タバコ屋は取り潰すことになってしまいビルが建つことになった。しかし施工主は小春で、ビルの一階はしっかりとタバコ屋になっていた。ひ孫が結婚するまではまだまだ続けると快活に笑っていた。
西郷 小金丸（さいごう こがねまる）
声：岩城和男
ボルボの祖父で、忍者の末裔。鹿児島の実家では忍者資料館を営んでいる。両津なみの商売根性もあり、空母「カール・ヴィンソン」で手裏剣やガマの油などを叩き売りしたことがある。毒ヘビ（ハブ）、サソリ、スズメバチなど危険な生き物を飼い、うっかり逃がしてトラブルを引き起こす。体術面では巨大手裏剣でヘリを落とすなどかなりのものだが、知識面では江戸時代以前の変装パターン（虚無僧姿）で却って目立ったり、先述の小動物や薬草毒草の識別を頻繁に誤ったりと危なっかしい。アニメ第93話「これが私の好きな人」では「声移しの術」という忍法で他人の声の真似ができて、小町に中川の声でだましていた。
白鳥 麗次（しらとり れいじ）
声：堺雅人（第27話 - 第211話）→和田智（SP11以降）
演：稲垣吾郎（テレビドラマ版）
秋本貿易の下請け会社「白鳥鉄工所」（鉄工所と称するが、後期には液晶メーカー）の御曹司（アニメ版では副社長）。誕生日は1月2日。血液型はA型。身長170cm。原作では出身大学は慶王大学、アニメ版ではおうけい大学。
麗子に一目ぼれし、以後つきまとっている。性格は極めて傲岸不遜で常に他者を見下し、自分の引き立て役にしてしまう。麗子に好意を抱き、麗子に「他に好きな人がいる」といわれたり、周囲に「麗子は白鳥が嫌い」と言われても「障害は多いほうが燃える」とめげずにアプローチする。しかし浮気性で麗子がいなくなった後はマリアに目を付け、デートに誘っている（後にマリアの性別を知りショックを受けた）。また、一度出番が減りすぎたせいで両津に名前すら忘れられたこともある。
彼が登場した回では、毎回自分の金持ちぶりをひけらかす（身に着けたものの値段を自慢したり、カラーコピーやガリ版刷りの紙幣（偽札）をばらまいたりする）。アニメ版では原作以上に両津・寺井などの庶民を見下す態度で麗子を激怒させている。
自称「スーパー金持ち」だが、麗子や中川を白鳥以上の大金持ちで白鳥鉄工の建て直しに協力した恩人だと知らず、貧乏人として見下していたことが父親にバレて（平手打ちをされた後に土下座させられ、床に頭を打ち付けられた上で）勘当され、「スーパー貧乏」に転落する。しかし、次回登場の際は再び大金持ちに戻り、オチでまたしても貧乏人に転落して派出所に現れるのが定型となっている。父親との仲は悪くない模様で、お互いに車を買い換えて乗り回すのが趣味。両津から借金をしている。
愛車はポルシェ・911（ごくまれにフェラーリ・F40）だが、運転は相当下手であり、坂道発進や走行中のシフトチェンジが苦手。そのため、トランスミッションをオートマチックに改造したり、車幅ポールを取り付けている。しかし、駐車中に子供に落書きされたり、十円硬貨で傷つけられるなど、散々な目に遭っている。なお、貧乏になった時の愛車は三菱・ミニカだったが、フロントにフェラーリのエンブレムを付けており、フェラーリへの執着心は相当なものであることがうかがえる。
高級料理店で食事することが多く、自分以上の大金持ちである中川が外食以外では普段は質素な食生活を送っていることに驚いていた。
トランプは本人曰く「やるといいことがない」とのことで、現に大貧民で最下位になった翌日には白鳥鉄工が倒産し、現実でもスーパー貧乏になった。アニメ版では大貧民のセオリーを分かっておらず、必ず強いカードから先に出すため、20回連続で最下位になった。
ドラマ版では、麗子の婚約者として登場。原作やアニメ版に比べてナルシストさが増したが、両津たちを「貧乏人」と侮辱しておらず、原作やアニメ版と異なり庶民に対する態度は比較的軟化している模様。
アニメ版第193話「目覚めよ! まじめ人間両津」では普段と違い、本物の札をばらまいてトラックに載せられた本物の札束のプールで泳ぐなど必要以上に両津を挑発したため、それにより絵崎教授の発明で左脳が働いた両津を右脳だけ働く両津に戻してしまった。
アニメ版第312話「両津VS白鳥バイト大暴走」では会社の経営を少しでも立て直すため、商店街の連中に借金を返すために強制的にアルバイトをやらされた両津と共に、商品の宣伝・工場の整理・ビルの窓拭き・車の整備点検といったアルバイトに励むが、今まで金持ち生活が続いたために耐えられず何度も挫折する。金持ちというアドバンテージを失った自分の無力さを嘆き悲しむが、両津に支えられて立ち直り、仕事を続けるうちに自信を取り戻していく。両津は自身の借金を完済できなかったどころか借金の額が元の額の10倍ほどに増えたものの、白鳥に友情を感じたが、結局オチで白鳥鉄工に公的資金が注入され、再び金持ちとして復活し成金ぶりを披露しに派出所へやってきた。この話ではデリケートで几帳面であり、箱の隙間を見て鳥肌をたてることと不安定な場所が苦手でシーソーやブランコが大嫌いという一面を垣間見る事ができる。また、この話では紙幣と同じ大きさに切った新聞紙の束をばらまいていた。
TVSP第11弾「ヨーロッパ横断! 麗子救出大作戦」では誘拐された麗子を奪還するために、ポケットマネーでマイク・タイソンの隣人のマイク・ニセコビッチ、ピーター・アーツの又従兄弟のアンディ・アーツ、ミハエル・シューマッハのそっくりさんのガマガエル・シューマッハ、お笑い芸人のゴルゴ松本、レッド吉田（ゴルゴ、レッドは本人役）ら助っ人に雇って現れ、麗子が乗る列車の前に立ちはだかるが、あっさりと吹き飛ばされてしまった。
『週刊少年ジャンプ』掲載版の最終回にも登場。両津の鶴の一声で駆け付けた。
岩田 岩吉（いわた がんきち）
声：西村仁
亀有の町会長。両津に一目置いており、町会の問題をたびたび彼に解決してもらっている。ただし、最後は行き過ぎた利益志向で破綻するため、頭を悩ませている。
尾崎 網彦（おざき あみひこ）
声：高瀬右光、代役 - 岡山はじめ（第43話のみ）、?（第86話のみ）
亀有商店街で尾崎模型店を経営している男性（アニメ版では亀有商店街連合会会長も兼務）。下の名前はアニメのみの設定。年齢は55歳（当初のアニメ版設定、後の作品で上がっていった）。鳩のことに関しては30年のベテラン。
原作では借金を取り立てる件以外ではあまり登場しないが、アニメ版ではそれ以外でも多く登場（アニメオリジナルである商店街の仲間と一緒に出ることが多い）している。原作では最初「山田」という名だったが後に変更された。商店街でツケで買い物をしまくる両津から、代金を支払わせるべく活動する商店街グループのリーダー。長年の経験から両津の心理や行動を読んだり、街中のビデオカメラや発信機、アニメでは借金取り用のロボット「シャッキングX」などを駆使して両津から月給やボーナスを奪う（ときどき奪取に失敗し、紙幣や10万円硬貨が使用不可能な状態になったり、周囲一帯に空からばらまかれたりしてしまう）。あまりに強引な行動を取るため、時にはボーナス争奪戦の会議のメンバーにすら反発や諫言をされるが、本人は「あくまで借金を返してもらうためだ」と意に介していない。しかし、借金を返さないことで尾崎たちのことを悪く思い反省した両津が超神田寿司のボーナスできちんと借金を返そうとしていたと知った時は、商店街の人々と共に大いに反省した。借金のことを抜きにすれば平時は友人のような存在として気さくに接している。
アニメ版最終話でも、最初は両津に対し「帰ってくれ。つけ払いをこれ以上されてはたまったもんじゃない。」と門前払いにしていたが、その次の日から両津が態度を改めて借金を返済した際は驚いていた。その後、両津の本庁栄転の話を聞いてお祝いに借金をチャラにした。数日後には両津の送別会にもみんなで参列したものの、送別会がお開きとなった直後に両津の嘘だったことが分かったときは、両津に対しグループ一同で憤慨した。その後の最終回おまけでは大急ぎで出勤していた両津が自転車で商店街に突っ込んでめちゃくちゃにした両津をグループ一同とともに追いかけた。
アニメ版第160話「人生をやり直せ!」では中川のテレビゲーム会社が開発した人生シミュレーションゲームによると、もし尾崎が両津と出会っていなければかなりの高確率で、大型玩具チェーン店の社長になっていたことが分かっている。また、「借金チャラ（あるいは減額）」を条件に、両津に商店街活性化のアイデアを出してもらったりもする。その他、「藤田園」とともに商店街のイベントや葛飾署新聞などのスポンサーにもなっている。
152巻によれば両津が新人警察官として公園前派出所に着任した頃からの知り合い。当時、周囲の者たちは両津の経歴を「いい大学を出た優秀な青年」と勘違いしていたため、尾崎からツケでの買い物を勧めたということが描かれた。その後、大原によると「あれから借金バトルは亀有商店街の名物になった」とのこと。
チャーリー 小林（チャーリー こばやし）
声：柏倉つとむ
原作とアニメ版では設定が異なる。
原作
初期準レギュラーのアイドル歌手。安全バンドというバンドと共に「チャーリー小林と安全バンド」（実在のロックバンド「安全バンド」とは無関係）として活動していた。紅白歌合戦に出場したり、レコード大賞を受賞したり、CMソングを大ヒットさせたり一躍人気歌手になるが、「一発屋」であり、すぐに消えた。68巻で再登場した時にはどん底まで落ちていて、両津の演出により変態的な格好でテレビのバンドオーディション番組「勝ちぬきエレキ天国」に出演した。その際、ガソリンのプールに火をつけて飛び込んだが、それが原因でテレビ局が大火事になった。その後は登場が無かったが、連載30周年記念企画の、読者による復活希望キャラクター投票で上位に選ばれ、155-1でわずかに登場したほか、160-3でもわずかに登場している。性格はとても弱気で、両津のちょっとした発言により落ち込むことも多々あった。落ち込んだ時には「自分の作る曲はほとんど盗作」「自伝の内容もほぼパクリ」「ギターのコードも3つしか知らない」などと暴露する癖がある。麗子に一目惚れしてデートをしたこともある。
アニメ版
本名=小林一夫、フォークシンガー。20年前に「東京ハッスル男」一曲のヒットで消えた一発屋歌手だったが、メイクを施し、経歴を全て造ってヴィジュアル系バンド「チャーリー小林withナルシスト」として再デビューした。しかしロックイベントの際、両津に誤って「フォーク大行進」の会場に送られてしまい、小林一夫として出演することになる。そこで自分の居場所を見つけた彼は、小林一夫として生きていく決心をする。
花山 理香（はなやま りか）
声：八奈見乗児（1985年版）、坂本あきら / 下崎紘史（こち亀DS版・THE FINAL 両津勘吉 最後の日）
天国警察下界課に勤める魔法使いの老人。両津を懲らしめるために天国からやってきたが、女のような名前を馬鹿にされる。名前の由来は彼の親が今度は女の子が生まれると思っており女の名前しか考えていなかったため、そのまま「理香」となった。そのため「花山大吉」と自ら名乗ることもある。一度、両津を天国に行かせると称して地獄送りにしたこともある。マリアに頼まれ、マリアを魔法で女性にしている。アニメ版では「婦警の水着ショットを1週間以内に100枚撮らないと天罰がある」と両津に「呪いのカメラ」を送りつけて、両津がマリアの水着姿を撮ったところで、雷を両津に落としたこともある。魔法の根源は魔法の杖。一度両津によって折られた際、新しく作るのに1カ月ほどかかった。アニメ版では両津に「天罰ジジイ」と呼ばれている（第295話「ご先祖様こんにちは」のみ「花山」と呼ばれていた）。162-2で再登場したが、「昔よく出た魔法使い」と紹介され、名前すら記載されなかったが、末期もたびたび登場している。両津のエロ本を読むなど、かなりのスケベである。両津には偉そうな態度を取るが仕事ではへこへこしていることを、両津に突っ込まれた。「パパやママには内緒だよ」と言ってお小遣いを渡すなど、孫娘の小梅をとてもかわいがっており、両津からは「出演するたびにどんどん人間臭くなる」と言われている。アニメ版初登場の際、魔法で子供に戻した両津にナメられ、魔法で両津を小さくした後にズボンを脱いでおしりペンペンするようなお下劣な描写や、原作では常に両津に勝つ花山だが、小さくなった両津の前で自分も小さい状態で現れた時に、魔法で両津を元に戻す際に杖を奪われ元に戻った両津に踏み潰されそうになるなど、原作では基本的に見られないような描写が見られた。
いつも両津に魔法でお仕置きをするものの、下界に来たときに東京見物に来たら三つの願いを叶えさせるという、懐の深い面も見せている。
劇場版第1作『こちら葛飾区亀有公園前派出所 THE MOVIE』では、孫の小梅と共に渋谷に訪れており、ミサイルに乗っている両津のニュースを渋谷の大画面テレビで見ていた。
花山 小梅（はなやま こうめ）
声：生駒治美
花山理香の孫娘。理香のことを「おじいちゃま」と呼ぶ。16歳。天国の学校では魔法を習い、魔法の杖なしでタイムスリップや瞬間移動の能力が使える。登場時は忍者のような格好をしていた。口うるさい祖父と天国での生活が嫌になり、下界に両津を頼って家出をしたことがある。性格は現代的な女子高生風。口が軽く、理香の秘密を両津に聞かれて簡単にしゃべってしまう。両津を慕っており、祖父の理香が自分の弱みを握って脅迫した両津をお仕置きのために地獄に置き去りにした時に、小梅は泣いて両津を連れ戻すように懇願した（理香はそれにより両津を連れ戻そうとした）。劇場版第1作『こち亀THE MOVIE』では祖父と一緒に渋谷に来ていた。
素本（すっぽん）
天国警察下界課に勤める職員。仕事に不手際が多く花山から怒られているが、それを「下界の人間が几帳面すぎるから悪い」と人間が怠惰になる特殊弾を撃ち込んで逆矯正しようとした。その後も開発したアイテムなどを下界に落として騒ぎを起こしている。
アニメ版では肥後、寺門、上島という3人が花山の部下として登場している。
フータロー
演：田中邦衛（1977年実写映画版）
30年近く亀有公園に住んでいるホームレス。初登場時は両津を騙して金を巻き上げる小悪党だったが、その際に激怒した両津に拳銃を乱射されて以降はおとなしくなり、両津と親しくなる。両津に恩を感じてクリマスイヴに競馬で取った酒を持って訪ねてきた。初期にはたびたび登場していたが、シリーズの進行とともに登場頻度は減り、83-3を最後にしばらく姿を消す。だが、143-7で再登場を果たした。ホームレスであるが、両津に金を貸したことがある。亀有公園には彼の他にも、元自衛隊員、元漫画家、元大学教授、元力士など様々なホームレス仲間がいる。初登場時のフータローとは矛盾するが、金に縛られず自由に生きるためにあえてホームレスの道を選んだらしい。放浪画家を介抱した際に、お礼として100万円の現金とダイヤの詰め合わせをプレゼントされるが、フータローもホームレス仲間も皆「いまさらこういうものには縛られたくないんです」と丁重に断った。
御所河原 金五郎之助佐ヱ門太郎（ごしょがわら きんごろうのすけざえもんたろう）
声：石井康嗣
演：西田敏行（テレビドラマ版）
詩や俳句（ただし、自作のものは支離滅裂な内容の作品ばかり）をこよなく愛する、御所河原組の親分。旧名は御所河原大五郎だったが、姓名判断で改名した。背中には『アルプスの少女ハイジ』『ゲゲゲの鬼太郎』『魔法使いサリー』などをモチーフとした刺青を彫るほどのアニメ好き（『セーラームーン』カードを買い占めるために、組員総出でコンビニに現れた。また、両津によると『アルプスの少女ハイジ』の本放送をオープンリールで録画したものを所持しているという）であり、また「極道ランド」という遊園地を経営している（組の抵当に入った「埼玉レジャーランド」を改装したもの）。初登場時は海水浴場で脅迫や発砲などの犯罪行為をはたらいた上、両津らと乱闘になった際には子分らを捨て石にして逃走を図るなど悪役然と振る舞っていた（政曰く「上田吉二郎にそっくり」）が、再登場以降はコスプレ姿でバイクを乗り回したり、原宿で組員の募集活動を行う（両津・本田が加入）など奇抜な言動や庶民的な性格がクローズアップされ、ご近所・町内に愛される組造りを目指すようになる。愛用している和服の紋は、トランプのクラブ。
後期はほとんど登場しなかったが、196巻で再登場した。
アニメ版では放送上の都合で暴力団組長の設定は除かれ、日本有数の大会社「御所河原グループ」の社長となっている。リンカーンコンチネンタルのリムジンに乗っている。「ブウェーのビヤビヤ」ではダメ太郎、炎之助同様にアニメで先行登場している。
テレビドラマ版では両津銀次の幼馴染という設定（コミック版で五所川原組とは別の金子組組長・金子野武郎と幼馴染で、銀次に頭が上がらない）になっており、夏子という娘がいる。
政（まさ）
声：竹本英史
演：堀部圭亮（テレビドラマ版）
御所河原組の幹部らしき人物（他の組員とは別色のスーツを着ている）。御所河原の忠実な配下であり、ミスを犯した組員や衝突してきた車の運転手の指を詰めようとする度に御所河原に制止されている。
御所河原が意味不明の俳句を披露した際、周囲から反応がない時は拳銃を乱射し「拍手しろ!」と叫ぶ（政も意味がわからないが、御所河原のために盛り上げようとしている）。
アニメ版では「政木」という名前になっており、五所川原の秘書的な立場となっている。3人の娘がいる。
ミケランジェロ・ガンディーニ
声：西松和彦
世界的なバイオリニスト。麗子のバイオリンの講師。
麗子が5歳の頃から7年間、バイオリンの個人レッスンを担当した。レッスンは厳しいが、課外授業と称して麗子を連れて外に遊びに行ったり、自分が扱う名器ストラディバリを「私の体の一部」と称してラフに扱うなど、気さくな性格であり、子供の頃は学校を抜け出していたらしい。
来日した際に麗子と再会し、両津たちの協力でパーティー会場から抜け出し、両津家で夕食を食べたり、入浴したりと楽しんだ。155巻でも再登場。大原を見返したい両津に対しかなり教え込んだが、大原の敗北宣言を受けて油断してさぼった両津はあっという間に技術を忘れてしまうも、両津はエアバイオリンで1位になった。
アニメ版では手に触っただけで自分のバイオリンだとわかるほどの観察力がある。両津の事を「センパイ」と呼んでおり、料理では小女子の佃煮を気に入っていた。
本口 リカ（もとぐち リカ）
声：五条まい
大手バイク輸入会社「モトグチ・モータース」の社長令嬢。初登場時は17歳の交通機動隊隊員だった。飼い犬の元五郎を愛車・モトグッチのサイドカーに乗せ、本田と肩を並べるほどのテクニックで交通違反を取り締まっていた。その後交通機動隊を辞めてしばらく登場が無かったが、22歳になって再登場。本田が彼女に惚れたが、彼女は恋よりもバイクに夢中だったため、パリ・ダカールラリーやバイク世界一周の旅に出るなど、本田の気持ちに応えることはなかった。その後麗子の新年会に呼ばれて登場した時には、本田のことをすっかり忘れてしまっていた。それ以来は登場がなくなっていたが、連載30周年企画の読者による復活キャラクター投票で第18位に選ばれ、155-1で再登場を果たした。
アニメ版では第62話「走れ! 失恋ライダー」にて登場。本田は両津のアドバイスを元に下町をデートして彼女にプロポーズしようとするが、向こうのペースに乗せられてプロポーズする機会を逃した挙句、ライダーとしての修行のためヨーロッパへ旅立ってしまった（ただし、本人は帰国したらまたデートする気であったらしく、本田もまた彼女が旅立ったことを知らずにテストドライブを受け続けていた）。苗字はバイクメーカー「本田技研」と「モトグッツィ」の掛け合わせ。
本口 総一郎（もとぐち そういちろう）
声：小村哲生
本口リカの父親で「モトグチ・モータース」の社長。元レーサー。自社製の大型バイクを売り出すことを夢見ている。たびたび娘を訪ねにくる本田を、テストドライバーとして半ば強制的に過酷な走行テストをやらせ、さらに自身が開発した怪しげな新型バイクのモニターにしようとする。リカに「本田くんと結婚する意思はあるのか?」と尋ね、「今はオートバイと結婚したいくらい夢中」と返されると「育て方を間違えた気がする」と感じるなど、総一郎の方は、リカと本田の交際を望んでいたようであった。アニメ版では本田をリカと結婚させることよりも養子縁組にすることを考えており、漫画版では実際に養子となった（本田は総一郎から言われた「君も今日から家族だ」との言葉を、リカとの結婚と勘違いしていた）。娘が表舞台から姿を消すのと同様に登場しなくなった。
下素良 平八（げすら へいはち）
110-1「体を張ったアルバイト!!の巻」で登場。「バラエティーの鬼」と呼ばれるバラエティ番組の脚本家兼テレビプロデューサー。中川や麗子に下ネタを強要する。視聴率至上主義で、114-2「CMアイドル麗子!!の巻」で再登場した際は、両津とは密かに意気投合する。
竜千士 氷（りゅうせんし ひょう）
声：木内秀信
少女漫画雑誌「月刊サファイア」の編集者。誕生日は10月10日。身長177cm、体重55kg。血液型はO型。
愛野神女（乙姫）のデビュー当時からの担当者であり、強い信頼関係にある上に容姿端麗なため、本田は二人の関係が気が気でない。両津・パトリシア・勘子の担当でもある。また、担当する作家に対する気配りもすごく、副編集者に抜擢されたときは作家を落ち込ませた。過去にツッパリ漫画の作者やアダルト漫画の作者の担当をしていた時期があり、その際、服装を彼らのライフスタイルに合わせるなどの徹底振りである。学生時代は野球部で、肩が強い。
「竜千士氷」は原作では本名であるが、アニメ版では担当雑誌が変わるたびに名と格好を変えており、「竜千士」は「サファイア」用の名前で、「ヤングダンディー」在籍時にはリーゼント姿で「馬里馬里黄金愚（バリバリキング）」、「週刊エロス天国」在籍時には上半身裸でパンツを被り、蝋燭を頭部に立てた姿で「鞭出四爆朗（ムチデシバクロウ）」と名乗っていた。
原作では両津をいいように使うが、アニメ版では逆に両津に振り回されている印象で、常に敬語で接する。ネズミが大の苦手で、見ると悲鳴をあげるほどである。
インチョキ堂の主人
声：岩城和男
40-10「コレクションの巻」から時折登場している古美術品店の主人。本名は不明。
「インチョキ堂」に掲げている看板の「ョ」の字がよく落ちて「インチキ堂」となる。本人が気付いて「ョ」の文字を元に戻した40-10の他、181-2の最初の1コマ目で「ョ」の文字が外れて道路に落ちていた状態であったが、この回では結局修正されず、都合5コマ登場した「インチョキ堂」の看板はこの回に限り最後まで「インチキ堂」のままであった。
美術品に関する話に登場し、推定100万円以上の価値の小判を300円〜50万円で買い取ろうとしたり、贋作の壺を作ったり、オリジナルの作品が存在しない贋作の掛軸を扱っていたり（ただし、これは本人も4000万円の価値がある本物だと信じていたが、鑑定で贋作と判定される）と看板通りインチキな人物である。
第87巻では表紙にも登場した経歴がある。その後両津とともに擬宝珠宅の床下に侵入し埋蔵されていた小判を一緒に見つけたりもしていた(120-4)。
169-6で再登場し、両津とともに岐阜県の根尾谷へ菊花石を取りに行っていた。
最終回でも1コマのみ顔出ししている。
松戸 半次（まつど はんじ）
両津の幼馴染。スカイツリーの作業現場で働いていたが、交通事故で入院したため代わりに作業経験のある両津が代役で現場に行ったこともある。現在は浅草の実家で母親と住んでいる。退院後は両津の依頼で早矢と彦兵衛のスカイツリー案内をした。母親は初登場時は病気だったが、後に回復して両津たちと共に完成したスカイツリーを訪れた。
田宮 不二実（たみや ふじみ）
両津の友人のモデラー。本職は軍事ライター。両津同様遊び人であるが、モデラーとしてもプロであるうえに軍事ライターとしても著書を何冊か出しており執筆業で十分生活できるらしい。独身であったが、第184巻で両津が主催したコレクター同士のお見合いで長谷川亜里衣と電撃結婚した。結婚式はミリタリーマニアを集めて実物大戦車の上で行った。結婚後の夢は夫婦でマイナーな車両を商品化してネット販売するプラモ会社を作ることで、子供が生まれたら戦車を理解させてコレクションの大切さを分かるようにしたいらしい。
チャラオ
両津のインド人の友人。スカイツリーにほど近い業平のアパートに住んでいる。
ネットゲームで両津と知り合い、元々書道に興味があったこともあり、そのまま会社を辞めて日本へ移住する。現在は書道教室の講師の助手をしている。両津曰く「4年かけて江戸っ子にした」が、御堂春ら通天閣署のメンバーと過ごしたことで一夜にして関西人のような性格になってしまう。
好きな食べ物は蕎麦とカレーパン（関西人化した後はうどんとたこ焼き）。両津の影響でアニメ・ゲーム・フィギュアにもはまっており、『新世紀エヴァンゲリオン』『魔法少女まどか☆マギカ』『あの日見た花の名前を僕達はまだ知らない。』『僕は友達が少ない』『氷菓』などを視聴している。
キンケイ
インドの大富豪。両津の知人で、彼がプロデューサーを務めたハリウッド映画のスポンサーとなる。世界的な大富豪だが、両津から公衆の面前でカンチョーをされても怒るどころか談笑するほど仲が良い。
大三元（だいさんげん）
両津の知人で「アジアの大富豪」と呼ばれる中国の大富豪。キンケイと共に両津がプロデューサーを務めたハリウッド映画のスポンサーとなる。カツラを着用しており両津と同レベルの下ネタを行うこともある。キンケイと同様両津とは仲が良く、彼に大勢の人の前でカツラを取られたあげく頭を叩かれたにもかかわらず、下ネタで仕返しをするほどである。
ジョニー/有栖川 慧二郎（ありすがわ けいじろう）
両津と本田の友人である遊び人（サーファー）。金髪のオールバックにサングラス、首から腕にかけて彫られた派手な入れ墨が特徴。サーフィンや車の運転、水泳はプロ級であり、特にドライブテクニックに関してはヨットハーバーの桟橋から飛び出して海上を走行するヨットの上に着地できるほどであり、泳ぎも両津より速い。自称アメリカ西海岸生まれの独身だが、正体は有栖川京香の父親で大学教授。有名人でテレビにも出演するが、その際は黒髪のカツラに眼鏡という真面目な姿で、娘以上に二重人格である。
香山理香男（かやま りかお）
102-4「美少フィギュアに超夢中🤍の巻」に登場した両津の知人のフィギュアコレクター。マニアの間では有名な人物で、「どきどきメモリアル」のフィギュアを所持する左近寺も彼の事を知っていた。ガチャガチャで売っているサイズから等身大サイズまであらゆるサイズのフィギュアを買い集めており、所有数は100体以上である。フィギュアは回転扉などで隠して所持していたが、ボヤ騒ぎが起きた時、フィギュアを全て持ち出したため、アパート前が品評会会場の様になってしまい、その後アパートを引き払った。マニア度は凄まじくアニメに一度しか出なかったキャラのフィギュアも原型師に別注で製作を依頼しているなどフィギュアにかなりの金をつぎ込んでいる。両津曰く「性格は良い奴」。

## その他
道たずねおじさん
1-1の1コマ目から登場した人物。従って両津らより『こち亀』のキャラクターとして先に登場した最初の存在でもある。名前は不明。田舎（セリフ改訂前は新潟）から出てきて、「友倒れ工業株式小会社」という会社を探しているらしいが、毎回両津に追い出される。
第28巻では、両津にケーキを持っていった。第30巻以降はしばらく登場しなくなったが、90-6で再登場している。また、155-1の「復活を希望するキャラクター大大発表会!!の巻」では、復活キャラクターの第17位として彼が登場した。
アニメ版での登場はなかったものの、劇場版アニメ『こちら葛飾区亀有公園前派出所 THE MOVIE2 UFO襲来! トルネード大作戦!!』にて公園前派出所の代行をしていたボルボ、左近寺の前に道を尋ねたが、2人の風貌の悪さにビビり逃げていった。
トントン
派出所の入口にいるぬいぐるみ。名前札がついていた（第54巻）。
早乙女 沙織（さおとめ さおり）
声：菊池志穂
架空の恋愛ゲーム「どきどきメモリアル」（通称『どきメモ』。『ときめきメモリアル』のパロディ）に登場するキャラクター、モデルは『ときめきメモリアル』のメインヒロイン藤崎詩織。左近寺がこのキャラクターにはまったために、すっかり恋愛ゲームおたくとなってしまった。恋愛ゲーム以外にも、ガレージキットや等身大フィギュア、歩数計ゲームなどとして商品化されている。
神
声：滝口順平
『こち亀』世界の神で、奈良の大仏のような容姿。原作での初登場時には腕時計や指輪、首輪をつけ着飾っている。花山理香によると、地球だけではなく全宇宙の神らしい。原作では花山が登場した後に登場したが、アニメ版では花山が登場する前だったので、こち亀世界の天国の存在が触れられておらず、ニワトリにされた両津は麗子の「ひょっとしたら罰が当たったんじゃない?」という発言で空を飛んで天国に行った。そのためアニメでは花山と関わりがない。
日頃の生活態度を改めさせるため、両津をニワトリの姿に変えた。両津と花山が、改心したので元の姿に戻してくださいと土下座し頼み、元の姿に戻してもらったが、両津は逆恨みをし、地獄にいる閻魔大王と悪魔を引き連れ神のいる楽園を襲撃、神は禿げていて、カツラを着用しているという弱みを両津に握られてしまう（57-7〈アニメでは両津自身が神に暴言をいったため、両津をウンコバエの姿に変え、それでも両津は懲りなかったためか神は両津に「貴様のような神をも恐れぬ者は地獄に直行じゃ〜!」と言いながら両津を地獄に突き落とした〉）。
その後、町内会で大仏を作ることになった際、両津に「来なければカツラ着用や女神（ビーナス）との交際を触れ回る」と脅され大仏作りに協力することになったが、両津の性格に腹を立てて両津の悪意を体内から取り出した（アニメでは大原、麗子、中川に「神がカツラを着用していること」を言いふらそうとしていたため、両津を気絶させ、両津の邪心を体内から取り出す）。当初、神は両津の良心を出して悪意と対決させるつもりだったが両津には良心が存在せず、巨大化した両津の悪意である金欲マンと直接戦う羽目になった。最終的に大原大次郎の協力を得て勝利したものの、大仏作りが遅れたため、開眼供養は神が大仏になりすますことで切り抜けた（58-10〈アニメ版では、宇宙に飛ばされた金欲マンは太陽系外の惑星で迷惑をかけている〉）。それ以来まったく登場していなかった（第80巻の巻頭に登場している）が、連載30周年記念の回でチャーリー小林と御所河原と一緒に登場した。最終回が掲載された『週刊少年ジャンプ』2016年第42号の最後のページでこち亀キャラクターが集う中で登場している。
閻魔大王
声：小村哲生
『こち亀』世界の地獄の支配者。地獄に落ちた悪人の裁きを行なっている。
地獄に落ちた悪人曰く「自分たちが善人に見える」ほど極悪らしい。だが、神を恐れているほか（神が登場する前に「神は敵だ!!」と言っていた）、両津により地獄を一時期乗っ取られたため、両津のことも恐れている。原作では両津が花山に地獄に置き去りにされた復讐として天国侵攻に加担させられているが、アニメ版では神に地獄に落とされた復讐としての天国侵攻に加担させられており、地獄での政権転覆の様子はアニメ版ではカットされている。
手から雷のようなものを出す、トラックを爆破させるなどの超能力を使うことができる。
極悪と言われているものの、地獄の支配者になった両津が金を巻き上げるために提案した天国警察署員を人質にする作戦を「卑怯」と批判し、前述の超能力でトラックにはねられそうになった老婆を助けるなど、根っからの悪人ではないようである。
地上の文化に詳しいようで、ベンツに乗っていたり、コント・ラッキー7（ポール牧と関武志のお笑いコンビ）のことを知っていたりする。
カメダスでは彼の再登場率は0%と記載されており、作者曰く「悪人が多くて忙しいから」というのが理由であり、57-7「神をも恐れぬ男の巻」から長期にわたって登場していなかったが、最終回が掲載された『週刊少年ジャンプ』2016年第42号の最後のページでこち亀キャラクターが集う中で登場している。ただし、この最終回はジャンプ掲載版とコミックス版で別のオチであるため、コミックス版には閻魔の登場シーンは掲載されておらず、コミックス版に限れば閻魔の再登場率は0%になった。
テレビスペシャル『THE FINAL 両津勘吉 最後の日』で、死亡した両津を地獄に受け入れることを拒否した。
羽生 土地郎（はにゅう とちろう）
声：深貝大輔
通称インチキ不動産屋。寺井が家探しをする際いつも現れる不動産屋の社員。だが紹介するほとんどの物件はインチキなものである（全てがベニヤ板で作られている物件や、建坪が15坪しかなくて細長い二等辺三角形型の物件、冬だけ使用可能な沼そのままの土地など。稀にまともなマンション物件もある）。しかし寺井は彼の顔を忘れるため、何度も騙される（両津はしっかり覚えているため契約前に妨害されることが多い）。不動産会社はかなりの規模のようで、海外にも進出していて麻里愛の父の麻里晩がカナダで騙されたことがあったり、税金対策のトンネル会社として中古車屋などを経営していて、そこに出向していた羽生が、たまたま中古車を探しに来た寺井に事故車を事故のことを隠して売ろうとしていた（両津にすぐ看破された）。アニメでは、登場するたびにインチキをしていることを両津につけ込まれ、「要求に従わなければ世間にインチキをバラす」と両津に脅迫され無理な取引きを強いられており、アニメ第104話「変身!部長 の新車」では羽生の愛車のビートルを半額で売らされたうえに紹介料を1割取られた。下の名前はアニメのみの設定。16-9「ああ!マイホームの巻」に初登場してから数年に1度の割合で出ている。モデルはコメディアンのトニー谷。
滝 城太郎（たき じょうたろう）
声：津嘉山正種
パリに在住している洋画家の巨匠。49年ぶりに日本を訪れ、母校・東京芸術大学で講演を行う予定だったが、本当の目的である思い出探しのために会場を抜け出した。偶然出会った両津の協力を得て、上野で過ごした夢多き学生時代を偲びつつ初恋の人を大捜索して再会を果たし、両津に感謝すると共にお礼として自作の絵を渡して日本を去って行った。
岩鉄 岩男（がんてつ いわお）
麻里愛がキックボクサー・麻里竜二として活躍していた頃、コーチを務めていた男性。第67巻に麻里愛の回想でのみ登場し、その後も名前が度々登場する。容姿は両津にそっくりである。女顔のため女性にモテず自暴自棄になっていた麻里愛を「私など39年間 一度ももてたことがない!」と一喝し、さらに「君が女性に生まれていたら…私は君にプロポーズしてたかも知れん…」と告白をすると、麻里愛の前から去っていった。この告白を聞いた麻里愛は「コーチのために女になるぞ」と決意し、ニューハーフの道へ進むが、再会することもなく岩鉄は麻里愛を残して外国へと旅立ってしまった。麻里愛を女性の道に引きずり込んだとして、麻里晩から恨まれている。アニメ版では後ろ姿のみ描かれ、上記のような告白シーンもなく、麻里愛が女性になった理由も自分から岩鉄を心から愛していたからという事になった。
金五（きんご）、銀八（ぎんぱち）
声：金子はりい（金五）、下崎紘史（銀八）
露天商を営むチンピラ風の二人組み。たこ焼き屋（テキ屋）をメインに活動しており、ナワバリ意識が強い。特に兄貴分である金五は繁盛している店が出たら脅しをかけている。
そういうヤクザな一面を持っているが、商売に関しては誠実で客には敬語を使って下手に出たり、子供が困っていたら迷わず助けたりする人のいい部分もある。たこ焼きを焼く時も弟分である銀八に任せているが、決して手を抜くことは許さず何度も手本を見せて「そんなんじゃいい亭主になれないぞ」と気遣っている。
壁をダッシュで上って三角飛びの要領でジャンプしたりなど、そうとうな運動能力を持っている模様。脅しのテクニックにも長けており、カラの灯油缶を人垣の前に置き、「どけコラァ！」と叫びながら蹴り倒すことで人垣を割ったりしていた。
両津の出した店と幾度も衝突することになり、中川の資金力で品揃えを変え続ける両津に対して、金五は知恵を絞って互角に渡り合い続け、最終的に両津側が自滅することで勝利している（しかし勝利を喜ぶわけでなく、自滅して悲惨な末路を迎えた両津側を哀れみ、同情している模様）。
金五という名前はアニメオリジナルの設定で、原作では「兄貴」としか呼ばれておらず本名は不明。
テキ屋自体は弟分の銀八が営んでいるらしく、制服姿で商売をしている。兄貴は飽くまで裏方で普段は競馬の予想をしている模様。
基本的に金五を尊敬しているが、どちらかというとヤクザの面に惹かれているようで、非常時の際にも客に対しての誠実さを優先する主義にはややあきれている様子。
アニメ版では露店を始める以前はそれぞれ別の会社に勤めていたが、金五は会社が倒産し、銀八はリストラされたという設定が追加されている。
音田 弘（おんだ ひろし）
32-4 「コピー社会の巻」にて登場。ものまね商事（有）の社長。車や電化製品、おもちゃのコピー商品を直売や通販で販売している。5万円分もコピーのおもちゃを買ってしまった両津から金を返せと文句を言われるが、「わが社のような弱小会社はマネでもしなきゃつぶれてしまうんですよっ!!」と涙ながらに訴え、思わず両津も哀れになり、力を貸すと励ます。両津のアドバイスでオリジナルの健康ドリンクを開発販売するが、1リットルのビンで作ったために全く売れず、結局会社は倒産してしまう。音田社長はその後、テレビのものまね番組に出演して、司会者からプロになれると絶賛されていた。
最終回の復活キャラベスト10で第8位にランクインしたが、名前が表示されただけで出演はなかった。
大尽ずしの主人
声：納谷六朗
47-2にて初登場した高級寿司店「大尽ずし」の主人。両津に負けないほど性格が悪い。両津に店の文句を言われたことで対立し、その後わざわざ派出所にまで行って嫌がらせをおこなったが、その後浮浪者の格好をした両津が店に仕返しをしにやって来て、嫌がらせをし合う。その後84-7にて、バブル崩壊の影響で客寄せが悪くなり、その巻き返しとして寿司ロボにぎっ太君を使って回転寿司店に改装するが、またしても両津と鉢合わせをして対立して大喧嘩した末、激怒した両津に、にぎっ太君だけでなく店まで破壊されてしまう。
アニメ版では第12話「激突!江戸っ子合戦」にて斎藤もしくは金さんという名で登場し、当初は両津たちが出場した祭り御神輿レース相手チームの助っ人として登場していたが、どちらが本物の「江戸っ子」か証明させるため、その後も銭湯などで何かと両津と張り合い、「大尽すし」でも両津の無理な注文に対してお互い意地を張り、最後には中川から「江戸っ子もほどほどにしてほしい」と言われてしまう。
奥山（おくやま）
声：坂本あきら
小学生にまで寸借詐欺を行う、詐欺の常習犯。かつては葛飾署で合気道を教えていた合気道の師範。妻は大幅に年下の女子プロレスラーの如月さやか。屯田や次長とは旧知の仲で、よく次長（巡査の時代）に頼まれて、一緒に吉原のソープランドに行っていたことや、屯田の妻との馴れ初め話など、お偉いさんらの弱みを多数握っている。通称「葛飾署の生き字引」。
立石（たていし）
声：松村武→内藤丈貞
地元のおもちゃ会社「立石玩具」の社長。男子フィギュアを大量に作って大赤字になるが、両津のアイデアで在庫を売りさばくことに成功した。しかし、調子に乗った両津の無謀な新挑戦（メヌエットやロボ刑事番長の商品化など）に乗り失敗。家族と共に路頭に迷ったが、『感電警察ハイパーコップ』のハイパースーツを装着した両津が強盗犯人を逮捕したため、「立石玩具」も大手玩具メーカーの仲間入りとなった。
尾形 米吉（おがた よねきち）
両津勘吉の母、よねの弟。つまり、両津の叔父である。柴又で妻（さくら）と総菜屋「みはし屋」を営んでいる。子供である、京子と一男の姉弟（両津の従兄弟）は両津を非常に慕っている。なお、127-9「恐怖のハウスカッターショーの巻」では彼とは別の親戚の叔父が登場している。
フリーザ
69-8「新たなる旅立ちの巻」に登場した宇宙の支配者。こち亀を追い出された両津の目の前にいたのが彼であった。漫画『ドラゴンボール』から登場。実際には三週かけて周到に作り上げられていたニセ最終回のオチとして登場したものであり、この話ではほかにザーボン、アプールが登場。『超こち亀』の合作漫画にも登場した。
加藤 松吉（かとう まつきち）
声：津田健次郎
原作
8-5「まごころ説教!?の巻」に登場した両津の知り合いのチンピラ。両津のことをダンナと呼び、本人には自分は警部だと言っていた。サングラスをかけ、腹巻をしているが、中には金が入っているとのことである。最初は定職に就かずに毎日ぶらぶらしており、後に両津の説得で蕎麦屋の店員として働き始めるも、直後に交通事故に遭って死亡する。
アニメ版
「働け松吉」に登場している。設定は大いに異なり、髪型は金髪で現代風である（ただし回想では黒髪）。実家には「千代（声：鈴木裕美子）」という妹がいる。当初は東京で成功した「青年実業家」という名目で両津を秘書にして里帰りをするものの、父親・恒（声：重松収）にウソだとばれていたことを知り、今の自分の姿を反省する。その後は父親の家業である漁師を継ぎ、両津に金を借りていたものの、初任給で漁師仲間と大酒を飲んで全て使ってしまい、代わりに大漁旗と現在の様子の自分の写真を派出所に送った。
佐々木 小痔郎（ささき こじろう）
声：清水宏
43-10「交剣知愛2の巻」に登場した柴又署の長髪で警官になった人物。天才剣士と言われるほどの剣道の使い手。葛飾書との剣道の試合で柴又署の切り札とされる。誰もいないのに、後ろに向って「後ろに立つな」と剣を振るう他、空高くジャンプし竹刀を滅茶苦茶振り回す「邪剣 スズメ返し」を必殺技とする。両津たちには、変に思われるも、試合では相手を一瞬で倒すなど、実力は本物だった。正面切っての勝負では両津を圧倒するも、彼の様々な卑怯殺法に恐れをなして戦意喪失してしまう。
名前の由来は佐々木小次郎。
45-9で彼によく似たフェンシングの講師「ピエール」が出てきて、同一人物ではないかと疑われる（髪の色を変えてヒゲをつけただけだったため）。本人は否定しているも、髪の色と髭があるか無いかで同じ剣士であるという点など、共通点が多々ある。二本の細身剣を使って両津が強盗を退治したのを知り、「あなたのフェンシング二刀流は素晴らしい!」と賞賛していた。
アニメ版では第173話「剣道一直線」に登場。名前が佐殺気 小次郎（ささっきこじろう）に変更され、警官ではなく、大会のために柴又署の署長がスカウトしたプロの剣士として登場する。学生時代、剣道の大会で何度も優勝してプロになったほどの腕前を持つ。両津に決闘を申し込み、日にちを大安という理由で決めるなど、縁起を担ぐ性格。決闘で前もって両津が仕掛けていた罠にかかり、それが元で大怪我を負って大会には出られなくなるも、実は6っ子の次男であり、他の兄弟5人を出場させ、決勝で6男の小六郎が中川、麗子、寺井を打ち破る。その後、両津に小三郎、小四郎、小五郎の長男以外全員倒され、長男の小一郎が二刀流で両津を破るものの、弱点を克服して駆けつけた大原に敗れ去った。そして、最後のシーンで負けたことに怒った柴又署の署長に兄弟全員追いかけられている様子が描かれた。
花太郎
10-6「山奥村大戦争!!の巻」と10-9「モー署粉砕!の巻」に登場。拳銃を扱うことができる危険な牛。両津を訪ねて山奥村から公園前派出所までやってきた。
アニメ版では両津の引きだしたボーナスを食べてしまった。
大前田 長五郎（おおまえだ ちょうごろう）
声：小室正幸
47-10「両さんの繁盛記」に登場した料理評論家。彼が「ただ者ではない」と発言することはすごいこととされている。両津がプロデュースしたそば屋に来店し、その場の雰囲気に流された感もあるが、そば屋に七つ星を出した。
アニメ版では第19話「そば屋再建計画!」にて登場し、七つ星を出した店に訪れ、タダで飲み食いした挙句、自分が有名な評論家であることや紹介したことを恩着せがましく言って土産をタダで山ほど出させるなど嫌味な人物として描かれている。また、過去に訪れたそば屋がそば粉から出汁の醤油に鰹節や昆布、薬味のネギや七味唐辛子まで一級品の素材を使用した品であるにもかかわらず、それに気がつかないなど、実際は味オンチであるため、両津を激怒させ、中川からも「味も分からない人間がグルメ評論家を名乗るなんておかしな話」と怒りを買われていた。上記のそば屋にトイレを借りに来る形で来店し、その店がそば屋であることを知るとそばを食べるが、店とそばをただ者と全く評価しなかった挙句、代金の代わりに普通の万年筆を「高く売れる」と言って代金をちょろまかし、おまけにタダ食いできなかった腹いせに雑誌でそば屋を「まずい」や「マイナス七つ星だ」と散々酷評した。それから3年後、両津と中川により大改造されたそば屋の評判を聞きつけて来店し、そばを食べた後は原作と同様に七つ星を出すも、その場で過去に酷評した店であることや一級品の材料を使っていることに全く気づかないほどの本当は味オンチであることをマスコミの面前で暴露され、そのまま逃走した。その後は姿を見せなくなったが、後に変装して一般家庭に押し入る「謎の家庭料理評論家」として活動していることが判明し、両津から「こいつこそただ者じゃない」と呆れられた。
加瀬 大左ェ門（かせ だいざえもん）
第75巻「麻里愛・最大の宿敵!の巻」に登場。時古流の師範である格闘家。3年前、世界武道大会の決勝トーナメントで麻里愛と戦うも敗北し、「必ず復讐しに戻ってくる」と麻里愛に恨みを込めて去った。敗北後は3年間山に篭り、修行を重ねて翻堕羅道場にやって来た。麻里愛と戦おうとするが、麻里愛はニューハーフになっており、その事でショックを受けて逃げていった。しかし、麻里愛と戦う事を諦めきれず、女装して再び道場にやって来て戦いを申し込んだ。
麻里愛に対する復讐心によるものなのか、卑劣で変態的な性格になっており、麻里愛に対する恨みを忘れないようにとハート形のロケットに麻里愛（ニューハーフ前）の写真を入れたり、手裏剣や火炎放射で攻撃する「白鷺の舞」を身に付けたり、女装をするなどの行動が目立っている。それを見た両津は「変態だ」と呆れており、麻里愛たちも彼の女装姿を見て怯えていた。
アニメ版では世界武道大会の決勝トーナメントで麻里愛に負けた理由が「お猿の舞」で変な行動をする麻里晩に油断した事になっている。台所で調理をしている今日子を麻里愛と勘違いして襲いかかろうとするが、彼女に返り討ちに遭い、掃除をさせられた。その後も女装して再び道場にやって来るが、また今日子に怒鳴られ、床掃除をさせられる羽目になった。
目蒲 東急之介（めかま とうきゅうのすけ）
109-5「バトル列車でGO!の巻」に登場の鉄道ファン。電車ゲームの大会の優勝決定戦で両津と対戦したが、中川鉄道（リニアモーターカー）での対決において途中で逆上、チキンレースをして事故を起こし、両津とともに逮捕された。優勝決定戦の内容を決める際に、東海道本線の全駅名を言うという題目や、中央線の電車の形式を全て言うという題目を提案するなど、鉄道に関する知識に優れているらしい。東急目蒲線から命名。
岩頭 重慶（いわがしら じゅうけい）
88-2「究極の贋作…!?の巻」に登場。中川美術館に所属している鑑定士。瞬時に贋作を見抜く才能を有する（両津が用意した横山大観や富岡鉄斎などの8点の掛軸を2秒で「すべて贋作だ!」と判断）。しかし両津が作ってインチョキ堂の主人が持参した島津華京（架空の画家である）の「名月」は「華京の作品は詳しくないので」として一度は真作と判定したが、後に美術館の係員に調査してもらった結果、贋作とわかり（実際には持参時点ですでに贋作であったが）、危うく騙されそうになった岩頭は訂正して両津に電話を掛けていた（逆に電話が掛かってくるまでは両津は「だまされやがって岩頭め!!」と大笑いして喜んでいた）。また、相剥本を作ろうとした両津に「慾ボケのやる事は愚かだ!」と評し、さらに中川美術館での両津の行動に対して「芸術のわからん者はここにいるとじゃまだ!」と斬り捨てた発言をした。これに怒った両津に真作の川合玉堂の掛軸で殴られ、「玉堂で殴るとは!バチ当たりめ!」と反論して喧嘩となった。
日向 剣児（ひゅうが けんじ）
声：高橋広樹
82-4「光の球場！の巻」に登場。昭和30年代に下町に建設された東京スタジアムを本拠地としていた大毎オリオンズの四番打者。スタジアムのアナウンサー・栗原やよいと結婚する予定。だが密かに栗原に好意を抱いていた勘吉はその話にショックを受け、「お姉さんを取っちゃう人なんか大キライだ!」と叫んで駆け出し道路で躓いた所を助けるも車に轢かれて大怪我を負ってしまう。復帰は絶望的かと思われたが、宇野監督（これは名前のみの出演ではあったが実在の監督。1961年 - 1962年の2シーズン指揮を執っている）の計らいで代打として出場。奇跡の復帰を果たし逆転サヨナラホームランを放った。
アニメ版では日向と勘吉がキャッチボールをしている最中に勘吉が暴投し、日向がボールを追っている最中に車に轢かれるシーンに変更されている。また、日向の息子で大学ナンバーワンスラッガーと呼び声高い日向剣一が登場している。
山田高田宏夫（やまだたかだ　ひろお）
両津行きつけのコンビニ店長。客のニーズを把握し、両津の買う物を予測しているため「コンビニ王」と言われている。宅配も行っており、怪しいモノも扱っている。両津がバイトしている。
奥山怒灸（おくやまどきゅう）
日本画家の巨匠。大原が尊敬する大先生。仕事の気分転換に神田と秋葉原散策中に両津と知り合い、友人になる。桜吹雪の助手になり、イラストレーターになる。
村雨3兄弟（むらさめさんきょうだい）
ゴルフ場破りをしている、和装姿の3人組のゆすり屋。いきなりゴルフ場に押しかけ、自分たちとゴルフ勝負を要求し看板か現金をせしめている。卑怯な手を使うのでプロでも敵わない。しかし、遠距離から相手のボールに正確に自分のボールと当てて弾き飛ばせる腕を持ち、実力は本物。
作中で両津の対決し卑怯な手段で追い詰めるも、最後は逆に自分たちが苦手な場所にボールを弾かれ、ギブアップした。その後両津の腕を見込み自分たちの仲間になってくれるよう派出所まで勧誘しに来た。
アニメでは4人兄弟で忍者の姿をしたサスケが加えられており、隠れて吹き矢で相手のボールを弾くなど原作以上に卑怯な手段を使う。
狂四郎（きょうしろう）　
声 - 前田剛
通称「居合の狂四郎」。スイングの速度が速く、目に見えない。バンカーが大の苦手。
仁左衛門（にざえもん）
声 - 小和田貢平
通称「槍の仁左衛門」。ドライバーとアイアンがグリップで繋がった物を使用する。槍打法と言う豪快なショットを放つ。草が絡むのでラグが苦手（アニメでは池に落とされた）。
珍蘭々（ちんらんらん）
声 - 竹本英史
複数のドライバーでジャグリングをしながらショットする（両津曰く、中国魔術団）。普段は他の兄弟と同じく、和装でプレイ時のみ中国人風の服装に着替えつけ髭をする（アニメでは終始中国人風の姿）。
サスケ
声 - 森訓久
アニメオリジナルキャラクター。上記通り、陰で不正を働き、相手を妨害する。

### 秋本原作の漫画作品の登場人物
立花静
『東京深川三代目』のヒロインで、60-9「両さんの大工入門の巻」で登場。両津と意気投合した。そしてケチな依頼主を懲らしめた。
ブラックティガー
次作『BLACK TIGER』の主人公で、『週刊少年ジャンプ』2017年42号の番外編（コミックス未収録）で登場。黒髪が特徴。超神田寿司にいきなり訪れ、両津を驚かせた。ギャグが嫌いで、ギャグで返答した両津の額にピストルを突き付けた。『週刊少年ジャンプ』2019年3・4号の番外編でも登場し、千葉県で開かれるウェスタンスタイルのサバゲーに行こうとしてドライブ中に思わず1860年代のアリゾナ州にタイムスリップした中川、麗子、両津と接触した（コミックス201巻収録）。この時両津は出場者と思い込んでエアガンを挨拶がてらに打ったところ倍返しされ、「本物の拳銃だ」と驚いていた。
ドクターウエキ
次作『BLACK TIGER』の登場キャラクターで、『週刊少年ジャンプ』2017年第42号の番外編で登場。白の背広を身に纏い帽子を被った長身の男性で、ブラックティガーを「ブラック姐さん」と呼んでいる。彼の「おすすめはあるかな？」という質問に対し「ブラックバスの握りはどうでしょう？」とギャグを言った両津に対し「姐さんはそういうギャグ嫌いなんだから、本気で撃たれるよ!」と怒っていた。『週刊少年ジャンプ』2019年3・4号の番外編でも登場し、タイムスリップした中川、麗子、両津と接触した（コミックス201巻収録）。このとき彼は「またこいつか…」とぼやいた。
マリア
同じ秋本の漫画『いいゆだね!』の登場キャラクター。第999巻に登場。両津と中川が利用した銭湯に立っていた。
繰巣陣
『Mr.Clice』の主人公。999巻と、2007年発売の増刊号で登場。後者ではコラボポスターも作られた。

## 犯罪者関係
猫の目窃盗団
声 - 尾小平志津香、鈴木裕美子、高瀬郁子
女装した3人組の強盗犯。月光刑事と両津によって逮捕された。
放火の学生
3-1に登場した連続放火犯の青年。受験生。
犯行動機は「火を見ながら勉強するとよく覚えられる」というもの。ただし、自分の家に火をつけると逆に忘れてしまうらしい。
佐々木洋子の家を放火しようとしていたところを両津に確保されるが、不意をついて殴り逃走。キレた両津が射殺上等で発砲しながら追いかけてきたため、近くの交番へ飛び込み自首した。
その後は改心したらしく、派出所にお詫びの品を届けに来たことが両津の口から語られた。
『東大一直線』とのコラボ漫画でも再び登場しているが両津との面識については不明となっている。今度は大学を放火しようとしたが、鬼気迫る表情で向かってきた両津と東大通に恐れをなして逃げ出した。
つるの003号（アニメ版：鶴の007号）
声 - 竹本英史
4-1に登場した赤い水玉のシャツを着た泥棒。寺井（丸井）によって逮捕されたが、これが寺井にとって検挙第1号であった。寺井から逮捕記念として一緒に写真を撮られたり、サインをねだられたりした。その後、仕返しにきた子分たちにより派出所の備品がすべて盗まれた。執念深く、逮捕に協力した派出所からも備品を持ち去っている。
アニメ版では「鶴田」と名乗り、タバコ屋の近くにあるアパートに引っ越しして暮らしていた。新装開店のパチンコ屋で両津に見つかり逃げ切ったのもつかの間、タバコ屋のお婆さんから「最近引っ越ししてきた男の人がギザギザのついた10円玉を集めている」ことを聞いた寺井の推理により、残された10円玉から根城にしているアパートの場所が割れてしまう。再び両津・寺井の追跡を振り切るが、屋根伝いに逃げたところ、野良猫に引っ掛かれて地面に落下。ちょうどそこにいた寺井に逮捕された。オチも原作と変わっており、子分たちからの仕返しはなく、寺井は犯人を逮捕したことから家族に誇れる警察官としての自信を得るというものになっている。
詐欺の少年
4-3に登場した坊主頭で学ランを着た少年。田舎訛りのある口調で話す。食べ物目当てで派出所に忍び込み両津たちと出くわす。
スターに憧れ事務所に入るため、九州から上京してきたというが、彼をスカウトしたという事務所がインチキだった。両津たちの勧めで九州に帰ることにするも、電車ではなく飛行機で帰りたいと言い、さらにファーストクラスで帰りたいと泣き落しでワガママを言い出す。挙句には東京土産にカルチェのライター・エルメスのバッグといったブランド物を欲しいと言い出し、両津に激怒される。そのまま羽田空港まで送られるが、現地で逮捕された。実は寸借詐欺で、他の派出所でも同様の手口を繰り返しており、なかでも公園前派出所の被害額は突出していた。
唐沢政五郎（からさわ まさごろう）
声 - 西村仁
6-4に登場した老人。名人と呼ばれたスリの常習犯で、過去に大原が逮捕した男。公園で子供たちを相手に「手品」と称してスリの技を披露していたが、通りかかった中川にスリの技と見破られてしまう。25年振りの祭りで再びスリを行い追及してきた中川を煙に巻くが、再会した大原には見破られていた。大原から「真っ当に生きていれば今頃孫を抱けていただろうに」と説教された時には「お前らみたいな恵まれた連中にわしらの気持ちがわかってたまるか!」と反論する。そこへ中川が現れて手錠をかけられそうになったが、大原が「この男は自分のところに自首してきた。自分が連行する」と庇われ、連行される際には「また保証人になるから真っ当な仕事に就け」と更生を促された。ここまでされては唐沢も言い返すことが出来ず沈黙を保っていた。シリアスなストーリーであるが、両津は終始遊んでいるだけでまったく絡んでこない。
アニメ版では妻子と孫がおり、出所後は更生して大原に紹介してもらった工場で働き定年退職している。祭りで無意識に（過去の手癖から）寺井の財布を盗んでしまい返そうとするが、別のスリ事件が発生したため名乗り出れなくなってしまう。原作同様に中川に疑われるが、スリ犯が捕まった際に寺井のポケットに財布を戻し、両津と大原の機転で疑いを晴らす。実は両津は大原が唐沢を庇おうとしているのに気づき、フォローするという原作とは異なる役割を演じた。
強盗株式会社
7-8などに登場した犯罪組織。詐欺課、横領課、窃盗課、あき巣課などパートにわかれて月給制で犯罪をはたらいており、スイスやコートダジュールに別荘を持つほど大儲けしている。四号戦車や銃火器を持つなど武装化もしている。
社長は窃盗された被害者の顔を社員にカメラで撮らせて集めるのが趣味で、両津には「変態」と評されている。また、白バイ隊員に化けて運営資金を調達したとのうわさがある。
アニメ版では「土路傍株式会社」となっており、原作と同様の手口で犯行を重ねていた。社員は小物の泥棒が多いらしい。なお、被害者の写真を撮るのは社長の趣味ではなく、自分が確実に犯行を行った証明のためとなっており、その写真を基に給料の査定が行われる。一方で原作と異なり会社の業績は悪く、社員不足を補うために他課の仕事にも駆り出されることがある他、社員の給料も数ヶ月未払いが続いている。
たまたま潜入していた両津に扇動されて銀行の地下金庫からの金品強奪計画を実行するが、本田経由で事情を知った中川たちと会社を追っていた対策本部に突入されて全員逮捕された。なお、この会社の他に原作のような「強盗株式会社」も存在していることが語られている。
赤いスポーツカーの引ったくり犯
7-8に登場した強盗株式会社の社員。社長の命令（趣味）で引ったくりを行いながら「引ったくりに遭った被害者の顔」を写真に撮っていた。フータローも被害者の一人。
犯行後は仲間が用意したトレーラーに隠れて逃げていたため足取りがつかめなかったが、それを中川に見破られてしまう。両津の根性の追跡の末、トレーラーの頭上から銃撃され横転。川に突っ込んだところを応援にかけつけた大原らに逮捕された。
犯人たちと同様に両津も一緒に川に流されてしまうが、大原に放置されてしまった。
秋本（あきもと）
9-8に登場した強盗株式会社の社員。詐欺を担当している。秋本姓だが麗子とは無関係。
口八丁な手口で使い物にならないガラクタを高値で売って荒稼ぎしていた。両津をまんまとだまし、10万という大金をせしめるが怒り狂った両津とさらに中川、冬本に追いつかれてしまう。
隠し持っていたミニバイクで逃げるも再び追いつかれてしまうが、そこへ本社からの応援として戦車が登場。そのまま街中を破壊しながら逃走を開始するが、両津の機転でキャタピラに木の棒を挟み込まれて移動不能にされてしまう。ヤケになって砲弾を撃ちまくろうと悪あがきをしようとしたところ、先手を打った両津にガソリンをぶっかけられ無力化。秋本と戦車の運転手2人は降参、逮捕された。
しかし、オチで調子に乗った両津が、周囲にガソリンを撒いたことを忘れて煙草に火をつけたため、敵も味方もなく両津以外全員逃げ出した。
勇（いさむ）
12-9に登場した22歳の青年。両津の実家がある浅草・千束在住。
葛飾署員のボーナスを奪い取った。犯行手段は10年前に死んだ作家志望の兄が、その前年に書いた小説の通りに行ったものであるが、その内容は10年前の同日に発生した3億円事件と全く同じものであった。犯行が完璧に行われたことに怖くなって自首しようとしたところ、家を訪ねてきた大原・中川と遭遇する。そして上記の事情と「兄」について語った。
勇の話を聞いた大原は「もしかしたら兄が犯人だったかもしれない」としつつも、「犯人でないと思わなければ、始めから犯人のいない捜査だったことになる」と中川に語っている。
トヨミ
18-4に登場した暴走族「バイオレンス・スペシャル」のヘッド。一斉検挙で本田にバイクを没収されたのを根に持ち、彼に変装して「おれは交機の本田だ!」と名乗って、車を改造散弾銃で撃ったり、運転手に暴力を働いていた。ほか、免許証を金で売ったりなどして本田を陥れようとし、白バイを取り上げられるという目に遭わせた。さらに悪事を働いている時に本物が現れて対決となる。
中川が駆る車のテクニックで狭い道へと追いやられ、本田と一騎討ちを繰り広げて敗北。本田に逮捕されることとなった。
執念の賜物か、バイクの改造技術はプロ顔負けのもので、白バイそっくりに作りかえられていた。再び白バイ警官に復帰した本田だが、その姿は両津から見て「トヨミとあまり変わらない」という。
アニメ版では同盟関係である暴走族「死愚魔（シグマ）」と共に暴走行為をしていた所を両津と本田に成敗された。その事を逆恨みし、「死愚魔」のリーダーが両津、トヨミが本田に変装して暴走行為をし、両津たちの評判を落とそうとした。本物の両津たちに追われる羽目になり、最終的には木に引っ掛かった状態で敗北した。
青木
声：鶴岡聡
31-3「親切ドロボウ!?」の巻に登場した空き巣。
空き巣ながら、几帳面な性格のため、忍び込んでも、赤ん坊の世話・掃除・洗濯・宅配便の受け取りまでしてしまい、泥棒として成功しない。空き巣仲間の紹介でプロに同行し、そのやり口を参考にして再び空き巣を行おうとする。だが警ら中の両津と中川と遭遇し、持ち物を怪しまれ捕まった。しかし、忍び込んでも何も盗んでおらず、被害届も出ていないため罪に問われることはなかった。その後は、家政婦の仕事を始めた。
アニメ版では「豆田」という名前になっており、性格や人の良いところは同じだが、外見は全くの別人に設定変更されており、最終的に空き巣をやめ、ホームヘルパーとなる。引っ越し中の家から荷物を盗むなどしたため両津に捕まったが、盗んだのはいらない物だったため見逃されたり感謝されたりしたため、逮捕できないものとして見逃された。
太田黒（おおたぐろ）
声 - 小和田貢平
41-10に登場。両津が刑事課に配属された時に関わった暴力団「太田黒組」の組長。賭博容疑がかけられている。
国外に高飛びする前に自宅にある金を取りに行ったが、自宅前で張り込んでいた両津とその先輩刑事・南部に見つかってしまう。捕まりそうになるも、部下が南部を撃ち、一時逃走に成功するが、後から追ってきた両津の頭突きを食らって気絶、部下も両津に殴り倒され、逮捕された。
この事件で南部は殉職し、両津は彼の死がキッカケで刑事を辞めて亀有公園前派出所に戻った。
アニメでは南部の婚約者を殺害しており、殺人容疑もかけられている。
集英商事
第55巻に登場。悪質なセールス商法で有名な会社であり、両津から「海千山千の強者ぞろいの集団」と評されている。
元価1000円の鍋を2万円で売ったり、セールスマンをパラシュートで団地にバラまいたり、主婦の心を掴もうとセールスマンを二枚目俳優に整形させるなど、なりふり構わないやり方で莫大な利益を上げている。社員の中にはスパルタ主義な配送係から観察力が優れているベテランのセールスマンがおり、社長は実力主義の持ち主であり、営業成績次第で新人を幹部に昇格させる事がある。最終的には中川たちや本庁によって社長や他の社員たちが逮捕され、会社は倒産した。
なお、両津はスパイとして会社に潜り込み、当初は社長と接触するために幹部まで昇進したが、時給100万円に目が眩み、本格的に悪質セールス商法を行い、社長の右腕的存在にまでのし上がった。社長逮捕後、他の社員を逮捕するが、社長の自白によって自身の行動が明るみになり、両津も逮捕された。
出歯崎（でばざき）
第56巻に登場。警察にも名を知られるほどの女湯覗きの常習犯。指名手配されているようで両津たちも「大物だ」と言っている。
赤外線暗視眼鏡（ノクトビジョンゴーグル）やパチンコなど、見た目は特殊部隊並みの装備で覗きに及ぶ。覗きも特殊部隊も、本人は「密かに行動し、任務を果たす点は同じだ」と述べている。
暗闇の中を行動するのを得意としている。パチンコであっという間に街灯や懐中電灯を破壊するなど、手先はなかなか器用。
両津が覗き魔たちを一掃するために仕掛けた罠にかかり、同士たちと一網打尽にされかけるが公園の外灯をすべて壊し、暗闇の中で逃走を図る。しかし、両津がカメラのフラッシュを浴びせたことで上記の赤外線暗視眼鏡をかけていたのが仇となり、数倍の光に網膜を焼かれ、行動不能になったところを逮捕された。
コスプレと美人に弱いコンビニ強盗
第119巻のミレニアム刑事登場の回に出た無精ひげの男。最初はヘルメットをかぶっていたが、取り押さえようとした男たちとの争いで脱げてしまった模様（足元に転がっている）。
何かしらの心得があるらしく、たったひとりで数人の男たちをあっという間に殴り倒してしまった。ミレニアム刑事もあっさりと殴り倒してしまう（このことで、実はミレニアム刑事が見かけの割りにめちゃめちゃ弱いのが露呈した）。
マリアと麗子の制服姿に「何か色っぽい……」と興奮したところを、あっさりと取り押さえられてしまい、両津と中川にあきれられていた。
学校荒らしの不良学生
第123巻の「檸檬が泣いた日…」に登場。近隣の学校を次々と荒らしてきた3人組。家族や学校はすでに彼らのことを見放しており、警察には頑として協力しようとしなかった。
真夜中に偶然檸檬の幼稚園に侵入し、檸檬や園児たちがかわいがっていたハムスターを惨殺、その次の日に懲戒免職覚悟の両津から鉄拳制裁を受け、逮捕された。その後、檸檬に謝罪するも、彼女から涙ながらに戒められたことから、自分たちのこれまでの行いを反省するような表情を見せていた。
歩きタバコの不良青年
街中を不良仲間とつるんで遊んでいる青年。刃物を持ち歩き、素行不良を他人に注意され、逆ギレして蹴り倒すなど、かなり危険な人物。
歩きタバコを平然と行い、蜜柑の顔に触れそうになったのを檸檬にとがめられる。幼児に注意されたことが気に食わなかったのか、今度はわざと蜜柑や檸檬の顔にタバコを押し付けようとしたが、纏が現れたことで蜜柑を乳母車ごと車道に放り込み、それを両津に防がれるも逃走。しかし、通行人が自身と仲間の顔と逃走に使った車を撮影していたため尻尾をつかまれ、再度纏と遭遇。仲間と共にナイフを手に襲い掛かる。
しかし、仲間は早矢に即座に倒され、自身も纏には到底叶わず、呆気なく投げ飛ばされ逮捕された。地面へ叩きつけられるとき、ちょうど彼が吸っていたタバコが頬に触れて火傷を負うこととなってしまった。
魔瑠貌 一（まるぼう はじめ）
暴力団「魔瑠貌組」の組長。組員はほとんどが指名手配犯。大の野球好きで、組員に無理をさせてまで野球をやりたがり、野球のためなら実力行使もいとわないほど。力づくで手に入れたグランドで同じ暴力団と野球をしようとするも、手違いと勘違いで、両津たち葛飾署のチームと試合をすることとなる。初めは互いに同業者と思っていたが、葛飾署の同僚が応援に来たため、互いの正体に気づく。それでも、両津とスポーツマンシップにのっとり、試合は最後までやろうということになり、試合を続行するも、最後は隙を付いて全員逃げ出す。150-3で逮捕され留置所に入れられていたが、レクリレーションの一環で両津たちと再び試合を行う。勝つため、組員らの部下を自首させて戦力増加し試合を優位に運ぶも、両津の策略で9回裏まで持ち込まれ延長戦となる。だがまたしても隙を付いて全員留置所から脱走するという逆転劇を果たした。
わがままで身勝手な人物だが、手下が「組長のため」と指名手配の身でありながら警察に捕まることもいとわず試合に駆け付けるなど、面倒見もよく人望もある。
プロ野球は広島東洋カープのファンとされている。
凸山 凹男（でこやま ぼこお）
魔瑠貌の幹部。組長のわがままにいつも振り回されている。靴に携帯電話を仕込んで、留置所から組に連絡を取っていた。組員曰く、ハイテクやくざ。
金井 龍次（かない りゅうじ）
指名手配犯。恋人の家に匿ってもらっているものの、組長に呼ばれ、野球に参加するため危険を顧みず駆けつけるため、苦労をかけている。後に恋人と結ばれハネムーンに出かけるも、またしても助っ人に呼ばれ、彼女を悲しませてしまう。あいつがいないと負けると言われるほど野球の実力者の模様。組長には恩義があると自首してまで義理を果たすほどの人物。両津にも男と評された。
ヒットマン東郷（ヒットマンとうごう）
国際指名手配をかけられ15年間逃げ続けている超大物。留置所での試合のため、自首した。その際、パトカーで先導されながら護送されるほどの人物。サングラスと帽子をかぶっている。素顔は髪の薄い4・50代位の中年。
山田 イチロー（やまだ イチロー）
関西では有名なスリの老人。愛犬のハチが相手を引き付けているうちにスリを行う手口で知られている。愛人がおり、月15万円も貢いでいる（取り調べの際には自分の娘で15万円仕送りしていると嘘をついていた）。葛飾で逃走中に両津に取り押さえられ逮捕されたが、拘留中に新葛飾署員のカードを盗んでいた。
ハチ
山田イチローの愛犬。山田と共にスリをしていた。人間並みに器用で両津の財布を盗んだ際には両津が貯めていた家電製品のポイントを全て使い40万円の3Dテレビを4台買ったり、両津名義でネットショッピングで高額な商品を買いまくるなどした。そのため麗子からは「（飼い主と共に）両ちゃんよりたくましい」と言われていた。
唐 楽ノ介（から らくのすけ）
自称古美術鑑定家の詐欺師。本名は山田一郎（上記の山田イチローとは別人）。作中ではテレビ画面に写真が出たのみで本人は未登場。著書を多く出版し、カルチャースクールを開講するなど有名であったが、集めた生徒に『柿右衛門』や『黒楽』などの精巧な贋作を売りつけて10億円を稼いでいたことで逮捕された。大原も彼の著書を購入してカルチャースクールにも参加していた。
悪党の3ツ子
3機合体させたハインケルに乗って行動する3ツ子の兄弟。「3人組」とも呼ばれている。ハインケル刑事や通天閣署の署員たちと同様大阪出身。大阪ではかなり名が知られているらしく、御堂春も彼らの名前を聞いただけで驚いていた。ハインケル刑事を追って東京にやってくるが、両津とハインケル刑事と壮絶な空中戦を繰り広げるも最終的には検挙される。しかし第195巻では大阪でハインケル刑事と空中戦を繰り広げていた。彼らの他に「6人組」と呼ばれる悪党の6ツ子が別に存在するらしいが、本編に登場することは無かった。
籥田（やくだ）
30人ものの人質を取り立てこもっていた犯人グループのリーダー格。麻雀刑事が登場した回に登場。大の麻雀好きでそれを見破った麻雀刑事の策略により、警察所員を麻雀牌とした勝負を持ちかけられる。始めは策略に載せられたものの、勝負に参加した婦警に脱衣を要求したり人質のアドバイスなどで勝負が荒れ、最終的に二日目の朝まで勝負が続いたことで疲労困憊となりハコテン（終了）となり、お縄となった。
勝負がうまくいかないとすぐにキレてマシンガンを乱射したりなど、両津から「危ねえぞあいつ!」と言われたほど危険な人物。
一文字 翔（いちもんじ しょう）
印手理組の組長で有栖川京華の内縁の夫。イケメンのインテリヤクザで京華からは「親分」と呼ばれている。ヤクザと思えないほど爽やかな容姿をしている。京華と出会った当時は髪型はオールバックだった。立場上ヤクザであることを隠しているため、ヤクザに対して古いイメージを持っている彼女に手を焼いている。両津いわく「まっとうな金融屋」らしいが、ヤクザらしく後ろ暗い事もしているようで、警察の動きを掴むために京華をスパイとして送り込む。京華が自身の経営する闇金融に潜入スパイとして来た際にはライバル業者の情報を渡している。

## アニメオリジナル

### 警察官（オリジナル）
小野 小町（おの こまち）
声：岡本麻弥（第1話 - 第90話）→三浦理恵子（第93話 - ）
かつしか署（原作の新葛飾署）交通課に勤務。東北地方の田舎出身の田舎娘（正確な出身地は不明だが、一度だけ神奈川県出身と明記されたことがある）。誕生日は2月21日、身長163cm、体重48kg、血液型はA型、スリーサイズは83（Cカップ）・58・88。髪型は少々紫がかった黒髪の癖のあるショートヘア。趣味はサッカー観戦。
両津を毛嫌いし対立する婦警たちのリーダー的存在であり、毎回両津と言い争いや喧嘩を繰り広げるが、普通に会話する描写も時折見られる。（階級が上の）両津を呼び捨て（回によっては両さんや両津先輩、両津課長と呼ぶこともある）で呼び、タメ口で話すなど、対等に接する。両津と小町がもめ合う際は、必ず小町が先手を打つ。負けず嫌いな性格で、相棒の奈緒子ですらついていけない時もあるほどである。両津との対立は多いように見られるが、第216話「祭り太鼓」では祭りで小町の財布がスリの被害にあった時は両津に伝えてスリ犯の捜索に協力したり、第217話「さよなら両さん」では両津がクビになると聞いて心配したり（最初は「クビになっちゃえば清々するのに」と言っていた奈緒子に笑顔で賛同していたが、中川に厳しい口調で「君たちだって本当に先輩が辞めてしまったらずいぶん寂しくなるんじゃないのか?」と喝を入れられて心配するようになった）、両津を巻き添えにして夜空に爆発したミサイルを見て「粋なことするわね」と褒めたり、両津の葬儀と送別会に出席するなど、根っから両津を嫌ってはいない。勝気で生意気なお転婆娘の印象が強いが、初期はそこまでお転婆ではなく、比較的冷静で大人びた印象だった。
両津と同様に短気な性格をしており、金のためなら手段を選ばず、第337話「ダンス・ダンス・ダンス」では賞金1000万のためにダンス大会に出るときも「他の全てに目をつむって、お金のためだけにペアを組みましょ」と左近寺を誘っている。さらには葛飾署のバザーでは両津に対抗すべく、両津に野球拳対決生服販売を持ちかけている。
怖いもの知らずで、第317話「女だらけの派出所」では事件現場に取り残された子供を助けるためにマンションから宙吊りになって救出したり、第158話「決戦! 大自然ゴルフ」では署の大自然ゴルフ大会でボールが暴力団事務所に入った時には変質者の格好をして事務所に飛び込み、暴力団員が呆然としているうちにボールを取り返している（原作では本田の役だった）。両津と組み犯人を逮捕したり、二人三脚で優勝したこともある（だが、その時は2人の足をつける機械が走っている最中に壊れてそのままゴールした後、足を結んでいなかったとみなされ、失格になっている）。また、両津の行動に自ら協力するときもあり、店のHPを作りたいという纏にパソコンに詳しい両津を紹介している。その他、手先の器用さや料理のうまさについても認めており、両津のことを「もし女だったらいいお嫁さんになってる」「問題は見た目だけ」と評している。
奈緒子とコンビを組んで活動している。奈緒子と共に「青信号」という機関紙を書いており、そのコーナーでの「結婚したくない男性ランキング」の第1位は両津、「結婚したい男性ランキング」では中川が常連である（小町は第293話「両さん熱愛宣言!?」、両津は第310話「奈緒子の意外な一日」では20年連続でNo.1だと言うが、第22話「両津メチャモテ宣言」や第95話「憧れのツーショット」では両津が第1位ではないため矛盾が見られる）。第63話「熱写! 新聞大戦争」では麗子の覗きをした両津の不祥事をスキャンダルしたことに根を持たれ、葛飾署の公式機関紙である「葛飾新聞」に肩入れした両津により、風でスカートが捲れた自身と奈緒子の写真をさらされた上、「パンチラで運転者を誘惑するハレンチお姉ちゃん」という評判も広められてしまい、公式機関紙の座をかけて、廃刊直前まで追い込まれたこともあるが、両津が男性警官の数で勝利しようとお色気に走ったこともあり、婦警の協力を仰いでもらい、結局「葛飾新聞」の方が廃刊に追い込まれた。
男勝りで悪口や罵倒する事が非常に多く、傲慢な態度が目立つが、根っから悪い性格というわけではなく、本来は礼儀正しく、お人好しである。また、寝癖頭を両津に馬鹿にされてからエステに通い化粧にも気を使うなど女らしい一面もある。化粧すればそれ相応に美人で、人気婦警としてアイドルデビューしたこともある。
面食いであり、奈緒子や同僚たちと同様に中川に憧れているが、奈緒子と共に作中で男運に恵まれていない。第216話「祭り太鼓」では夏祭りの際にボーイフレンドがいる乙姫菜々と自分たちを両津に対比されて奈緒子と共に悔しがり、第27話「超（スーパー）金持ち! 白鳥麗次」では一度白鳥麗次にナンパされてしまったこともあったが、白鳥はすぐ麗子に目が行き、第4話「一発千金宝クジ野郎」ではロトくじで億万長者になった両津に対して奈緒子と共に結婚を求めても両津から激しく拒絶される。
父・正次郎（しょうじろう、声：小和田貢平 → 西村仁）、母・正子（まさこ、声：廣澤恵 → 赤土眞弓）の間に生まれ上記の通り田舎で育ったが、本人はシティーギャルのイメージを作っているらしい。両親は両津を小町の婚約者と勘違いしており、登場するたびに両津と小町の仲を気にし、第120話「思い過ごしも恋の内」では両津が競馬馬の「サクラコマチオー（劇中では両津はコマチと呼んでいた）」を「小町が好き」と勘違いし、両津の実家にまで訪れ、さらに結婚騒動まで発展した。
他の派出所署員との関係は良好であり、特に麗子には困ったことがあったら相談したり、奈緒子と3人で旅行に行くなど良好な先輩後輩関係である。
子供の頃は「カンケリ小町」と呼ばれたカンケリ名人で第131話「激闘カンケリ大戦」では両津と互角に戦った。
第160話「人生をやりなおせ」によると両津と幼少期から出会っていると仲良くなり、（相手がいないからということで仕方なく）結婚するが実家の田畑を潰してビルを建てるも事業に失敗し、借金で住むところもままならないなど不幸な人生を送ることになるらしい。
第162話「恋は海を越えて!?」では日本の研修で日本に招待されて来日したサンディがかつしか署で再会した両津にキスした時や麻里愛と共に両津の腕に抱きついた時や第293話「両さん熱愛宣言!?」では奈緒子と駐禁の取り締まりをしていた時に大原の紹介でお見合いして付き合っていた両津と見合い相手の真琴との2人の仲睦まじい姿を見せつけられた際は両津が女にモテる事に納得できず両津に嫉妬した事もあった。
ミニパトによく乗っている割に車の運転はあまり上手ではない。
第1話から第6話までは奈緒子とキャラクターデザインが逆であり、臆病で気弱な表情を浮かべることが多かった（キャラクター設定、声優は同じ）。
『こち亀ジャンプ』において、矢吹健太朗がコラボで描き下ろした読切では、奈緒子と共にモブキャラとしてわずかながら登場している。
なお、原作では後に「中川のことを好いていて両津のことを嫌っている」「時には両津に負けない下町根性や腕前を見せる」「年上の婦警を尊敬して慕うようになる」「相棒と一緒にミニパトで警邏をする」といった共通点の多いキャラとして御堂春が登場しているが、関連性は不明。
清正 奈緒子（せいしょう なおこ）
声：三橋加奈子
かつしか署（原作の新葛飾署）交通課に勤務。小町の同僚の一人で、彼女の相棒にして親友でもある。実家は神奈川県横浜市中区関内駅周辺にある（ただし、一度だけ広島県出身と明記されたことがある）。誕生日は8月6日、身長162cm、体重47kg、血液型はO型、髪型は茶髪の癖のあるポニーテール。趣味はスノーボード。
両津を毛嫌いし対立する婦警の1人で小町とコンビで登場する。小町と同様に（階級が上の）両津を呼び捨てで呼び（回によっては両さん、両津先輩や両津課長とも呼ぶこともある）、タメ口で話すなど、対等に接する。小町とは同格として描かれているが、第27話「超（スーパー）金持ち! 白鳥麗次」と第57話「独身寮は女人歓迎」では小町の後輩のように描かれている。
小町が単独でも活躍する話が増えていったのに対し、奈緒子が単独での中心の話は第310話「奈緒子の意外な一日」のみであり、その回では守（まもる、声：藤田大助）という高校生の弟が登場した。
小町とはほとんど性格が変わらないが、直情・熱血・自信家な彼女よりは幾分控えめな性格で、小町のように自ら行動を起こしたり、これといった特技や活躍を見せたりすることはほとんどなく、どこか小町に頼りきっている節がある。小町と同様、高飛車な態度が目立つが、根は優しく他の派出所署員（特に麗子）との関係は良好である。思ったことはストレートに口にするタイプで、小町の寝癖頭をみじめだと言った両津にあっさり賛同している。その他、不良少年グループに囲まれた際、両津と本田に助けられて礼を言うも、後日彼らの女装姿を新聞に載せるなど、利益と恩義はハッキリと分ける。
普段から両津と口論を行っているが、根っから彼を嫌っている様子はないようである。チャリティバザー対決で両津に敵愾心を燃やす小町に「もうほっとこうよ」といさめるなど、小町よりも両津に対する対抗心は薄いようである。なお、両津のことは当初は知らなかったようであり、第1話の冒頭で小町の説明によって初めてその存在を知った描写がある。小町と両津を実はお似合いだと思っているらしく、TVSP第7弾「両さん、アメリカへ行く」では見合い相手を自慢する小町に対して「相手は両津勘吉ね！」とからかったり、第120話「思い過ごしも恋の内」では小町と両津の結婚騒動の時にはノリノリで2人の結婚特集の青信号号外を発行していた。美女一本釣りでは高得点の女と判定されており、50点に満たなかった小町よりかなり上の70点であった。胸が小さく、いつもパットを入れている（小町曰く3個）。料理が苦手なようで、見栄を張るために料亭の弁当を移し替えて持ってきたものの檸檬にあっさり見破られた。
アニメ版最終話では両津の本庁への栄転を寂しがりつつも送別会では笑顔で盛り上げていたなど、根っから嫌っている様子はないようだった。
第22話「両津、メチャモテ宣言」では、雑誌の抽選でログハウス一式を当てている。その際、ハウス建設に両津を利用する為、小町や同僚の婦警たちと共謀し、結婚したい男性No.1に祭り上げ、「両津先輩」呼びと甘えた態度を取って煽てていたものの、ふと漏らした一言で両津の怒りを買い、ハウスが完成した日の夜、他の婦警共々入浴姿を撮影されるという因果応報な仕返しを受けた。
小町と同様に車の運転はあまり上手ではないが、ミニパトで登場するときは奈緒子が運転していることが多い。
第1話から第6話までは小町とキャラクターデザインが逆だった（キャラクター設定、声優は同じ）。
『こち亀ジャンプ』において、矢吹健太朗がコラボで描き下ろした読切では、小町と共にわずかながら登場した。
交通課の婦警たち
声：竹内順子、松本美和、並木のり子、鮭延未可など
小町と奈緒子の同僚の婦警たち。髪型が黄土色のベリーショート、早乙女リカによく似た茶色がかったセンター分けのボブヘア、焦げ茶色のおかっぱで眼鏡をかけた婦警の3人は出演頻度が多く、準レギュラー的な存在であるためこの項に挙げる。小町と奈緒子と一緒に登場することが多く、オープニング「葛飾ラプソディー」にも登場している。基本3人セットでの登場だが、第63話「熱写! 新聞大戦争」や第285話「両津と小町がゴールイン?」など、3人全員で登場しなかったり、別々に登場する回も存在する。小町・奈緒子と同様に（階級が上の）両津を呼び捨てで呼び（回によっては両津さんとさん付けで呼ぶこともある）、タメ口で話すなど、対等に接する。
剣寄茂 強（けんよりも つよし）
声：俵木藤汰
眼鏡をかけた男性で葛飾署公式第2機関紙「葛飾新聞」の編集長。勤務態度は怠慢で、昼間からスポーツ新聞を読んでいるなど、両津曰く「ワシと変わらん」とのこと。第1機関紙「青信号」に両津の不祥事を掲載された事で小町と奈緒子に復讐しようとする両津に、菊花賞で大穴を当ててパブで豪遊させてあげた恩と、妻に二度と賭博はしないと約束したが懲りずに馬券を買っている事で脅され、渋々編集長の権限を渡してしまう。この時彼は、「ちょっとの間だけだよ」と言っていた。
両津が編集部の存続を賭けた人気投票戦で彼が不利になってしまい、奥の手として本田と3人で女子寮を盗撮しようとしたが、本田が騒ぎを起こしたことで麗子たちにバレて、徹底的に懲らしめられた。
この騒動が「青信号」に掲載されたことで妻にもバレてしまった上に、自宅を追い出され麗子が「自分（両津）の不祥事で自分の新聞にトドメを刺した」と言っていた。その際本田も減俸処分の巻き添えを受けた。
原作にも同等のキャラクターが登場するが、こちらは非常に堅くて真面目であって堅実な機関誌を作っており、両津はこの編集長がつまらなくしている原因だと語っていた。そのため両津の策略で食中毒になり、両津に編集長の座を奪われ長期入院した。

### 一般人
純平（じゅんぺい）
声：日高奈留美（第1話 - 第20話） → 黒田由美（第28話 - 第30話） → 日高奈留美（TVSP第1弾 - 第77話、日高の代役：竹内順子〈第76話〉） → 又村奈緒美（第104話 - ）
勝平（かっぺい）
声：松浦有希子 → 鈴木まひる
派出所に遊びにくる近所の小学生兄弟。純平が兄で勝平が弟。共に両津を兄貴分として慕う。実家は絹越豆腐店を営んでいる。純平は母が約束を破ったとの理由で銭湯の煙突に登り警官などを呼ぶ事件になったこともあり、そこで両津から「おばけ煙突が消えた日」の話をされ、煙突から降りるが母親（声：竹内順子）にすぐ殴られた。
第1話から中期までは準レギュラー的によく登場していたが、後期には原作でレギュラーとして活躍する擬宝珠一家などの登場が増え登場数が減っていった。
第1話のみ、目の描写が異なっていた。
菊池 与太郎（きくち よたろう）
声：松村武 → 竹本英史（第43話 - ）
魚屋「魚きく」店主、亀有商店街A班（東地区）班長。作品当初では42歳（後の作品で年齢が上がっていた）。両津から借金を取り立てられないため、妻に愛想を尽かされて出て行かれてしまった。乳飲み子（声：並木のり子）を抱えている。
超神田寿司が出る前は魚が登場する話に出てくることもあった。
鶴田（つるた）
声：松野太紀 → 西村仁
食堂「鶴亀軒」店主。ボーナス争奪戦時の会議は店員の亀田が代行しているが、ときおり自らの手でツケの取り立てを行うこともある。
亀田 則正（かめだ のりまさ）
声：松野太紀（第21話 - SP1） → 木内秀信（第43話 - ）
食堂「鶴亀軒」店員、亀有商店街B班（西地区）班長代理。作品当初では24歳（後の作品で年齢が上がっていた）。商店街メンバーの中では最年少。両津のツケの分を、いつも給料から差し引かれている。
借金以外でも登場し、配達の自転車は犯人追跡や逃亡で両津に奪われ破壊されることが多い。
佐藤 正夫（さとう まさお）
声：八嶋智人 → 渡辺秀行（第43話 - ?） → 小和田貢平（? - ）
電器店「佐藤電器」店主、亀有商店街C班（南地区）班長。作品当初では45歳（後の作品で年齢が上がっていた）。義理の父親は、両津のボーナス争奪戦でボーナスの争奪に成功している。
平 忠志（たいら ただし）
声：森貞文則 → 永野善一（第43話 - ）
「エクゾースト酒店」店主、亀有商店街D班（北地区）班長。作品当初では55歳（後の作品で年齢が上がっていた）。若い頃は、プロのオートレーサーだった。
山口 桃江（やまぐち ももえ）
声：天野慶子
「だがし屋山口」店主、亀有商店街顧問。尾崎の作る機械類を信用しておらず、古典的な手段を好む。また、銀行口座からの自動引き落としや他者に依頼するなどの行為を嫌っている。作品当初では78歳（後の作品で年齢が上がっていた）。
商店街や町会では尾崎以上の権力を持つ存在で、敬老会の重役も兼務している。
ニュースレポーター
声：松本美和、木村亜希子など
事ある毎に現れるフジテレビの女性ニュースレポーター。初期から終期にかけて長年登場して両津たちと出会っている。第251話「透明刑事あらわる!」では立てこもり犯人の逮捕現場で透明人間の効果が切れた両津の裸を撮影してしまった。衣装は水色のワンピースだったが、終期にはピンク（紅色）のワンピースに変更されていた。
佐藤（さとう）
声：小形満
第4話「一発千金宝クジ野郎」と第46話「両さん人形新発売!」に登場。両津が金持ちになった時に雇われる執事。両津からは「三太夫」と呼ばれている。
竹山 松吉（たけやま まつきち）
声：松村武
第59話「マツタケ警備隊出動」に登場。松茸狩りツアーを営んでいる土地の地主。松茸狩りとは別に余った土地を松茸山シーズン権利として貸し出しているが、まともな松茸が生えていない不良の土地を採れると偽り捨て値で客に押し付けようとしていた。しかし、実際はその土地には本人さえも気が付かなかった場所に大量の上質な松茸が生えている群生地帯があり、両津によって発見された上に強引に契約を進められたために松茸を収穫する権利を失ってしまう。それを機に強欲な本性を表すようになり、契約を自ら反故にして夜な夜な松茸を大量に盗み出していた。中川の力を借りた両津たちの厳重な警戒も突破するなど高い窃盗能力を持つがついに捕まるも、完全に開き直って逆に両津たちを盗人呼ばわりした挙句に松茸の権利を主張するという、身勝手さとふてぶてしさを見せた。
ノリちゃん
声：今井敦
第77話（dTV (NTTドコモ)では第78話）「猛烈社長! 中川の父」に登場したSL列車が走る田舎鉄道の縦川駅にて駅弁屋「峠のオカマ弁当」を営む店員。線の細い中年だが、いわばオカマであり、両津のことを「ダーリン」と呼び、また同じ同性愛者として麻里愛ともすぐに打ち解けている。両津が小学生だった頃に出会い、当時父の銀次と喧嘩をして家出をした末に駅で途方に暮れていた両津にお釜弁当を無償で振る舞った上に帰りの切符も渡しており、現在でも両津がSLマニア仲間たちと共に弁当を食べに駅を訪れているなど親交が続くようになった。年間30億の赤字鉄道であるために廃線が決まったことで廃業して北海道に帰ろうとしていたが、両津の奮闘により中川が父の龍一郎に警官を辞めさせられそうになったのを阻止されたその礼で鉄道会社を買収したために廃線とならずに済んだために以後も駅弁屋を続けることになった。
死神
声：佐山陽規
第86話「両津死す! ナニィ!?」に登場した死神。髭の大きさを除いては容姿や性格は大原に瓜二つである。自身の発言によれば地獄の文化は下界と連動しているようで、スタンガンを武器に使う。「生まれて3日目で地獄行き」が決まっていた犯人逮捕の際に電車にはねられて幽体となった両津を地獄へ連れて行こうとしたが、両津に逃げられてばかりで手を焼いてしまい、最終的には両津が火葬場で遺体を燃やされる直前に無理やり肉体に戻ったことで失敗に終わり、結局は両津の強引な行動を見かねて「フン!こんな奴、地獄へ来てもらっては迷惑だ!わしはもう二度と連れに来んからな!!」と言い、両津の以後の地獄行きを自ら拒絶した。
隅間 千太郎（すみま せんたろう）
声：森訓久
第91話「恐怖! 髪は長い友達」に登場した理容師を目指して上京してき若者。年齢は20歳過ぎ。すぐに「すみません」と謝って下出に出る悪い癖を持つ。その謝る言い方で両津から「だから謝るなって！名前だよ！名前！！」と激怒するほど面倒な名前である。また、3年間、人の頭を刈ったことがなく猫で練習をしており、生半可な方法では刈り取れないくらい剛毛な両津の髪の毛を刈れるなどそれなりに腕前はあるが、非常に不器用で要領も悪く失敗ばかりしており、理容師としての才能は無きに等しい。仕事先の理髪店でも失敗を繰り返してはクビになっており、店を転々としていたが、事あるごとに両津の髪の毛をミスでおかしな形で刈り取ってしまい、最終的には永久脱毛までしてしまう。店主からも理容師の道を諦めるように宣告されて落ち込んでいた所、中川製薬が開発した毛生え薬が効きすぎて際限なく成長を続ける両津の髪の毛によって東京中がパニックになっている中でも場の空気も読めずに奮起しようとしたが、それによって中川が成長抑制剤入りの弾丸を両津の頭に打ち込もうとしたのを邪魔して薬を飲みこんでしまい、結果的に両津の髪の毛が世界中に広まってしまうという結果を招いてしまった。
一文名（いちもんな）
声：岡山はじめ
第105話「ボーナス争奪戦3」に登場した町工場「一文名工業」の社長。妻は既に他界しており、一人娘の恵子と二人暮らしであるが、生活費を事欠くほどの貧乏で、不況により工場も倒産寸前で社員の給料も三か月未払いで借金取りに追われているという有様である。また、非常に無責任な上に計画性が足りないなど社長としての能力に乏しく、自分でも「ダメな男」と卑下している。銀行への融資も断られて警察に逮捕されれば工場の経営を他の社員に引き継いでもらえると考え、両津が銀行からボーナスを降ろした際に横取りをして自ら逮捕されようとするという無計画な手段に出るが、両津が借金取りに追われていた状況のために示談で済ませようとした所、無理矢理手錠に繋いでしまい、共に借金取りに追われる破目になってしまった。その後、借金取りから逃れるために自身の身の上話をしながら泣き落としをした上でボーナスを寄付するという形で一時的に自身に預けようとした両津によってボーナスを渡されたが、鈍感な性格もあって両津の真意を理解できずに厚意によるものと受け止めて預けられたボーナスを全て借金の返済や社員の給料、娘へのプレゼントで使いこんでしまった。
一文名 恵子（いちもんな けいこ）
声：菊池晶子
第105話「ボーナス争奪戦3」に登場した一文名の一人娘で、小学生。貧乏であっても悲しまない健気な性格で、父にクリスマスになったら人形ハウスのオモチャを買ってもらえるのを楽しみにしている。また、病弱で、よく学校を早退しては自宅のアパートで寝込んでいる。父が両津から受け取ったボーナスを勘違いで使い込んだことで念願のプレゼントが手に入ったのを喜び、お礼として両津に似顔絵をプレゼントした。
黒川（くろかわ）
声：西松和彦
第112話「身内として…!」に登場。中川グループ傘下の末端会社、「中川運輸宅配倉庫」の社長。龍一郎からは「石橋を叩いても渡らない」と評されているが、実は裏でライバル企業のイビシグループに寝返り、中川グループの情報を流していた。両津が中川の親戚という立場を悪用しようと会社に配属されるとすぐに経営に口を出し始め、社名を「つながりマユゲの宅配便」と変えられた上に強引な手法やコンサルタントによってそれまで赤字会社だったのが瞬く間にグループ最大の利益会社へと成長させ、会長となった両津の秘書となる。両津を利用して中川グループに大損害を与えてイビシグループに移ろうと様々な裏工作（利益を全て注ぎ込んで海外から過剰に輸入して大量在庫を抱える、倒産寸前の製薬会社に投資を薦めるなど）を謀るも、両津の悪運の強さによってことごとく失敗して逆に利益を出してしまう。黒川は業を煮やして危険物が保管されている倉庫の運送メカを狂わせて、焚き火していた缶を倉庫内に運び込ませて、貨物を大爆発させて1000億円超の損害を出させることに成功するが、密かに内部調査をしていた龍一郎によってこれまでの悪事や裏工作の証拠が暴かれ、放火と特別背任罪で逮捕された。
亀羅 一人（かめら ぴんと）
声：郷田ほづみ
第133話「激撮ホームビデオ王」に登場。眼鏡をかけた男性で写太と朝子の3人家族。度が過ぎるほどのホームビデオオタクで、業務用カメラを改造したり、常日頃から大量の機材をリュックに積んで持参し、自分よりもビデオカメラの方を心配するほど。息子の写太が生まれた時から毎日、成長記録のホームビデオを撮影しており、5500本ものビデオが溜まって置き場所に困り、テレビの中継車を中古で買っている。ビデオを撮ることに熱中するあまり他人の気持ちや迷惑も考えずに撮影を強行し続けるなどかなり自己中心的で独りよがり。息子への愛情こそ本物だがビデオ撮影を介さなければ話もしないなどまともな親子関係とは言えず、台本付きのホームビデオ撮影を強要し続けており、自分の思い通りの撮影ができなければ叱りつける他、写太が怪我をしても溺れても⁯ビデオ撮影の方を優先し、挙句には温泉ではプラカードを持たせるなど、半ば虐待染みた行為をとり続ける。しかし、写太の家出をきっかけに息子の気持ちを理解するようになり、彼を更生させるために両津たちが妻と仕組んだ誘拐事件ではそれまでの記録を全て失うのを承知で身を挺してアクシデントに見舞われた息子を救い、これまでの自分の行いを反省することになった。
亀羅 写太（かめら しゃった）
声：小林由美子
第133話「激撮ホームビデオ王」に登場。一人の息子で8歳の小学生。生まれた時から父に成長記録のホームビデオを撮られているが、ビデオ撮影をしながらでなければ相手にもしてくれずやりたくもないホームビデオ撮影を強要されてきたため、父に愛想を尽かして家出してしまう。一人を更生させるために両津たちが仕組んだ芝居によってボルボと左近寺に誘拐され、アクシデントによって乗っていた車が海に落ちそうになるが一人に救われ、結果的に普通の親子として暮らせるようになった。
亀羅 朝子（かめら あさこ）
声：井沢希旨子
第133話「激撮ホームビデオ王」に登場。一人の妻。夫のビデオカメラ好きにうんざりしており、息子の写太と普通の親子としてスキンシップができないでいることに強い危機感を抱いている。事件後に和解した。
アニメスタッフ
「アニメで儲けろ!」に登場。両津によっていろいろ振り回された。そして赤字の回収を取り立てに来た。この時両津はスタッフに追い回された。
関根出版社長
声：佐々木健
「両津流マンガ塾」に登場。漫画スクールの受講料で「コミック両津」を500万部刷って出版するが、売れずに倒産したことで憤慨していた。
塾生
声：竹本英史、和田智、林伊織、勝山幹雄、知野桂樹など
「両津流マンガ塾」に登場した生徒たち。両津の宣伝文句に誘われてやってきた。両津の教えで漫画を描いていたが、スクールの倒産と無許可で自分の漫画を掲載された事で憤慨していた。
コン太
声：森訓久
第140話「両津の体力株式会社」に登場。両津の小学生時代の親友で、三バカトリオの「トン・チン・カン」に加わって一時期「トン・チン・カン・コン」と呼ばれていた。地味で目立たない性格であるため記念写真の際にはあぶれてしまい、修学旅行でも忘れられてバスに置いていかれそうになったこともある。旅行会社が企画したバスツアーでもバスに置いていかれそうになったがシオリのおかげで置き去りにされずに済み、それがきっかけで交際するようになり、結婚も決まるが勤めている会社が不景気による赤字続きによって結婚式を挙げる余裕が無い状況だったが、両津が奮闘により資金を工面したために結婚披露宴を挙げることができた。
シオリ
声：夏木千穂
第140話「両津の体力株式会社」に登場。コン太の婚約者で、20代の女性。気立てが良く美人で思いやりのある性格で、バスツアーのトラブルで置き去りにされそうになったコン太を救ってくれた。それがきっかけで交際するようになり、鈍臭く冴えないコン太を度々助けている内に「自分がそばにいないと心配」と母性本能を刺激されて惹かれるようになる。コン太の経済状況を理解しているため結婚式は諦めていたが、両津が奮闘したおかげで式を挙げられたために、コン太と共に両津に感謝した。
流星 光（ながれぼし ひかる）
声：梶原真弓
第152話「実録! V（ビデオ）カメラマン」に登場。人気アイドルの女性。非常に大人しい性格だがデビュー前は家族で登山をするなど活発でお転婆だった。アイドルになった後は傲慢なマネージャーの言いなりになるばかりで意思表示さえもまともにさせてもらえず、傀儡同然の扱いとなっている（マネージャーにとっては虚像のアイドルしか必要がないため）。やらせのドキュメンタリー番組を撮影の最中、両津の「歩きたいなら歩けばいい」などの些細な一言がきっかけとなって徐々にマネージャーに反発するようになり、最終的にはアイドル引退を決意する。引退後は冒険家に転身し、体格もふくよかとなり、性格も明るくなった。原作76巻でも同名の人物が登場するが、性別は男性で人物像は全く異なり、アニメ版におけるマネージャーが同じ役柄になっている。こちらは最終的に大麻所持によるスキャンダルで芸能界から追放された。
芹沢（せりざわ）
声：西村仁 → 竹本英史
第170話「両さん人間ドックへ行く」、第340話「花の子・両ちゃん!」に登場。目つきが悪くオールバックにした髪に白い口髭が特徴的な科学者。人里離れた山奥に建つ芹沢研究所の所長であり、研究所では彼を含めて所属している科学者や医師たちは様々な怪しい研究をしている。亀有病院などとコネクションを持っており、珍しい研究材料を見つけると人間であろうと強引に自らの研究所へ連れて来る。第170話では病院から連絡を受けて人間ドックに来ていた両津を強制拉致した他、第340話でも両津の頭に咲いた稀少な花を手に入れるためにまたも拉致した。研究や目的のためなら手段は選ばない上、研究対象の迷惑だけでなく当人の意思さえも顧みずに非人道的な研究を行い、実験動物扱いをするマッドサイエンティストである。また、自分が両津にインチキ扱いされた時には電気ショックで黙らせようとするなどかなり陰険。
山西 隼人（やまにし はやと）
声 - 山崎みちる
第174話「勘吉郎の夏」にて両津へ会いに派出所を訪れた少年。両津と同様つながり眉毛で、自らを両津の息子「勘吉郎」と名乗り（母親からそう聞かされていたため）、両津を「父ちゃん」と呼んで慕っていた。両津は最初こそ拒絶していたが、執拗に追いかけるため、マリアと共にしばらく預かることになった。
実は本当は小料理店に住む9歳の少年で、両親から冷たくされて家出した際に両津が純平や勝平と仲良くしているのを見て、眉毛を両津と同じように描いた上で両津に近づいた経緯がある。その後両親に引き取られた際に、両津が自作した自転車を貰っている。
後藤 マリ（ごとう マリ）
声：AKIKO
第176話「冬眠警官ふたたび」に登場。人気アイドルグループ・モーニング小娘の一員。ソロデビューを控えている。フジテレビの生放送番組にゲストとして出演し、暴走した日暮を麗子と一緒に鎮める。一目でファンとなった日暮はサインをもらい、そのまま眠りについてしまった。第329話「日暮たずねて三千里」では目を覚ました日暮が彼女について両津にたずねようとしていた。
パオ
声：長浜満里子
第192話「こちら東銀座歌舞伎座前派出所」に登場。両津が人事異動で銀座署の派出所に勤務していた際、お忍びで様子を見に訪れた大原から逃げていた時に出会う。
歌舞伎の見物に来日し、両親とはぐれて迷子になって泣いていたところを彼らに保護される。ウンジャラゲという王国の王子で、同僚の山下（声：竹本英史）が英語やモンゴル語など素性を聞いても通じなかったが、折り紙で国のシンボルである馬を折ったり、言葉が通じないながらもジェスチャーを使う両津の優しさに心を開き、友情を結んだ。その後馬を積んだ輸送車の事故に巻き込まれるが、両津の尽力で被害は最小限に抑えられた。
恐山 丑松（おそれざん うしまつ）
声：竹本英史
第194話「踊る大江戸捜査網」に登場。指名手配中の連続強盗犯。捜査訓練の犯人役で逃走中の両津と出くわし、同業者と勘違いするがそのまま手錠をかけられる。両津は逃走中だったために警察に引き渡すこともできず、そのまま一ヶ月以上もの間逃亡生活を送る破目になり、最後は警察に追い詰められた末に両津の手錠から切り離されて逮捕された。警察側は丑松の逮捕に勢いづいて強盗グループの捜査に乗り出したが、捜査訓練のことを完全に忘れ去ってしまい、両津は三ヶ月間も放置されてしまった。
綿貫（わたぬき）
声：有薗芳記
第196話「帰ってきた交通安全の鬼」に登場。石頭部長が若い頃にリーダーだったカミナリ族、黒い流星のサブリーダーを務めていた男。交通法規を破ることに生き甲斐を感じている非常に過激的な人物。石頭がグループを脱退した後もしつこく付き纏っていたが、その後海外へと渡り、数十年後に帰国してまだ石頭が生きていることを知ると裏切りの復讐として石頭の兜の誓いのパトライトを強奪してやる気を削いでしまう。その後も夜な夜な暴走行為を繰り返しては大規模な交通事故を巻き起こして葛飾を大混乱に陥れ、石頭の自宅にまで押し掛けて荒らしていく。老いてもなおバイクテクニックの腕前は衰えておらず、警察はおろか本田の追跡さえも振り切って逆にあしらってしまうほどの実力を見せる。最終的に奮起した挙句にキレて本気になった石頭とバイクで壮絶な激闘を繰り広げ、佐渡島まで渡った所で逮捕された。
市井 木目蔵（いちい きめぞう）
声：楠大典
第218話「決定! ランキング王」に登場。人気のランキング番組「ミスターランキング」で司会を務める赤毛の男。個人の事務所を持っているなどそれなりに有名であるが、裏ではメーカーから賄賂を受け取っておりその額によって格付けをしていたためにおかしな商品ばかりがランキングされるようになっていった。事実を知った両津たちの計略で収賄の全貌をスタジオで明らかにされて番組を追放され、両津がその番組の司会者の座を継ぐが、大原の命令で報酬が一切得られないために両津自身も収賄に手を染めるようになる。市井は復讐のために両津を監視し、収賄の証拠をスタジオですっぱ抜いたがゴンドラで逃走しようとした両津と共に、次週の「花火ランキング」に保管していた花火に引火して爆発に巻き込まれた。
桃山 しおり（ももやま しおり）
声：根谷美智子
第224話「私は女優よ! 亀有両子」に登場。人気女優で高級マンションに住んでいる。失恋で仕事にも身が入らなかったが、主役となる新作ドラマのもう一人の主役として「亀有両子」の偽名で女装した両津とコンビを組むようになる。「両子」として親身に接してくれる両津を慕うようになるが、女装がばれたために幻滅してしまった。
手出井 熊雄（てでい くまお）
声：竹本英史
第235話「クマなく探せ大追跡」に登場。ヒゲ面にサングラスをした男。その名前のために子供の頃から「テディベア」とあだ名を付けられて馬鹿にされており、どん底の人生を歩んできた。全てはテディベアのせいだと逆恨みをしてテディベア世界選手権に向かう貸し切りの飛行機を時限爆弾によってハイジャックし、乗客のテディベアを海に捨てさせようと企む。両津と中川が大原の結婚記念日の指輪が誤って入ってしまったテディベアを回収しようと爆弾処理班を装って乗り込んだ飛行機で偶然居合わせ、両津たちを追い出して計画を実行しようとしたが両津の活躍によって爆弾を指輪もろとも海に投げ捨てられ、逮捕された。
浅草 紀香（あさくさ のりか）
声：徳光由禾
第241話「恋の大沈没!」に登場。本田が些細なことから乙姫とケンカした時に、両津の考案した仲直り作戦を遂行するため、両津が大原から紹介させた本田の見合い相手。容姿は両津が認めるほど美人であるが、惚れっぽく調子がいいのが玉に瑕。両津の期待を裏切り、本田に惚れたのも束の間、作戦中に遭遇した中川に一目ぼれしてしまった。
針山 昇
声：高山広
第262話「だまされて亀有 そして成田」に登場。寸借詐欺常習犯の詐欺師。両津が商店街のツケの支払い代わりに用意した万馬券を狙い、ウィーンに行く予定のヴァイオリニストを装い両津に成田空港まで案内してもらう。空港に到着したときに正体がバレて、両津を油断させて万馬券をすって、ヴァイオリンケースで頭を殴って逃げたが、結局両津に捕まり万馬券を取り返される。しかしこの万馬券は4ヶ月以上前の有効期間切れのものだと判明し、「ハズレ馬券を渡すつもりだったな!」と憤慨して、針山は商店街の人たちと一緒に両津を追い回した。
沖田 竜司（おきた りゅうじ）
声：竹本英史
第274話「エンジェル7vsワイルド野郎隊」に登場した本田の暴走族時代の舎弟。本田が最も信頼していた仲間で、彼が引退する際に暴走族「関東男連合」の二代目を託された。しかし自分の引退後に三代目を継いだ土方が自分や本田の意思に反してチームを軟派な集団にしてしまった挙句、そのことに反発すると、今は本田や自分の時代とは違う言われたことに激怒し、女子の白バイチーム・エンジェル7のメンバーを次々と襲い、土方に罪を着せていた。しかし土方が逮捕されたことを知らずに残りのメンバーを襲撃したことで土方に濡れ衣を着せたことが発覚、バイクテクニックを見て犯人が自分だと見抜いた本田と壮絶な走りを展開し、最後は崖から転落するも、辛うじて一命を取り留めた。その後は自分の過ちを認めて逮捕された。
土方（ひじかた）
声：近藤孝行
第274話「エンジェル7vsワイルド野郎隊」に登場した本田の暴走族時代の舎弟。沖田の引退後は「関東男連合」の三代目総長となるが、本田や沖田と異なり、「バイクは彼女と楽しく乗るもの」という考えから、チームを軟派な集団へと変えてしまった。そのことが沖田の怒りに触れ、彼にエンジェル7襲撃の濡れ衣を着せられてしまった。
吉永 真琴（よしなが まこと）
声：原元美紀
第293話「両さん熱愛宣言!?」に登場。大原が持ち出した見合い写真の中からに選ばれた両津の見合い相手。大原部長の妻の良子とは知り合いで良子曰く「物腰も低くとても良いお嬢さん」。両津や他の派出所員や小町と奈緒子が認めるほどの美人でお淑やかな女性である。しかしその外見と裏腹に護身術を身につけており、合気道5段の腕前を持つ。その実力は真琴とお見合いしていることを麗子から聞いたことを知って両津に実力行使をしようとした麻里愛を投げ飛ばすほどである。また料理や茶道もこなしており、彼女の手作り弁当は両津以外にも大原と本田も舌鼓を打つほどであった。さらに自分に絡んできたヤクザを一言で追い返す両津の男気に魅了する。しかしうまく恋愛が進んでいることに疑問を感じた両津が真琴に事情を聞いたところ、実は彼女が子供の頃からファッションデザイナーになるためにパリ留学の夢を抱いていたが両親に猛反対されて結婚を勧められたことでヤケになったということを知り、彼女の将来を考慮して自ら真琴と別れた。その後、真琴は大原によると真琴のばあや（声：尾小平志津香）から話を聞いて、両津にピシャリと言われたおかげで両親を説得し、パリ留学の許しを得て、両津に感謝していた事を両津に伝えた。
怪盗103（かいとういちまるさん）/江戸川ポワ郎（えどがわぽわろう）
声：ケン・サンダース
第302話「オリエント急行盗難事件」に登場。クリス・T伯爵夫人（声：北川智繪）の持つダイヤの指輪を狙い、横溝製紙工業社長代理に変装してオリエント急行に乗り込んだ。見るからに怪しい外見をしているので、指輪を盗んだ後に両津に犯人だと疑われてしまうが、自分は怪盗103を捕まえるために雇われていた探偵だと嘘をついて主導権を握り、急場をしのぐ。しかし両津の推理で身元を中川に調べられ、横溝製紙工業は雇っていないとバレてしまう。
列車の上で両津と対決し、突き落として勝利したと思ったのもつかの間、根性で這い上がった両津にサンダルのパンチを食らってダウン。お縄となった。
翻堕羅拳四天王
第342話「愛戦士・両津勘吉」に登場。翻堕羅拳の使い手の中でも麻里愛と互角の実力を持ち、両津でさえも苦戦させるほどの実力を持つ4人の猛者たちの総称。普段は全国各地に武者修行に出ているが、自分の死期が近いと悟った愛の父・晩に呼び戻され、両津と交戦する。全員がかなりの強さを誇るが、人間が鍛えることのできない唯一の部位である「秘孔（尻の穴）」を突くことで倒すことができる。
茶プリン
声：竹本英史
翻堕羅拳四天王の1人。通称「悲劇王」。泣けば泣くほど強くなる拳法「号泣拳」の使い手で、過去の悲しい出来事を思い出して泣くことでパワーアップすることができるが逆に笑うと弱くなってしまう。その時の本人の発言によれば昔フォークダンスで誰からも手を握ってもらえなかったり、合コンで相手の電話番号を聞いたら全くのデタラメを教えられたこともあるらしい。かなりの石頭で頭突きで大岩を砕くこともできる（マリアによれば鉄でも粉々になるらしい）。晩に奪われたプラモを取り戻そうとする両津とマリアの前に現れ、号泣拳で戦うも、笑うと弱くなることを両津に見抜かれ、彼のカンチョー拳で倒された。
ダン吉
声：下崎紘史
翻堕羅拳四天王の1人。通称「暴拳王」。バニーガールのような格好にモヒカンが特徴で、自分を痛めつけることで我慢を重ね、やがてその力を一気に爆発させる「大痛拳（おおいたけん）」の使い手。しかし痛めつける方法は持っている鞭やロウソクを用いたSMプレイとまったく変わらない方法であり、両津から「特殊刑事みたいな奴」、「危ない奴」と評されるほどであった。両足に100kgの鋼鉄製ハイヒールを履いており、我慢を重ねることで得た力を解放して滝を凄まじい勢いで登り、鋼鉄のハイヒールと滝の落下速度を合わせた破壊力の増した蹴りを得意としている。100キロの鋼鉄製ハイヒールを履いたまま動き回る、滝を泳いで登る、竹の撓りを利用して飛び蹴りを放つなど高い身体能力を持つが、ハイヒールの重さ故に一度滝つぼに落下すると自力で上がってこれない欠点がある。茶プリンを倒した両津とマリアの前に現れるが、両津のカンチョー拳を喰らい、滝つぼに落ちていった。
怒火弁
声：高瀬右光
翻堕羅拳四天王の1人。通称「三冠王」。野球選手のような格好をしており、鉄球を凄まじい速さでノックする「野球拳」の使い手。特に高速回転しながらノックを連発する技は両津を吹き飛ばす威力を誇る。当初は両津を追い詰めるも、マリアの助太刀を得た両津のカンチョー拳の前に敗北する。
ライオン丸
声：小山剛志
翻堕羅拳四天王の1人で四天王最強の男。通称「百獣の王」。翻堕羅拳としては珍しく純粋な強さを誇っており、両津からも「こいつは本物だ」と言われている。下敷きで髪の毛を勢いよく擦ることで電気を発生させ、その電気を身に纏って闘う「燃える闘魂拳」の使い手。この拳法で発生させた電気は静電気を遥かに上回り、人を感電させるほどの威力がある。さらにマリアをあっさりと捕縛し、両津のカンチョー拳も通用しないほどの実力を持つ。その圧倒的な力で両津を追い詰めるも、岩に拘束したマリアが岩ごと抜け出したことでその岩に吹き飛ばされ、さらにその勢いを利用した両津の「雪崩式カンチョー拳」の前に敗北する。
アメリカの副大統領
メガネをかけ口ひげをはやした男性。屯田に案内され万年桜に向かうも、その直後に両津によって万年桜を切り倒されていたのを知り、正直に謝罪した両津を切腹に処した。
佐倉 万年
声：竹本英史
アニメ第320話「さくら大変!?」で登場。万年桜の咲く山のふもとに建つ雑貨屋の店主の男性だが、「万年桜を守る会」の会長。両津が署長の命令でアメリカの副大統領を歓迎するために万年桜の咲く山で場所取りを命じられて、山を登っている最中に彼らが万年桜のことを聞きに店を訪れたときに、知らないフリをして「この先に登るだけムダだよ、さぁ帰ってくれ」と追い返しても、万年桜を見つけられて、彼らの寝込みを襲われて崖っぷちに連れて行って放置した上に巨大な鉄格子の柵を立てて封鎖したが、リモコン制御の仕掛けやペットの熊たちを使った両津たちとの攻防戦が続いた末、両津が中川から借りたヘリで座り込んだ熊たちを追い払うつもりだったが、プロペラ部分に桜の花びらの塊が付着したことで操縦不能となり、熊たちを追い払った直後にプロペラによって誤って万年桜を幹から切り倒されてへこまされる末路で終わった。
この時両津は、頂上に到着した副大統領に正直に謝ったが、許してもらえなかったばかりか「責任ヲ取レ」と切腹されるオチで終わった。
シマゴカ共和国大統領
声：いずみ尚
アニメ第338話「発明王リョーツ」に登場。シマゴカ共和国の大統領。シマゴカ語は日本語への翻訳に4人の通訳が必要だったが、両津の翻訳ロボットにより通訳無しで会食を行った。ただし、両津はシマゴカ共和国の公式サイトではなく、出会い系サイトに載っていた言葉をランダムに選んで使ったため、日本語からシマゴカ語への翻訳が相手をけなす言葉、シマゴカ語から日本語への翻訳が褒め言葉になってしまったために誤解を生んでしまい、日本に対して国交断絶を言い渡してしまった。
ジルバ・カスタネット17世
声：渕崎ゆり子
アニメ第352話「麗子のかわいい王子様」に登場。ルンバルンバ王国の王子で、ペットのエリマキブタ「マンボ」を連れている。
金が全てという考えを持っていたが、麗子から「お金よりも大事なものがある」と教わることになる。
ワルツ・マーチ
アニメ第352話「麗子のかわいい王子様」に登場した2人組。ボサノヴァ侯爵に雇われていた。
フーガ13
アニメ第352話「麗子のかわいい王子様」に登場したスナイパー。彼もボサノヴァ侯爵に雇われていた。

### 動物たちなど
ダチョウ
アニメ版第326話「ダチョウさん、いらっしゃい!?」に登場。
都内の道路へ脱出したダチョウで両津と戦いメスのダチョウになりすました彼の作戦で捕獲され、ダチョウの通訳ができる両津は署長にダチョウ課の課長に任命され、人のために役立つようにダチョウ小屋でダチョウたちを調教していて、活躍できたダチョウたちは署長に表彰されたが、両津は一切表彰されなかった事から嫉妬した彼の陰謀でダチョウたちの活躍は台無しにされて、ダチョウが商店街の人たちに町内からの追放を宣告された日の夜、ダチョウ小屋で新聞を見て両津の陰謀だと気づいた後翌朝「ダチョウは無実!犯人はコイツだ!」と書かれた新聞を配布して、商店街の人々に真実を伝えた。
この新聞を読んだ両津は、ほとぼりが冷めるまで隠れようとした所を大原に呼び止められ、大原の命令を受けたダチョウたちは両津を徹底的に蹴った末、飼育員に格下げになった両津をこき使った。
カメアリキングオー
アニメ第184話「走れ、カメアリキングオー」にて登場。両津が競走馬に育てるために極度の節約と貯金の末購入した馬。ただし嘆息で肥満体のうえ両津よりも足が遅く、偏食家で馬なのに草が嫌いでラーメンが好物である。とある親子を救ったことで両津と互いに友情が芽生えたものの、それを見かねた金持ちに引き取られていった。
動物たち
TVSP第22弾「両津の浅草リニューアル大作戦!!〜あぁ 思い出の花やしき〜」に登場したペンギン、ウサギ、クマといった動物たち。終盤で、両津が破壊したジャングルと南極の修理代を請求した。
トント
アニメ第14話「ゾウさんといっしょ」に登場した迷子脱走小象。母象を病気で亡くし飼育員たちもその看病のため放置寂しさのあまり動物園を脱走、亀有のコンビニに出没。通報を受けた両津たちの保護をうける。両津になついてからはずっと離れようとせずどこまでも両津の後についてくるようになる。

### テレビスペシャルの登場人物
アブダラ・カダブラ
声：松山鷹志
「大ハードスペシャル」編で二度に渡って登場した国際手配犯で、世界の紛争地域に武器を売り捌いて利益を得ている死の商人。弟のアダヤダが両津たちに逮捕されたために爆弾のスペシャリストであるジャッカル・ヘンダースや元プロレスラーのアトミック・サンダー、元スナイパーのリリー・フランシスや元板前のゴッシャー・サマコスフキーら傭兵を雇って両津たちに勝負を挑んだ。最終的には特殊刑事課三羽烏が放ったミサイルで船を押され、そのままフジテレビに激突して船の爆発に巻き込まれ、その爆風に吹き飛ばされ部下共々全員逮捕された。その後は脱獄し、今度は特殊刑事課に逮捕された経験がある凶悪犯のフンドシの錠やシージャック犯のシャーク番長、インチキ霊媒師のひみつの日光（にっこ）ちゃんを使って一時は葛飾署を占拠する。両津の前に再び現れた際は大原に銃を突き付け人質に取るが、両津に「わしよりサボテンをいたわる上司なんか、煮るなり焼くなり好きにして下さい」と言われて憤慨した大原に1発で倒され、再び逮捕された。
アダヤダ・カダブラ
声：八嶋智人
アブダラの弟。両津たちSSチームに一度は逮捕されたが、後に兄が雇った傭兵に救出されて共に逃げ出す。その後、傭兵の協力を受けながらも必死に逃亡するが、最終的には再び逮捕された。
サンダース
声：渡辺健
第55巻の特別編に登場。アニメでは「ジャッカル・ヘンダース」の名前でアブダラ・カダブラに雇われた傭兵として登場，アブダラに雇われた傭のリーダー格。
原作ではボスの弟を助けた後、アジトのビルに様々な罠を設置。乗り込んで来たSSチームに対し、罠と部下を使って有利に戦い拘束する。しかし両津だけはビルの外壁を伝ってきたため罠には掛からず逃げられてしまう。その後、復讐しに来た両津にミサイルを撃ち込まれてビルは倒壊。部下たちを連れてヘリコプターで逃げるも両津に追いつかれ墜落させられてしまう。部下たちは取り押さえられたが、自身はプライドを賭けて両津との一騎討ちを行う。しかしベーゴマやピアノなどしょうもない勝負を繰り広げ、すべて両津に有利だったため勝ち目がなくなり取り乱してしまった。
アニメ版では爆弾のスペシャリストとして外人部隊を転々としており、爆弾の扱いに長けているために「歩く破壊男」の異名を取っている。両津たちを相手に戦うが、最終的には特殊刑事課三羽烏の活躍によって追い詰められ、中川たちに逮捕された。
アトミック・サンダー
声：小和田貢平
アブダラに雇われた傭兵で、大柄な体格の黒人男性。元プロレスラーとしてあらゆる格闘技に精通しており、接近戦に長けている。また、かつてはSGS‐9のケペル大佐に仲間を何人も監獄送りにされたことがあり、彼を恨んでいる。両津たちを相手に戦い、ボルボを一撃で倒して次にマリアと戦い、攻撃を何発も受けながらも投げ飛ばして無力化するなどすさまじい強さを見せた。直後に背後から飛び掛かってきた中川に羽交い絞めにされるが、ゴッシャーが麗子を人質に取ったために形勢を逆転させた上で両津以外の者たちを捕らえる。その後、再びやってきた両津と海パン刑事の前に立ち塞がるが、海パン刑事の言動の前に翻弄され、その隙を突いた海パン刑事のゴールデン・クラッシュ（局部を顔面に押し付けて窒息させ、トドメに放屁を放つ）で気絶した。
リリー・フランシス
声：栗田ひづる
アブダラに雇われた傭兵。凄腕のスナイパーとして女性ながらオリンピックや数多くの大会で実績を持っており、両津からも中川や麗子以上と評されるほどの射撃の腕を誇っているが、特に飛行しているヘリの中からターゲットを正確に撃ち抜くことができる。両津たちを相手に戦うが、最終的には特殊刑事課三羽烏の活躍によって追い詰められ、中川たちに逮捕された。
ゴッシャー・サマコスフキー
声：岩尾万太郎
アブダラに雇われた傭兵で、元板前。日系モンゴル人かつロシアとアメリカのハーフである父にイギリス系中国人の母を持つ。また、戦闘ではダーツを使用し、的確な形で使いこなす。両津たちを相手に戦い、麗子を人質に取ることで両津以外の者たちを捕らえる。その後、再びやって来た両津と海パン刑事の前に立ち塞がるが、海パン刑事の言動の前に翻弄され、その隙を突いた両津の局部を顔に押し当てられて気絶した。
フンドシの錠
声：流山児祥
アブダラに雇われた凶悪犯。見た目の通りにふんどし一丁という格好をしており、海パン刑事と同じような行動や争い方をしている。かつて海パン刑事に逮捕されて5年も刑務所に入れられたことがあり、彼を恨んでいる。海パン刑事に復讐するために彼の前に立ち塞がるが、わけの分からない競い合いの末に敗北する。
シャーク番長
声：有薗芳記
アブダラに雇われたシージャック犯。鮫のような青白い肌に番長のような風貌をしており、ギターで鮫を自由に操っている。かつてドルフィン刑事に逮捕されたことがあり、彼を恨んでいる。ドルフィン刑事に復讐するために鮫を調教し、一度はドルフィン刑事を追い詰めるが、最終的にはピンカちゃんの助けを借りたドルフィン刑事に敗北する。
ひみつの日光（にっこ）ちゃん
声：風間水希
アブダラに雇われたインチキ霊媒師。戦う時は様々な選手の着ぐるみを着てあらゆる技を使う。かつて月光刑事に逮捕されたことがあり、彼を恨んでいる。月光刑事に復讐するために変身技を編み出し、彼らを追い詰めるが、両津および鳩ポッポ刑事の豆鉄砲を受けてしまい、怯んだ隙を突かれて月光刑事のジャーマンスプレックスを受けて気絶した。
ピンカちゃん
声：西山喜久恵
「大ハードスペシャル」の第2作においてドルフィン刑事の助っ人として登場した1998年度のフジテレビのマスコットキャラクター。
ジョン・ウィルソン
声：又村奈緒美
TVSP第7弾「両さんアメリカへ行く」に登場するアメリカ人の少年。父親は警察に協力する情報屋で多くのマフィアを逮捕することに貢献していたが、報復としてドン・カスタニーニョによって家族を皆殺しにされる。母親の機転によりジョンのみが隠れて辛くも難を逃れたが、家族を殺されたショックで喋ることができなくなり、警察であっても大人に恐怖心を抱くようになってしまった。カスタニーニョの裁判に証人として出席するために両津とサンディにロサンゼルスまで護衛される中、初めはナイフを向けるほど両津にも恐怖を抱いていたが旅の中の交流で心を開き、最終的にはまた喋ることができるようになった。両津からは自作の凧やベーゴマなどをプレゼントされた。
ドン・カスタニーニョ
声：小和田貢平
TVSP第7弾「両さんアメリカへ行く」に登場したアメリカ全土に影響力を持つマフィアのボス。ジョンの父親によって麻薬取引現場の情報を警察に知らされては組織に打撃を与えられていたため、その報復としてジョン以外の家族を殺害する。その後、別件で逮捕されるもジョンの家族殺害の関与を否定していたが、殺害現場を目撃している証人のジョンの口を封じるために暗殺しようと暗躍する。しかし、両津たちの活躍によって暗殺は失敗し、裁判でジョンによって証言されたために有罪となり、終身刑となった。
おのろけ姫
声：並木のり子
TVSP第8弾「オドロキモモノキ島の大決戦」に登場した長。セクシーな容姿に仮面が特徴。オドロキモモノキ島に生息する怪獣オドロキモモノキヌッシー様を守り神として崇めている。美男美女のおのろけブラザーズとおのろけシスターズを従えており、ヌッシー様を捕らえようとする者たちを妨害している。実はセクシーな体は着ぐるみであり、その正体は背の低い老婆（声：尾小平志津香）である。オドロキモモノキ島が寂れてしまったため、ヌッシー様をでっち上げて観光客を誘い込んで大儲けしようとしており、クレーン車の先に怪獣の頭を取り付けた偽物であった。真相を話した後、その事を知って激怒した両津に恐れて逃げ出した。なお、話のオチに砂漠の中から怪獣が登場するが、それがヌッシー様なのかは不明である。
ターミネーチャン
声：入絵加奈子
TVSP第10弾「湯けむりポロリ 2001年京都の旅」に登場した未来の地球を荒廃させた宇宙人であるドゥビダバ星人によって現代に送り込まれた液体金属型のロボット暗殺者。通常は外人女性の姿をしているが変身が可能で、人間だけでなく、モグラや木の桶、海パン刑事や旅館の仲居、シャチや攻撃ヘリにも変身が可能であり、また感情も有している。地球を復活させる可能性を持った抗体を持つ両津を抹殺するために送り込まれ、全裸の大原の状態で巨大化（全裸で現れたのは両津が温泉で「部長にはかなわない」と言ったことから自動的に「裸の部長にかなわない」と誤認したためであり、両津本人からは「24世紀のロボットは結構アホだな」と呆れられていた）し、両津を追い掛けつつも京都を蹂躙するが、弱点が火であることを両津に感づかれ、最後は街から山の中に誘い込まれて大文字焼き作戦で倒された。
春代（はるよ）
声：三原じゅん子
TVSP第12弾「レッツゴー長崎! 恋しぐれトラック姉ちゃん」に登場したトラックの運転手。父親が倒れたという知らせを受けてトラックで長崎に向かうが、その途中で長崎県警に呼び出された両津と本田に出逢い、トラックに乗せて長崎まで連れて行った。その後は父親に勘当されていたことを明かし、それでも両津のおかげで勘当が解かれた。その後、恋人の安倉健（やすくらけん、声：金子はりい）と結婚する。
真田 遥（さなだ はるか）
声：徳光由禾
真田幸村の子孫である忍者軍団の頭目で、金髪ロングヘアーの美人忍者。一見は落ち着いたような性格で、変装時はぶりっ子のような口調、頭目として登場した際は冷静な口調と普段から声色を使い分けたり、本田を人質に宝を渡すように要求したり、手下にすぐさま指示を下すなどの冷静な対応を見せているが、一方では感情的になる一面もあり、出し抜かれると激昂して荒々しい口調となって見境無く暴走する。また、両津から偽者の巻物を掴まされたり、剣術で背景ごと斬り過ぎて照明を頭に落としてしまったりとかなり間抜けなところがあるために両津にあきれられ、特に守銭奴なために性格がそっくりな両津をライバル視している。タンクトップにショートパンツという露出度の高いファッションで変装することもあり、その際に胸を強調するなどの色仕掛けもする（実際に同行していたボルボが鼻血を出している）。戦う際は日本刀を使用し、両津とマリアでも太刀打ちできないほどの実力を発揮する。周囲のものを一瞬で切り刻んだり、太い柱を簡単に一刀両断できるほどの剣の腕前を持つ。得意技は分身の術で、自身を5人にすることができるばかりか、1万円札の分身（中には本物も交じっている）を作ってばら撒くこともできる。しかも非常に打たれ強い。TVSP13弾「両津VS忍者軍団! 裏江戸城黄金伝説」で初登場したが、最初は両津たちに近付くためや宝を横取りするため（仲間のふりをして近づき、共に探すという形で宝を見つけたら山分けで手に入れようと計画する）に宝の在り処の一つが隠された元祖弁天神社の一人娘「弁天遥（べんてん はるか）」に成り済まし、彼らに接触した後はそのまま同行する（元祖弁天神社には実際に子供はいるが、娘ではなく息子であることが終盤に恵比寿によって明かされる）。その後、裏江戸城で両津に仲間を次々と倒された上に彼を追ってきたマリアが登場したことをきっかけに初めて正体を現すが、宝を両津と奪い合った挙句に城は水没し、直後に配下共々警察に逮捕された（警察の船に乗せられて連行される様子が小さく描かれている）。
その後は脱獄して第297話「檸檬、くノ一忍者になる」で再登場。西郷小金丸の屋敷の隣に忍者のテーマパークを開いて成功させる。霧隠独楽太蔵や猿飛佐助平の2人の他に新たに由利鎌子を手下に加えて両津たちと忍者対決を行い、最後の一人として両津と戦うが、テーマパークの宣伝に利用するために忍者対決の様子をTV放映させたのが仇となってそれを見た警察によって居場所を知られ、対決の途中で警察に乗り込まれて追い詰められてしまう。他の手下たちと共に逃走しようとしたが、両津によって阻止されてしまい、一味揃って再び逮捕された。
霧隠 独楽太蔵（きりがくれ こまったぞう）
声：側見民雄
真田十勇士の子孫で、真田遥の手下の一人。風船のガマを操り、またそのガマを使って津波を起こすことができる。また、再登場の際は風船ではなく本物のガマを操り、さらにはまきびしを使用する。やって来たドルフィン刑事とそのイルカたちを退けるが、ジェットバイクに乗った本田の突撃によってガマに穴を空けられてしまい、そのまま海に落下した。騒動終結後は遥や他の手下たちと共に警察に逮捕されたが、後に脱獄する。その後、「檸檬、くノ一忍者になる」で再登場し、忍者対決で纏と戦って最初は追い詰めるが、檸檬から野球のヘルメットとバットを受け取った纏によって自分がばら撒いたまきびしを打ち返され、さらにはそのまきびしが刺さって暴れたガマが場外へと移動してしまったことで場外負けとなってしまう。敗北後は警察が駆け付けてきたために遥や他の手下たちと共に逃走しようとしたが、両津によって阻止されてしまい、直後に再び逮捕される。
猿飛 佐助平（さるとび さすけべえ）
声：泉尚摯
真田十勇士の子孫で、真田遥の手下の一人。高齢だが凧を使って空を飛ぶことができ、忍者の道具を多彩に使いこなす。やって来た月光刑事を退けるが、凧を揚げる際に繋がっていたロープを両津に切られてしまい、そのままどこかへ飛んで行った。騒動終結後は遥や他の手下たちと共に警察に逮捕されたが、後に脱獄する。その後、「檸檬、くノ一忍者になる」で再登場し、忍者対決で夏春都と戦って一度は追い詰めるが、直後に夏春都が握った寿司を食わされたことで隙を作ってしまい、そこを突いた春夏都にわさびが乗った寿司を食べさせられたために辛さの余りに自ら場外へと移動し、そのまま水に落ちて場外負けとなってしまう。敗北後は警察が駆け付けてきたために遥や他の手下たちと共に逃走しようとしたが、両津によって阻止されてしまい、直後に再び逮捕される。
三好 不清海入道（みよし ふせいかいにゅうどう）
声：かねこはりい
真田十勇士の子孫で、真田遥の手下の一人。武器として金棒を操り、それに見合う巨体でどんな相手も圧倒する。やって来た海パン刑事を退け、続けて両津も倒そうとする。しかし両津を追ってジェットスキーで乱入してきたマリアにより吹き飛ばされ、そのまま壁に激突して気絶する。騒動終結後は遥や他の手下たちと共に警察に逮捕されたが、その後の消息は不明である。
由利 鎌子（ゆり かまこ）
声：中尾友紀
第297話「檸檬、くノ一忍者になる」に登場。真田十勇士の子孫で、真田遥の手下の一人。独楽太蔵、佐助平、不清海とは異なり若い女性。「木の葉隠れ」という忍法で風を操り、その風でスカートをわざとはためかせて相手を油断させてから攻撃するという戦法を用いる。また、同じ手下の不甲斐無さを理解している面もあり、忍者対決で霧隠と猿飛の二人が敗北した際には悔しがる遥の横で苦笑いを浮かべていた。忍者対決で小金丸と戦うが、前述の戦法で小金丸の油断を誘って勝利する。その後、警察が駆け付けてきたために遥や他の手下たちと共に逃走しようとしたが、両津によって阻止されてしまい、直後に警察に逮捕された。
世界ナンバーワンポリス決定戦出場者たち
TVSP第15弾「世界ナンバーワンポリス決定戦!!」に登場した世界各国を代表する刑事たち。特殊刑事課のメンバーほどではないものの全員個性的な格好をしているが、容姿に反して警察官としての能力は非常に高い。
フェラーリ刑事
声：和田智
イタリア代表の刑事。F1レーサーのような格好をしており、フェラーリをパトカー代わりにしている。選手権第1回戦のパトカーを使用したレースでは優勝候補とされていたが、トラップで路面に撒かれたオイルに車がスリップして失格となる。
マンハッタン刑事
声：近藤孝行
アメリカ合衆国代表の刑事。ニューヨーク市警に所属し、アメコミに出てくるヒーローのようなコスチュームを身に纏っている。非常に傲慢かつ過激な性格で、1回戦のレースでは波打つ道路を攻略するためだけにバズーカで他の選手を巻き込む勢いで道路を破壊したり、2回戦の射撃対決ではFBIとNASAが極秘に共同開発したヘルメットと連動して標的を自動的に狙撃する最新式の銃を使用したりしており、そのことで両津や屯田署長からは「警官が銃を使うのではなく銃が警官を使っているようだ」「あくまで銃の腕前を競うものであり、銃の性能を競うものではない」と指摘されていた。最終的には彼の態度に腹を立てた両津が電極+に作らせたコンピュータウイルス内蔵の小型チップを銃に埋め込まれたことでデータを破壊され、さらにはパニックになってどこかへ走り去って行った。
ラーメン刑事
声：下崎紘史
中華人民共和国代表の刑事。ラーメンを食べることでパワーアップをすることができ、特にパワーアップ後は両津を圧倒するほどに強くなる。選手権第3回戦で両津の剣道に劣勢を強いられた際には事前に準備していたカップラーメンを食べたことで筋肉を肥大化させて彼を追い詰めるが、結局は本田の激励を受けてパワーアップした両津に敗北する。
サバンナ刑事
声：永野善一
ケニア代表の刑事。自然保護官の格好をしている。また、「自然を愛する刑事」と称されている通りにパトカーの代わりにダチョウ、拳銃の代わりに吹き矢を使用するが、そのような見た目に反して刑事としての能力は高く、選手権1回戦のレースではダチョウを巧みに操って道路に撒かれたオイルの隙間を走行し、2回戦の射撃では吹き矢を全て命中させていた（彼の他に2回戦で100点となったのは海パン刑事のみ）。3回戦での格闘技対決ではクロコダイル刑事に敗北する。
コサック刑事
ロシア連邦代表の刑事。選手権に出場した刑事の中では比較的普通の格好をしている。順調に選手権を勝ち進むも3回戦での格闘技対決では中川の助っ人である左近寺に敗北する。
スコッチ刑事
声：西村仁
イギリス代表の刑事。常にバグパイプを演奏している刑事。選手権を勝ち進むも3回戦の格闘技対決では海パン刑事の局部を顔に押し当てられて（ゴールデン・クラッシュ）敗北した。
クロコダイル刑事
声：木内秀信
オーストラリア代表の刑事。助っ人としてカンガルー刑事（声：中村悠一）を引き連れ、準決勝では南極に現れたホッキョクグマをノックアウトするもペンギン型ロボットを見失ったことで失格となる。
上条 サクラ（かみじょう サクラ）
声：小原乃梨子
TVSP第16弾「爆走列車! 網走発東京行き! 両津VS拳法バァさん!」で登場した服役中のスリの老婆だが、正体は神宮寺組というヤクザ組織の会計係で、少林寺拳法の達人である。72歳。娘夫婦を事故で亡くしてからは孫の遊左と一緒に住んでいたが、親戚から仕事を咎められたことで親権を失ってしまう。その後は年に一度誕生日にだけ会うという約束をしていたが、それも打ち切られてしまい、以降は孫に会うことを望むようになる。その後、かつて神宮寺組の会計係だった際に組織の資金120億円を横領したことで神宮寺組から追われてしまい、さらには網走から東京へ向かう際に神宮寺組の追っ手に遭遇したが、最終的には両津と共に遊左の爆弾事件を阻止しようと奮戦して孫と再会を果たした。
上条 遊左（かみじょう ゆさ）
声：斎藤恭央、中川玲（幼少時代）
TVSP第16弾に登場したサクラの孫。25歳。鉄道マニアとして活動しており、好きな車両は新幹線0系電車。サクラの娘夫婦である両親を亡くしてからはサクラに引き取られて暮らしていたが、彼女の仕事が原因でサクラと引き離され、親戚をたらい回しにされながら育つ。爆弾騒ぎを起こして秋葉原の0系ひかりを盗むために調査をしていた最中、偶然発見した大金を餌に宮原たちと手を組むが、最終的には裏切られて殺されそうになったところを両津とサクラによって救われる。その後はサクラとの再会を果たしたが、直後に彼女に平手打ちをかまされて「爆弾騒ぎを起こした」と叱られた末、逮捕される。
宮原（みやはら）
声：楠大典
TVSP第16弾で登場した遊左と手を組んだ男。遊佐が0系ひかりを盗むための下調べの際に偶然見つけた大金を奪うために彼に協力する。終盤では遊佐を裏切って始末しようとするも両津やサクラによって部下共々倒されてしまい、直後に警察に逮捕される。
神宮寺 アヤノ（じんぐうじ アヤノ）、神宮寺 ヒナノ（じんぐうじ ヒナノ）
声：深見梨加（アヤノ）、井上喜久子（ヒナノ）
TVSP第16弾で登場した神宮寺組の首領である双子の姉妹。コードネームはアヤノが「カシミール1」、ヒナノが「カシミール2」。上条サクラが持っていた風呂敷の中に入っていた自分たちの恥ずかしい写真を取り返すために武装ヘリで両津たちを追いかけ続けていたが、最終的には取り返す。
柏木（かしわぎ）
声：松澤重雄
TVSP第16弾に登場した本庁の若い警部。屯田によると本庁の将来を背負うと言われていながらも実際には爆弾事件の捜査で容疑者として東京中からマニアを集めるなどという的外れな指示を出したり、常に偉そうな態度を取っているために小町と奈緒子にも嫌われているが、一方では麗子や派出所の面々に活を入れられた際は仲間想いの姿に感動したり、サクラと遊左が再会を果たした時には涙を流すなどの涙もろい一面もある。また、かなり身長が低く、常に2人の部下を連れている。両津の救出方法を考えずに爆弾の解体を強行しようとしたが、それを反対した麗子から一喝され、さらには派出所の面々の説得を受けたことで考えを改めて両津の救出に乗り出し、麗子たちのサポートを行う。
ダンデライオンサーカス団長
声：永野善一
TVSP第17弾「特殊刑事壊滅!? 檸檬と謎の盗賊団!」に登場した窃盗団。世界各国で1千億円以上のお宝しか盗まないことで知られており、また表向きは世界有数のサーカス団として活動しているために絶大な人気を誇るが、裏では飼育する動物たちを奴隷のように扱っていた。また、サーカスのテントは非常時には複数のプロペラで飛行が可能な巨大な要塞にもなり、催眠術や空中ブランコなどのサーカスの曲芸や動物たちを応用するという型破りな方法で各国の警察の厳重な警備網を潜り抜けて窃盗を行っていたために、これまで証拠は全く掴めなかった。偶然サーカスから逃げ出した小象（声：長浜満里子）を檸檬が保護したことで両津たちと接点を持つようになり、数日後の深夜にテントに忍び込んだ檸檬と電極＋に犯行のリハーサルを行う現場を見られたことで二人を監禁するが、これまで犯行が行われた現場の写真に必ずサーカスのテントらしきものが写っていることに気付いた両津によって正体を怪しまれてしまい、直後にテントに忍び込んだ両津や纏、電極スパークを拘束した。その後、日本にある1千億円以上の純金製の胸像を高層ビルから盗み出すことに成功し、後に脱出した両津と海パン刑事らに追い詰められたことでサーカスのテントを浮上させて逃走を図るが、直後に内部に侵入した（正確には月光刑事に無理矢理投げ飛ばされた）両津と揉み合いになって盗み出した胸像を基地の爆発で焼失した上にこれまで虐げてきた動物たちにも襲われてしまい、最終的には逮捕された。
金満太郎
声：蓮岳大
TVSP第17弾「特殊刑事壊滅!? 檸檬と謎の盗賊団!」に登場したビルのオーナー。純金製の胸像を所有しており、ダンデライオンサーカス団に狙われた際には「罠を仕掛けているから大丈夫だ」という自信から特殊刑事課の警護を断ったが、結局はビルの窓とギャラリーの罠を破られて盗まれてしまう。ダンデライオンサーカス団壊滅後は焼失した胸像の責任を両津に追及した。
アンジェリーナ・ロペス
声：井上和香
TVSP第18弾「両津家三代、黄金郷への珍道中!」で登場したブラジルの少女。銃の扱いがうまいために敵が放った矢を正確に撃ち落とす、ウミノが銜えているパイプおよび予備のパイプを素早く撃ち抜く、遺跡の仕掛けで落ちてきた蛇の大群を早めに撃ったり、近接格闘を使うなどの格闘能力も高く、激昂すると大岩や黄金の像を持ち上げるほどの腕力を持っている。また、スタイルが良く、キターノと対峙した際に彼の挑戦に際して服を脱いで抜群のプロポーションを見せ付けていた。インカの黄金の都と呼ばれているエルドラドに行方不明になった父親を一緒に探しに行く仲間を探している途中でブラジルに旅行に来ていた両津や銀次、勘兵衛に出逢い、一緒に父親を探してほしいと頼む。その後、父親と再会はできたものの、すっかり女好きになってしまった父親に激昂した。
アンジェリーナの父
声 - イジリー岡田
アンジェリーナの父親。幼いアンジェリーナと妻を残してエルドラドを探す旅に出かけるが、そこでエルドラドを発見してエルドラドの謎や遺跡の呪いを調査しているうちにエルドラドにいる女性たちから王と崇められて彼女らに惚れてしまい、結局は女好きになってエルドラドに住み着いてしまう。その後、大人になったアンジェリーナと再会し、前述の理由から彼女の怒りを買ったり、遺跡の仕掛けでエルドラドの崩壊に巻き込まれそうになるが、最終的には脱出後にエルドラドの女性たちが実は老婆であることを知らされて勘兵衛と共に老婆たちに追いかけ回される。
エルドラドの三大守護神
TVSP第18弾「両津家三代、黄金郷への珍道中!」に登場したエルドラドの守護神であるキターノやウミノ、ケッコー＆ピーナツコンビの4人の総称。全身や所有物、乗り物が金一色であることを除けば特殊刑事課の海パン刑事やドルフィン刑事、月光刑事や美茄子刑事と瓜二つで、性格はおろか弱点まで同じだったために両津からは本人ではないかと疑われていた。エルドラドを目指す両津らの前に現れるが、それぞれの弱点を突かれて倒された。
ウミノ
声：赤星昇一郎
最初に両津たちの前に現れた守護神。上記の通りにドルフィン刑事を金色にしただけの容姿をしており、愛用の小型潜水艦はおろか引き連れているイルカまで金色である。また、ドルフィン刑事はふんどしに「水上警察隊」と書かれているのに対して自身の場合は「?」となっており、またドルフィン刑事と同様にイルカにモーニング娘。の名前を付けているが、何頭かに辞められていた。パイプを破壊されるとイルカに指示が出せなくなるためにそのことを両津から聞いたアンジェリーナに予備のパイプごと破壊されて退散した。
ケッコー＆ピーナツ
声：外波山文明（ケッコー）、山本満太（ピーナツ）
2番目に現れたエルドラドの守護神。2人合わせて1人という扱いで、また月光刑事と美茄子刑事を金色にしただけでなく、搭乗している月光や変身時のラジカセまで金色となっている。また、変身までの過程や決めセリフまで同じである。両津と交戦した際にケッコーはキル・ビルの女主人公に変身したが、両津と揉み合ううちに月光の翼まで切り裂いてしまい、そのまま墜落した。
キターノ
声：荒川亮
最後に現れたエルドラドの守護神。海パン刑事と瓜二つで、全身以外にもネクタイや海パン、拳銃までが金一色であるが、海パンの「きたの」の部分には「?」が描かれている。格闘能力が高く、その実力はアンジェリーナと互角に戦えるほどである。両津から海パン刑事の弱点（ネクタイを取られると恥ずかしくなる）を聞いたアンジェリーナにネクタイを奪われ、恥ずかしさのあまりに敗走した。
KURUMI（くるみ）
声：さとう珠緒
TVSP第19弾「両津VS泣き虫アイドル!? 日本一周大すごろくゲーム!!」で登場した眼鏡を掛けた新人アイドル。些細なことですぐに泣いてしまうために「泣き虫アイドル」と呼ばれており、また語尾に「○○です〜」を付け、「くーるくるくーるくるKURUMIですー」が決めゼリフである。すごろくゲームの番組で両津や大原と同じチームになり、泣き虫故の行動で二人を振り回すが、最終的にはいざこざを乗り越えて泣き虫を卒業することを誓った。
サファイア姫
声：和希沙也
TVSP第20弾「両さんと忠犬ラッキー物語 〜亀有大包囲網をかわせ!!〜」で登場した迷子になった犬のハッピーの飼い主。両津と同じく眉毛が繋がっており、形も同じである。ハッピーを探しており、後にハッピーと再会した際に両津に懐く姿を見たことで泣く泣く手放そうとしたが、前述の事から両津と自身を見間違えていた事が判明し、最終的には自身に戻ってきたハッピーを抱きかかえて去って行った。
ジーニアス
声：内藤玲
TVSP第22弾「両津の浅草リニューアル大作戦!!〜あぁ 思い出の花やしき〜」に登場した中川グループが新採用したスーパーコンピューター。ねじり鉢巻をした巨大なタコのような外観をしており、コンピューターでありながらも自らの意思を持ち、関西弁で他人との会話も可能で、防衛機能として電撃を放ったり手にする巨大なハリセンで攻撃を行う。自称「大阪商人」で両津以上に金に汚いどころか金儲け以外は眼中に無く、人間のことも「金儲けに親も子も思い出もない」「これだから人間はあかん」「たかが人間」と見下したり強制排除しようとするなど非常に傲慢である。花やしきを解体して巨大なハイテクタワーを建設するプロジェクトを推奨し、それを実現させるために金のためなら何でもする両津をタワーのテナント料3割を餌にプロジェクト責任者に指名したが、しばらくは両津の動向を静観する。その後、両津が銀次に「この遊園地にはいろんな恩恵があったんだ!」と肩を抱かれて諭されて改心すると、強引に無線で重機を制御して花やしきの解体を行おうとするが、この行為に激昂してビルのコンピューター室にプロジェクトの中止を宣告しに来た両津の頭突きを受けてCPUが故障し、挙句の果てに「ほな、さいならー!」と自爆した。
また、両津は次期総裁としてつけ払いで飲食したり、観覧車を暴走させて東京タワー、万里の長城、ピラミッド、ジャングルを破壊するなどトラブルを起こし、修理代や飲食代を請求された。
シートン
声：平田広明、伊藤実華（小学生時代）
両津の小学校時代の同級生。実家が動物病院を経営しており、また本名が椎名ということや動物に詳しいことから「シートン」というあだ名で呼ばれている。また、鯨などを静止させるオカリナを小学校から現在まで持ち続けている。いつも白鯨がいると言っていたために他の男子児童にいじめられていたが、後に三バカトリオに助けられたことで意気投合し、直後に勝鬨橋で白鯨を目撃したことで自分たちの夢を誓った。その後は動物博士となり、研究の末にジャングルの奥地で新種の哺乳類を発見するが、学説が覆されることを恐れた学会から嘘つき呼ばわりされ、さらには学会から追放されてしまう。その後、「Dr.ライアー」という名のマッドサイエンティストと化して世界中の珍しい動物を独占するための人工島「エターナル・アイランド」を作ったが、最終的には檸檬や両津の行動により改心する。
土呂 左門（とろ さもん）
声：泉谷しげる（ゲスト出演）
TVSP第24弾「両さんの寿司食いねえ!〜頂上マグロ対決!!〜」に登場した超神田寿司の元一番弟子。寿司職人としての腕は有能で、夏春都や檸檬からも認められている。また、現在は独立しており、一人娘のわさびと共に「超秋葉原寿司」を営んでいる。2年前にテレビの企画で味見の鉄人と呼ばれる食通の久井道楽との味比べ勝負を行ったが、入院中の妻の見舞いの帰りに車が故障したことで包丁を研ぐ時間が無かったために勝負のお題である天然の黒マグロを捌く際にマグロの細胞を潰してしまい、直後に妻も他界したことで自信を失くし、現在はわさびに店を任せきりにして酒浸りの生活を送るようになる。その後は偶然両津と出会ったことで店の売り上げは改善するが、夏春都から娘の腕の未熟さを指摘されてしまい、さらには夏春都から久井道楽との勝負に超神田の板長として出場することを依頼される。一度はその場から姿を消してしまうが、後に両津の叱責で立ち直り、包丁さばきで勝利した。
土呂 わさび
声：時東ぁみ（ゲスト出演）
左門の一人娘。かつては父親と共に超秋葉原店を営んでいたが、母が他界してからは酒浸りの父に代わって一人で店を切り盛りしている。また、父のことは慕っており、また以前のような寿司職人に戻ってほしいと願っているが、自身も両津が認めるほどの職人としてのいい腕を持っている。夏春都から「まだまだ未熟」と指摘されたことで一度は落ち込むも両津に励まされて立ち直り、さらには左門が久井道楽との勝負で完全に自信を取り戻したことで再び二人で店を切り盛りすることになる。
久井 道楽（くい どうらく）
声：小村哲生
「味見の鉄人」と呼ばれる食通の男性。テレビ番組の企画で訪れた店で味比べを行うことで知られており、またかなりの大柄であるために超神田寿司に入る際には入り口の天井に額をぶつけていた。また、評論家のような偉そうな口調だが、料理人の調理する姿や出された品の食感から包丁の切れ味、食材の状態などを正確に言い当てるなどの「味見の鉄人」と呼ばれるに相応しい高い観察力と味覚を持っている。2年前に「超秋葉原寿司」にて味比べを行い、土呂左門が包丁を研ぐことを怠ったことやそれにより切れ味が悪くなってマグロの細胞を潰してしまっていることを指摘したが、後に超神田寿司との味比べ対決で超神田側の板長として出場した左門のマグロを食べたことでその味を認めた。なお、両津はマグロ運搬の際に美術品を壊したり、結婚式を台無しにするなど事故を起こし損害賠償請求を受けた。
浦島 亀次郎（うらしま かめじろう）
声：末吉司弥
TVSP第25弾「ワシと俺!?〜ぼくらは浅草少年探偵団!〜」で登場した1960年代、巡査時代の大原に逮捕された指名手配犯。後にその時代にタイムスリップしてきた両津が割り込んだことによって取り逃したことになり、結果として両津が現代に戻った時には国際指名手配犯である闇のシンジケートのボスになる。その後、現代の大原に後一歩のところまで追いつめられ、それでも大原に大怪我を負わせて逃げたが、再びタイムスリップしてきた両津や巡査時代の大原、少年時代の両津や中川、麗子や本田、左近寺やボルボ、豚平や珍吉の活躍によって再び逮捕された。
インチキプロデューサー・ぬかりや商事社長
TVSP第26弾「目指せ亀有スーパースター!〜両津流アイドルへの道〜」にて登場したプロデューサー。両津のタレント才能を見出し、両津のタレント活動を支援したが、最終的には両津にギャラを渡す前に夜逃げしてしまう。この新聞を見た大原は、「あちこち騙してお金をかき集めた挙句とんずらか。当然映画は中止。お前は今日から無職だ。」と言っていた。

## 舞台版オリジナル人物
向島 三四郎（むこうじま さんしろう）
演：清水宏→池田鉄洋
かつしか署の新人警官で舞台では両津とコンビを組みパトロールなどを行う。もともとは本庁勤務志望であったが勤務を続けるにつれ下町勤務が板についていく。黒縁の眼鏡と不思議な角度の敬礼が特徴。舞台版に出ない原作・アニメでの本田速人、寺井洋一、戸塚金次などに該当する役回り。原作には登場していないが、レギュラーメンバーが1999年版の舞台を演じるというメタ話で両津が演じたことがある。

## 実在人物
この項には、漫画の中にキャラクターとして登場した人物を記す。
秋本治
声：竹本英史
原作者本人。初期の頃に登場しており、登場するたびに顔が違ったりする。コミックスのカバーの登場がほとんど。
アニメ版では、第127話の「萌えろ! 恋のえらぶ島」に登場している。映画『こちら葛飾区亀有公園前派出所 THE MOVIE』にも一瞬だけ登場している。2016年9月18日放送のSP27作目である『THE FINAL 両津勘吉 最後の日』のオープニングの最後に一瞬登場した。
アラン・ドロン
映画俳優。7-9「クリスマス戦争…の巻」にて後ろ姿のみ登場。両津が中川邸のパーティー会場で彼とぶつかり、両津に「パルドン・ダーリン」、「森の詩モヨロシク」と謝った。
同名の洋服店が登場し「ダーバン」と書かれたマネキンやスーツが商品として並んでいた。
伊藤博文
初代内閣総理大臣。58-8「天国からの訪問者」に登場。すでに故人であるが、あの世からこの世に脱走して暴れていた両津の曽祖父・ため吉をたしなめるために天国から連れてこられた。千葉周作から剣を習ったと豪語するため吉も、伊藤博文の前ではただひれ伏すしかなかった。名字は「伊藤」ではなく「伊東」になっている。
太田裕美
歌手。初期の話に数回登場。単行本4巻の解説エッセイにも登場している。原作者と両津が大ファンだった。戸塚が腕に「太田裕美命」と刺青をしていた。ただし、第4巻ではコンサート時に過激なファンが「太田裕美命」と刺青をしていた。その時には戸塚は立ち会っていない。なお、大原ひろみの名前はその太田裕美から取っている。
小室哲哉
ミュージシャン。104-9「女子寮に潜入せよ!の巻」に登場。中川とは共にF50クラブ（フェラーリ F50を10台所有するオーナーの会）に入会していたり、F1を一緒に観戦したりするなど親しかった。その縁で葛飾署のテーマソングの作曲を担当した。
近藤正臣
俳優。3-7「テレビ出演の巻」に登場。監督の勘違いでドラマの撮影に警官役で参加した両津に、本物の拳銃で射殺されかけた。
KONISHIKI
元力士、タレント。116-8「祝い隊・出動!!の巻」に登場。土俵上でピースサインをして明るく振る舞う想像図として描かれた。
素輪道彦（すわ みちひこ）
声：杉野博臣
読売テレビのプロデューサー・諏訪道彦がモデル。80-3（アニメ版「視聴率を盗んだ男」）に登場。アニメ版では両津の顔馴染という設定。また、下の名前（道彦）もアニメ版のみの登場である。
（原作版）東京14チャンネルのプロデューサー。法条から視聴率メーター装置を取り上げた両津が訪問した際、視聴率の仕組みを説明する。その後両津の立ち上げた視聴率操作会社「両津独自テレビ リサーチ会社」に対し、自分の新番組「ルンバでCHACHACHA」の視聴率の操作を依頼。しかし、機材のタコ足配線部から出火し、火事になったため、新番組を含む数々の番組の視聴率が大コケになってしまった。なお、その時の両津の逮捕ニュースは視聴率83.4%を記録した（現実のビデオリサーチ調査の最高視聴率・第14回NHK紅白歌合戦の81.4%（原作中では「82.4%」と誤記）を上回る数字を報道された）。
（アニメ版）ブジテレビのプロデューサー。法条のテレビに設置された中川グループのリサーチ会社の視聴率メーター装置を両津から売られそうになったが、プロデューサーのプライドにかけて断固として拒否。その後両津の企みによって自局の番組「ゲートボールでGO!GO!」の視聴率を65.3%まで上げられたことに驚愕。次に標的にされた自身がメインプロデューサーを務めていた番組「爆笑テレビ野郎」では、これも両津の企みにより0.3%まで視聴率が急落し打ち切りに。後番組「突撃!テレビ野郎」でやむを得ず1%を20万円で買おうと契約したが、失敗を悟っており、視聴率遠隔操作の途中、電気回路のショートにより火事に遭っている両津たちを実況し、視聴率83.4%に達した。視聴率調査のサンプルに選ばれていた人が自分のチャンネルを勝手に変えた犯人を見たかったそうで、テレビ局側は視聴率さえ取れればいいと大喜びしていた。
PUFFY（大貫亜美・吉村由美）
歌手ユニット。107-6「混戦「こち亀」ゲームの巻」に登場。大貫は中川と世界一周デートを楽しんだ。
みうらじゅん
イラストレーター、漫画家。102-9「ついに出た!!アクションドールの巻」に登場。両津のアクションドールの批評をする想像図として描かれた。その後、みうら本人が『宝島』の連載でこのことを取り上げた。
太田健介
掲載当時はバンダイ社員で、こち亀担当。102-9「ついに出た!!アクションドールの巻」以降、何度か登場。
AKB48
第999巻掲載「こちら葛飾区亀有公園前派出所×AKB48」（初出は『週刊ヤングジャンプ』2011年44号）に登場。
テレビドラマ版にも本人役で出演している（後述）。

### アニメ版
高松信司
本作の3代目監督。ワイプを活用し、実写で登場する。
第100話「俺が主役だ! 星逃田」終盤で自身の出番を失った星に訴えられた際に「放送時間がだいぶ押したため、（星の）犯人逮捕のシーンをカットしました」と返す。その後、星は第245話「両さんの長い一日」のおまけ「帰ってきたハードボイルド刑事!」にて再登場を果たすものの、短時間で終了してしまったために再び呼び寄せられ、今回は「放送時間が余ったため、時間調整のために来てもらった」と返す。なお、このシーンは第100話の映像の流用で構成されており、サブ画面で登場した容姿も1998年当時のものである。
清原和博
声：松野太紀
第43話「嵐を呼ぶ野球大会!」で登場。草野球で、敵チームが助っ人として呼んだ一人。プロ野球選手。現実同様プロの強打者であり、4番で出場して両津の速球を簡単に打ち返す。最後は降雨で川のようになったマウンドに上がって（現実の清原同様に高校で投手経験がある設定）両津と最後の対決をする。
カール・ルイス
声：森訓久
第43話「嵐を呼ぶ野球大会!」で登場。草野球で、敵チームが助っ人として呼んだ一人。陸上選手。一番で出場し、得意の俊足で両津をかき回す。降雨後は、両津の戦法に翻弄されて刺された。
野茂英雄
第43話「嵐を呼ぶ野球大会!」で登場。草野球で、敵チームが助っ人として呼んだ一人。プロ野球選手。現実同様にアメリカ球界で活躍している設定であり、トルネード投法で投げてくる。好投していたが雨が降って来て手が滑ったため、両津がその球を打つと同時に故意に投げつけたバットが直撃したため負傷で降板し、その後は点差が縮まった。
伊達公子
第43話「嵐を呼ぶ野球大会!」で登場。草野球で、敵チームが助っ人として呼んだ一人。プロテニス選手。2番で試合に出場し、テニスラケットで両津の球を簡単に打ち返す。
貴乃花
第43話「嵐を呼ぶ野球大会!」で登場。草野球で、敵チームが助っ人として呼んだ一人。大相撲力士。試合では3番で出場し、捕手を務めて野茂の球を楽々捕る。普段からぶつかり稽古で鍛えているため体は非常に頑丈で、両津が意図的に死球を与えても平然としていた。
前園真聖
第43話「嵐を呼ぶ野球大会!」で登場。草野球で、敵チームが助っ人として呼んだ一人。プロサッカー選手。安打性の打球を自慢の足で蹴り飛ばして一塁に送球し、アウトにした。内野を守っていたが、降雨後には両津の打球が直撃した。
セルゲイ・ブブカ
第43話「嵐を呼ぶ野球大会!」で登場。草野球で、敵チームが助っ人として呼んだ一人。棒高跳び選手。両津の長打性の打球を得意の棒で飛躍して飛び上がり、捕球する芸当を見せた。
岩崎恭子
第43話「嵐を呼ぶ野球大会!」で登場。草野球で、敵チームが助っ人として呼んだ一人。水泳選手。降雨後にグラウンドが川のようになったため得意の水泳で両津を刺そうとするが、不運に見舞われて流された。
露木茂
放映当時フジテレビアナウンサー。TVSP第4弾「大ハード! 両津勘吉は2度死ぬ」において中川龍一郎が人質にされたニュースを報道し、両津がフジテレビの球体展望室をヘリで拝借する際、球体を盗られないように一緒になって部下（青嶋・木佐・福井）を叱咤し、オチで倒壊したフジテレビ社屋の請求書（2000億円）を両津に請求して迫った。
豊臣秀吉
声：津田健次郎
TVSP第6弾「両津の野望! タイムスリップ戦国伝」に登場。実在した戦国時代から安土桃山時代にかけての武将・戦国大名。
小梅から奪った杖で呪文を誤って戦国時代にタイムスリップした両津と出合う。本作では、自分が将来天下を獲れるなどと思っていなく、すぐに泣き出してしまうなど非常に気弱な人物として描かれている。両津は彼と顔が似ているため、秀吉のふりをして暗躍した。最初は日吉丸の名で信長に仕えた草履取りをしていたが、うっかり信長の草履を尻に敷いたまま座り込んでいたので、信長に殺されると怯えていたが、両津が彼に成り済ましたことで無事救われる。助けたことの恩返しとして、天下統一したら財産を半分分けるように言われる。しかし、両津が彼を助けたことで歴史上の彼の威厳は徐々に衰えていき、弱気になったために歴史通りに行かず天下を取れずにいたが、両津の助けもあり最終的に無事、天下を統一する。しかし、そのために日本の歴史が両津によって改変（桶狭間の戦いにて本田のバイクに乗って今川軍を打ち倒す。一夜城造りの際に美濃の兵を撃退するため特殊刑事課を呼び出す）されてしまった。
織田信長
声：福本伸一
TVSP第6弾「両津の野望! タイムスリップ戦国伝」に登場。実在した戦国武将。性格は短気で喧嘩っ早く、日吉丸が踏んでいた草履が温かかった（尻に敷いていた）だけですぐ打ち首をしようとする。本能寺の自室にて酒を飲んでいた際かなり酔っており、本能寺の変が歴史通りにいかなかったために彼の部屋に来てしまった両津を、当時毛利攻略に派遣しているはずの秀吉だと勘違いして打ち首を狙うが、両津の呪文によって白亜紀の時代へ飛ばされてしまい、後に花山の天罰でその時代にやってきた両津たちとティラノサウルスに追いかけ回される。
今川義元
実在した戦国武将。アニメスペシャル「両津の野望! タイムスリップ戦国伝」に登場。秀吉が弱気になっていたため本来は信長が勝つはずだった桶狭間の戦いに勝利し天下を取る。しかし、本田のバイク（白バイ）に乗った秀吉（両津）・本田によって倒される。
明智光秀
実在した戦国武将。作中では気弱な性格であり、本能寺の変では、主君信長を討伐するか否かで迷っており、それが原因で秀吉が天下を取ることができなかった。しかし、本能寺の中で起こっていた騒動によって本能寺が燃えてしまったため「これは僕たちがやったことにしよう!」などと提案。家臣は「お好きなように…」とあきれていた。
石原慎太郎
東京都知事。TVSP第8弾「オドロキモモノキ島の大決戦!」に登場。台風によって飛ばされた両津の作ったプテラノドン（プラスチック製）が都庁の自身の部屋に飛んできたため、唖然としていた。その時両津は「都民税を払いに来た」と冗談を言っていた。
慎吾ママ
2000年10月1日放送の「慎吾ママの無理やり朝ごはん!」に登場。両津の寝込みを襲う。また、慎吾ママに扮した香取慎吾は後に連続ドラマ版で両津を演じた。
志村正順、小西得郎
第171話「光の球場」で登場。大毎オリオンズの試合の実況と解説を担当する。
村上ショージ
第188話「両さん、選挙に立つ」に特別ゲストとして出演。当時放送されていたバラエティ番組『明石家マンション物語』の「ダメダメボーイズ」として登場。
天童よしみ
第192話「こちら東銀座歌舞伎座前派出所」の序盤で登場。派出所に訪れ道を尋ねてきた。自身は演歌歌手とは別人だと言い張っていた。小柄な容姿のわりにやたらと頭がでかく、全長で両津と同じほどの身長であった。第212話「胸像の怒り」では両津が見ていた番組に出演していて、「だまって俺についてこい」を歌っていた。第225話「史上最悪の脱出」でも1シーンだけ人込みの群れの中に登場した。
オープニングテーマ「だまって俺についてこい」を歌っており、その映像にも登場。エンディングテーマ「おいでよ亀有」の映像にも登場。
嵐
第240話「両津と檸檬京都ふたり旅」に登場。全体がアニメーションではなく、体のように作ったパネルを張り合わせたもの。エンディングテーマ「ナイスな心意気」を紹介した。再放送時には登場シーンが削除されているが、エンディング部分は削除されていない。
原作では第127巻第4話「下町子育て繁盛記!の巻」や132巻第6話「バレエの妖精の巻」において、劇中ポスターのモデルとして登場している（後者では「アラシ」「ナイスな心意気」と書かれている）。
TIM（レッド吉田、ゴルゴ松本）
TVSP11弾「ヨーロッパ横断! 麗子救出大作戦」で、マイク・タイソンの隣人・ピーター・アーツの又従兄弟・ミハエル・シューマッハのそっくりさんと共に白鳥麗次に雇われ、「命」「炎」などを披露する。
つぶやきシロー
第290話「こちら亀有放送局」にタレントとしてではなく、恋に悩む冴えない青年「粒焼くん」として登場。アシスタントの両津に恋の相談をした際、「男は迷わば当たって砕けろ!」とストレートに返され、後日言われたとおり好きな女性に告白し玉砕したらしい。その仕返しに両津のいるラジオ局に盗んだダイナマイトを持って殴りこみに来たが、居合わせた大原の一喝、励ましによって自分の行いを反省した（大原の他、中川、麗子、本田も両津のマシンガントークで恥をかかされていた）。
坂本龍馬
第295話「ご先祖様こんにちは」で登場。両津の曾祖父・ため吉とは顔見知りで、よく好物の佃煮を料亭まで配達してもらっていたらしい。彼自身もため吉のことを覚えており、花山が現代に呼んだ際には彼との再会を喜んでいた。
勝海舟、西郷隆盛、伊藤博文、井伊直弼、ペリー、ハリス、夏目漱石、石川啄木、森鷗外、与謝野晶子
龍馬と同じく第295話「ご先祖様こんにちは」で登場。両津が曾祖父・ため吉のために花山に頼んで呼んでもらった。勝と西郷、伊藤と井伊は現代の日本の姿を見て感心していた。
岡村隆史巡査部長、矢部浩之巡査、加藤浩次巡査、濱口優巡査
2003年の放送の『めちゃイケ』年末恒例のフジTV警察24時で本作とのコラボとして登場。フジテレビ内を自転車でパトロール中に、アフレコスタジオに入ると『こち亀』のアニメの世界に来てしまう。矢部巡査は驚いたが岡村巡査部長たちは冷静で、両津を発見して彼を怪しい人物として逮捕しようとする。矢部巡査は両津を知っており、数々の追跡（中には過去に『こち亀』で放送したアニメシーンも含まれていた）をしたが結局は逮捕できずに逃して海に落ちてしまい、現実の世界に戻った。その後、両津は2003年公開の映画『こちら葛飾区亀有公園前派出所 THE MOVIE2 UFO襲来! トルネード大作戦!!』の宣伝を行った。
北村総一朗、斉藤暁、小野武彦
湾岸署のスリーアミーゴスとして公園前派出所を視察に来た。湾岸署自体もアニメスペシャル中で名称のみ登場する。
田村亮子、テツandトモ
エンディングテーマを歌うことになり挨拶という形で登場。
南海キャンディーズ
2006年9月24日放送のTVSP第22弾「両津の浅草リニューアル大作戦!!〜あぁ 思い出の花やしき〜」に中川の部下役で登場。中川や地元の住民たちに賛同し、金儲けを目的に花やしきを壊そうとする両津に反対した。

### ドラマ版
加山雄三
AKB48
TBSのドラマ版こち亀のスペシャルゲストで本人として出演。